# Mar del Plata
Mar del Plata es una ciudad ubicada en el sudeste de la provincia de Buenos Aires, Argentina, sobre la costa del mar argentino. Es la cabecera del partido de General Pueyrredón, un importante puerto, la localidad balnearia más importante del país y el segundo destino turístico después de Buenos Aires. En época estival su población puede aumentar en alrededor de un 301 %, por lo que cuenta con una gran oferta de infraestructura de hoteles y otros servicios. La autovía 2 la enlaza tras 404 km con Buenos Aires y está ubicada a 368 km de La Plata.
Fue fundada con su nombre actual el 10 de febrero de 1874 por Patricio Peralta Ramos, en una estancia de su propiedad, sobre la base de la segunda de las tres extintas misiones jesuíticas de la Pampa, fundadas en la segunda mitad del siglo XVIII, denominada Nuestra Señora del Pilar de Puelches, que más tarde recibió el nombre de «Puerto de la Laguna de los Padres».
Las principales industrias son la pesquera, la turística y la textil. La pesca, actividad principal del puerto, se complementa también con barcos petroleros y cerealeros. La ciudad cuenta también con una base naval de submarinos. Entre la gran variedad de industrias, se destacan también las derivadas de la horticultura, la construcción, la metalúrgica y la mecánica.
La ciudad cuenta con un complejo deportivo que fue subsede del Mundial de Fútbol 1978, sede de los Juegos Panamericanos de 1995 y donde se jugó la final de la Copa Davis 2008. El Club Atlético Aldosivi es el equipo de fútbol más popular que representa a la ciudad. Además, es conocida por su calidad en el básquetbol, donde el Club Atlético Peñarol y el Club Atlético Quilmes representan a este deporte a nivel nacional.

## Historia

### sigloXVI

#### Primeras exploraciones
Los pueblos originarios nómadas que transitaban por la zona de la actual Mar del Plata, antes de la llegada de los europeos, fueron los pueblos pampas, het o tehuelches septentrionales y mapuches.
Los primeros exploradores europeos en descubrir la zona fueron: Fernando de Magallanes, al servicio del Imperio español, durante el primer viaje de circunnavegación del mundo, en 1519, fue también el primer europeo en navegar sus costas al referenciar una «Punta de Arenas Gordas», que podrían ser las playas de «Punta Mogotes». Posteriormente el corsario inglés Francis Drake describió por primera vez en la cartografía de ese entonces lo que actualmente es el cabo Corrientes, en su viaje alrededor del mundo de 1578, bautizando al lugar como Cape Lobos por la existencia de lobos marinos en sus playas. Y por último el español Juan de Garay la describió como una «muy galana costa» cuando exploró la región por tierra en 1581 un año después de haber fundado la Ciudad de la Santísima Trinidad y Puerto de Santa María del Buen Ayre.

### sigloXVIII

#### La Misión jesuítica de Nuestra Señora del Pilar del Volcán
Los primeros europeos que se establecieron en la zona fueron los religiosos de la Compañía de Jesús José Cardiel, Matías Strobel y Tomás Falkner, quienes en 1746 fundaron la segunda de las tres Misiones jesuíticas de la Pampa. Esta reducción se llamó Nuestra Señora del Pilar de Puelches, adyacente a la «laguna Las Cabrillas», la actual Laguna de los Padres, distante a pocos kilómetros al noroeste de la futura Mar del Plata. La misión llegó a albergar cerca de quinientas personas. Posteriormente debió ser abandonada a causa de la repentina hostilidad de un grupo de tehuelches liderados por el cacique Cangapol.
Debido a la presencia de lobos marinos, se denominó «La Lobería Grande» a la zona de la costa, mientras que la planicie estaba cubierta por un tipo de arbusto espinoso conocido como curro.

### sigloXIX

#### Fundación del Puerto de Laguna de los Padres
En 1856 se asentaron nuevos pobladores de origen europeo en la zona de la futura Mar del Plata. La causa fue un incremento de las relaciones comerciales con Brasil y la instalación de un saladero o establecimiento saladeril de carne vacuna a cargo del portugués (excónsul en Buenos Aires) José Coelho de Meyrelles.
Este nuevo establecimiento produjo como resultado la aparición de una población estable, la cual comenzó a llamarse «Puerto de la Laguna de los Padres». Patricio Peralta Ramos compró estas tierras a Coelho de Meyrelles en 1860 y se dedicó a desarrollar el área. Trece años más tarde fue construido un nuevo templo católico: la Capilla Santa Cecilia, cuyo nombre le fue dado honrando a la esposa de Peralta Ramos, Cecilia Robles.
En 1873 comenzaron los pedidos ante la provincia de Buenos Aires para que se reconociera formalmente a la población del Puerto de la Laguna de los Padres, la cual fue efectivizado el 10 de febrero de 1874 mediante la firma de un decreto. Para ese entonces, el viaje desde la ciudad de Buenos Aires hasta Mar del Plata demoraba entre 8 y 10 días.
En 1877 Pedro Luro se puso al frente del saladero y enriqueció la región propulsando el desarrollo de la agricultura. Instaló un molino harinero, construyó un muelle, edificó una barraca y favoreció la construcción de viviendas. Por su parte, su hija, María Luro de Chevalier, ayudó a edificar la iglesia de San Pedro, es decir, la actual catedral de los Santos Pedro y Cecilia.

#### Fundación de Mar del Plata y creación del Partido de General Pueyrredon

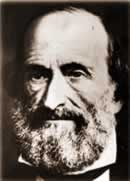
Patricio Peralta Ramos, fundador de Mar del Plata.

Patricio Peralta Ramos continuó, pese a la oposición de varios vecinos, con los trámites para la fundación de Mar del Plata. Por un decreto de la gobernación de la provincia de Buenos Aires del 10 de febrero de 1874, se reconoció al pueblo de la Laguna de los Padres y se le dio el nombre de Mar del Plata, por iniciativa de su fundador, Patricio Peralta Ramos. Esta es la fecha oficial de la fundación de Mar del Plata. Su nombre tiene el sentido de «mar de la región del Plata» o «mar aledaño al Río de la Plata». Más tarde, en 1879 y también a iniciativa de su fundador, se estableció el Partido de General Pueyrredon dividiendo en dos el Partido de General Balcarce.

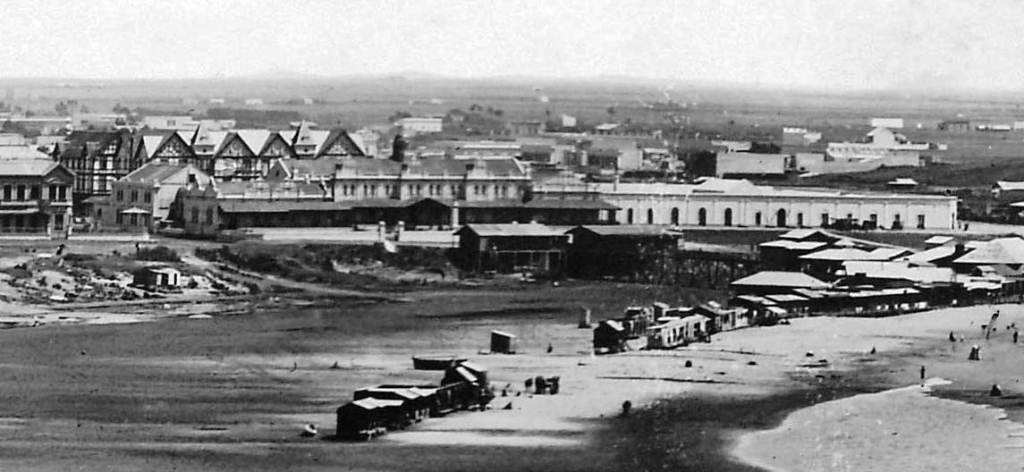
Mar del Plata en 1895.

En 1886 llegó el ferrocarril a Mar del Plata mediante gestiones del gobernador Dardo Rocha. El trayecto desde la estación Constitución tardaba 10 horas. Su llegada produjo una nueva etapa de progreso para el pueblo que se convirtió en un destino turístico preferido de la aristocracia de Buenos Aires. Al año siguiente se construyó el Bristol Hotel, inaugurado el 8 de enero de 1888. Ese mismo año la Municipalidad aprobó un «Reglamento de baños» que establecía:

Artículo 1.º: Está prohibido bañarse desnudo.
Artículo 2.º: El traje de baño admitido por este reglamento es todo aquel que cubra el cuerpo desde el cuello hasta la rodilla.
Artículo 3.º: En las tres playas conocidas: del Puerto, de la Iglesia y de la Gruta, no podrán bañarse los hombres mezclados con las señoras a no ser que tuvieran familia y lo hicieran acompañando a ella.
Artículo 4.º: Está prohibido a los hombres solos aproximarse durante el baño a las señoras que estuvieren en él, debiendo mantenerse por lo menos a una distancia de 30 metros.
Artículo 5.º: Se prohíbe a las horas del baño el uso de anteojos de teatro u otro instrumento de larga vista, así como situarse en la orilla cuando se bañan señoras.
Artículo 6.º: Está prohibido bañar animales en las playas destinadas para el baño de familias.
Artículo 7.º: Está igualmente prohibido el uso de palabras o acciones deshonestas o contrarias al decoro.

El 19 de julio de 1907 la legislatura aprobó el proyecto que declaró ciudad a Mar del Plata (Ley 1306).

### sigloXX

#### 1900 a 1920

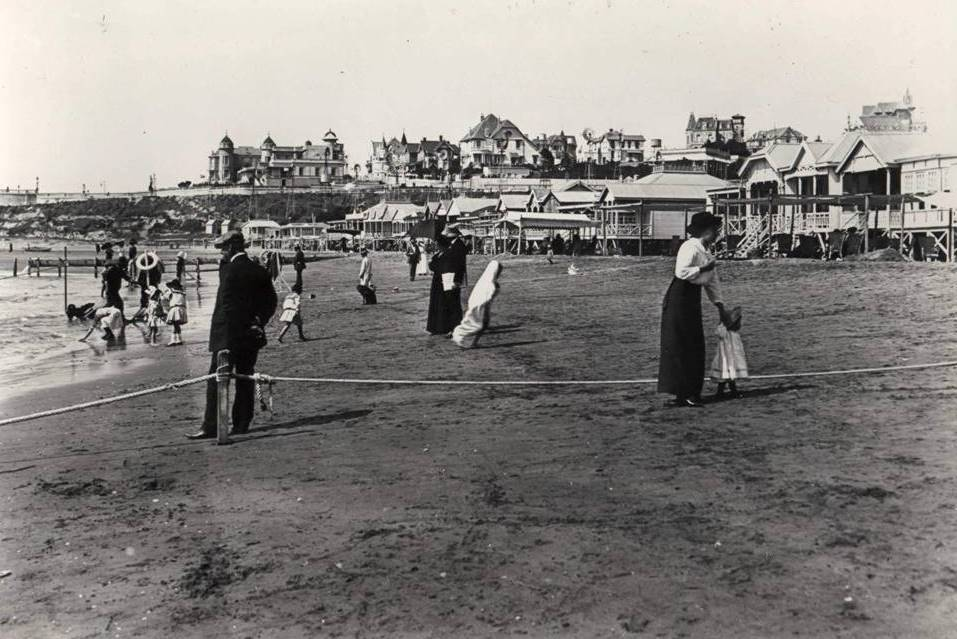
Playa Bristol (ca. 1910). El cuerpo debía estar completamente cubierto y los varones, separados de las mujeres.

Las dos primeras décadas del siglo XX llevaron a que Mar del Plata alcanzara un notable grado de desarrollo urbano, situación que se dio dentro del amplio marco de progreso general y ascenso social que vivió la Argentina durante los años de la República Conservadora.
En 1903 se encargó al prestigioso paisajista francés Carlos Thays el diseño del paseo General Paz, un amplio parque público de cuatro hectáreas acompañando el camino costero en el tramo céntrico de la ciudad, desde el Bristol Hotel hasta la Playa de los Pescadores, e integrándose con la plaza Colón.

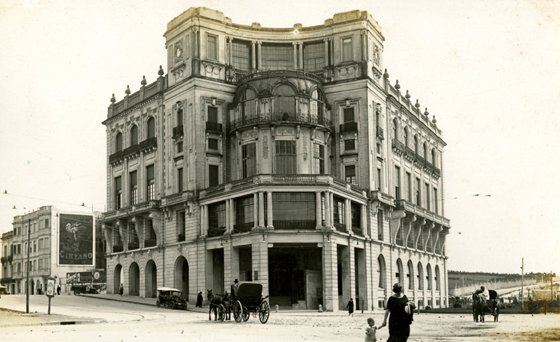
Club Mar del Plata (ca 1910), fue dañado por el fuego en 1961 y nunca fue reconstruido.

En 1904 se construyó el Torreón del Monje, lo que amplió los límites del balneario. El edificio tenía una confitería y un club de tiro a la paloma. Esta obra estuvo a cargo del empresario Ernesto Tornquist. Más adelante, en 1909, se inauguró la explanada de la loma del Torreón; al año siguiente se habilitó la estación Mar del Plata Sud del Ferrocarril del Sud, que funcionaba solamente en temporada veraniega. Por último, en 1914, se inauguró la Rambla Bristol, un paseo de material en la playa homónima.
El pueblo de Mar del Plata fue declarado ciudad mediante una ley (Ley N.º 3040) promulgada el 22 de julio de 1907 y sancionada el 25 de julio del mismo año.

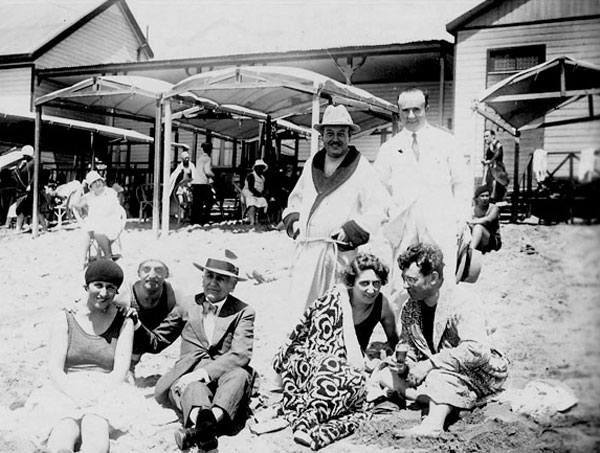
Turistas en la playa en 1930.

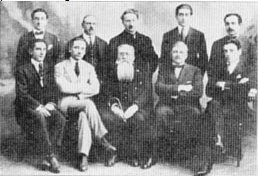
Primer gobierno socialista de Mar del Plata (Argentina). De izquierda a derecha. Sentados: Juan A. Fava, Teodoro Bronzini, Antonio Valentini, Juan Laffranconi y Rufino Inda. De pie: Antonio de Tomaso, Alejandro F. López, Antonio Zaccagnini, Francisco Berengeo y Miguel Pascarelli.

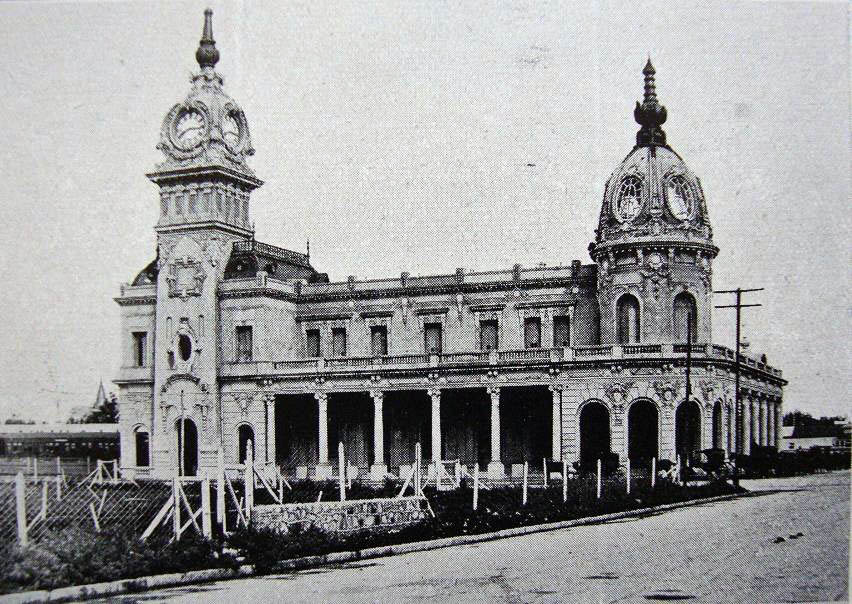
La estación Mar del Plata Sud, inaugurada en 1910 y desactivada en 1949, en que pasó a utilizarse como terminal de ómnibus. Más tarde, el edificio fue dañado por el fuego. Aunque ha sido restaurado, está mucho menos adornada.

El 23 de enero de 1910 se inauguró el Club Mar del Plata, exclusivo edificio reservado para los distinguidos veraneantes del creciente balneario para sus eventos sociales, noches de juego y bailes. Diseñado por el ingeniero Carlos Agote, fue ícono de la Mar del Plata aristocrática hasta su incendio en 1961, luego del cual su estructura quedó seriamente dañada y fue demolida.
En 1912 Francisca Ocampo de Ocampo, miembro de una tradicional familia del país, adquirió en Inglaterra, de la empresa Boultoun & Paul, una magnífica casa de madera de dos pisos. La hizo trasladar en barco hasta Mar del Plata, donde fue emplazada en la antigua zona conocida como Loma del Tiro de la Paloma, que es actualmente el coqueto barrio Barrio Los Troncos, en la manzana delimitada por las calles Arenales, Lamadrid, Matheu y Quintana. Fue un centro cultural y uno de los edificios más importantes de la era en que Mar del Plata fue el centro de vacaciones de los sectores altos de la población argentina. Se conoce actualmente al lugar como «Villa Victoria» (por Victoria Ocampo).
En 1915 se inició la costumbre ―sobre todo femenina― de «tomar sol»; por entonces se decía: «Las muchachas parecen "fritas"». En 1918 comenzaron a cambiar los trajes de baño femeninos, descubriendo los brazos. Se denominó maillot y fue considerado un escándalo de inmoralidad.
En la década de 1920 se inició un movimiento para asegurar la autonomía municipal de la ciudad. Hasta entonces la gobernaba un comisionado designado por el gobernador provincial. Entre 1903 y 1928, once comisionados y solamente tres intendentes estuvieron a cargo de la ciudad.
En 1919 asumió Teodoro Bronzini, del Partido Socialista, hijo de un pescador italiano, acompañado por Rufino Inda y Juan Fava, entre otros. El socialismo impulsó el turismo tanto de la clase media como de la clase obrera a partir de leyes laborales que establecían vacaciones pagas.
En 1924 se estableció el puerto, destinado principalmente a la pesca, donde se asentaron obreros italianos principalmente. En esta década se terminó de construir el puerto de ultramar y se constituyó en el principal centro pesquero de la Argentina.

#### 1930
En 1932 finalizó la construcción de la Ruta Nacional 2, conectando Mar del Plata con Buenos Aires. Se extiende desde el empalme con la Ruta Provincial 36 y la Ruta Nacional A004 en la Rotonda Juan María Gutiérrez «que está ubicada en el límite entre las localidades de Juan María Gutiérrez (partido de Berazategui) e Ingeniero Allan (partido de Florencio Varela). Se encuentra en superposición en un trayecto de 6 km con la Ruta Provincial 36 hasta la localidad de El Pato, Partido de Berazategui, y culmina su trayecto en la Ruta Nacional 226 en esta ciudad (Avenida Luro). Se encuentra marcada en rojo en el mapa adjunto».

#### Submarinos alemanes en 1945
El 30 de abril de 1945, los submarinos alemanes recibieron la orden de estar preparados para la operación «Regenbogen», vocablo alemán que significa «arco iris», aludiendo a la operación que contemplaba el autohundimiento. Sin embargo, el 4 de mayo les fue transmitida la contraorden, confirmada el 8 de mayo de 1945, cuando las fuerzas alemanas dejan de combatir. El almirante Karl Doenitz anunció la rendición del III Reich por la Comunicación N.º 0953/4, transmitiendo a las fuerzas alemanas la orden de rendición y el inmediato cese del fuego. Así, dos submarinos alemanes se rindieron en la Base Naval Mar del Plata ante el capitán de fragata Ramón Sayús.
El 10 de julio de 1945 se rindió, a las 7 A.M., el U-530, con 54 tripulantes comandados por el comandante Otto Wermuth que tenía el grado de teniente de fragata. Cabe señalar que el comandante Wermuth era un oficial sin experiencia, el mando que ejercía era su primera prueba de mando, la cual no había sido afortunada. Los marinos argentinos, maravillados con el aspecto exterior del sumergible, quedaron sorprendidos con su desastroso aspecto interior, donde la falta de disciplina y orden hacían gala.
El 17 de agosto de 1945, se rinde el U 977 con 31 tripulantes dirigidos por el comandante Heinz Schäffer. Schäffer había asumido su comandancia en 1944. Zarpó de Kristiansund el 2 de mayo de 1945 con 48 submarinistas. La orden era la de no rendirse al enemigo, dada por el almirante Dönitz. Así las noticias de la rendición llegadas en navegación por medios de comunicación enemigos no tuvo credibilidad, los cuales pasan a votar sobre qué hacer ante la nueva situación. La mayoría votó por navegar hasta Argentina, pues el país contaba con gran respeto entre la oficialidad naval alemana por la actitud mantenida con la tripulación del Graf Spee, en 1939.
A diferencia de Wermuth, Schäffer mantuvo el orden y la disciplina en la nave, con 24 años no tuvo inconvenientes en afirmar su autoridad y relevar al primer oficial a bordo cuando este se opuso a sus directivas. Otro momento crucial para este capitán surgió cuando poco antes de la entrega de la nave a las autoridades argentinas, se enteran por radio de la suerte corrida por el U–530.
Se suscitaron varias discusiones en la nave, había quienes consideraban necesario hundir el submarino e ingresar ilegalmente en territorio argentino, pero el capitán logró persuadir a la tripulación y entregó el submarino con todo su equipamiento y documentación completa, elementos los cuales le servirían para demostrar que no había hundido ninguna nave —ya que tenía todos los torpedos— y que no había trasladado a ningún jerarca nazi.
Tras la rendición, los militares argentinos, entre ellos el teniente coronel Domingo Mercante, posterior gobernador de la provincia de Buenos Aires por el peronismo, homenajearon a los marinos alemanes, lo cual generó fricciones con los Estados Unidos y Cuba. Las naves alemanas y su tripulación, fueron entregadas luego a Estados Unidos.

#### 1940 a 1980

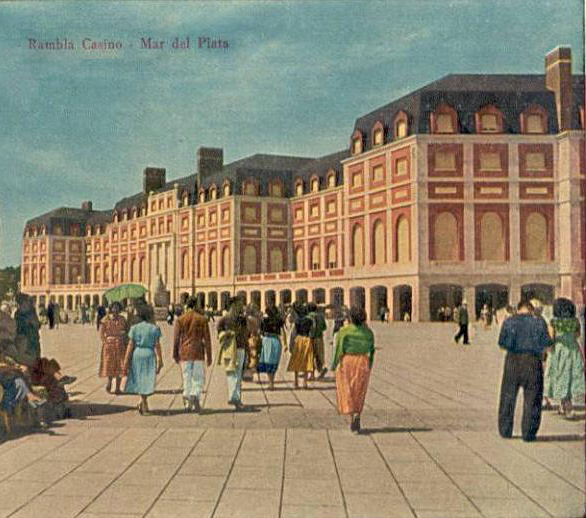
Vista de la Rambla Casino de Mar del Plata, con las esculturas de lobos marinos del artista José Fioravanti y el edificio del Gran Hotel Provincial diseñado por Alejandro Bustillo y terminado en 1950.

A partir de 1940, Mar del Plata fue transformando su fisonomía para convertirse en una ciudad eminentemente turística.
La difusión de la sindicalización y los derechos laborales en los años 1940 permitió que los sectores trabajadores comenzaran a elegir a «La Feliz» para pasar sus vacaciones, fenómeno facilitado por el pago del aguinaldo (decimotercera paga recibida a fin de año) y el turismo social. Por este motivo los sindicatos fueron adquiriendo más de treinta hoteles, entre ellos el Hotel Hurlingham, uno de los más elegantes de la ciudad, que fue conseguido por la «Confederación de Empleados de Comercio». Más tarde, el gremio de Luz y Fuerza construiría el Hotel 13 de Julio y la Unión Obrera Metalúrgica proyectaría el nuevo Royal Hotel, construcción que quedó abandonada e inconclusa luego del asesinato del líder Augusto Vandor en 1969. En la década del 50 las autoridades nacionales junto con el gobernador Domingo Mercante se decidieron a construir dentro del área nuevas zonas portuarias y un ferrocarril conectado directamente a la red ferroviaria y la construcción de elevadores de granos en el sector oeste, junto a obras de dragado que permitieron duplicar su capacidad y convertirlo en puerto de ultramar. En 1950 el entonces presidente Juan Domingo Perón inaugura el complejo portuario industrial e instalaciones frigoríficas, lo que provocó un incrementó el movimiento de carnes, que se completó con la adquisición de 3 cargadores laterales y tres grúas. Impulsado por la política para fomentar el desarrollo de la industria pesquera nacional, las capturas de la flota pesquera costera pasarían de 18.203 toneladas en 1947 a 59.127 en 1954, transformándose de un puerto secundario al mayor puerto pesquero de Sudamérica durante los años 50.
En 1950 y 1960 los sectores medios se volcaron masivamente a poseer un departamento en Mar del Plata, generando un auge de la construcción y un cambio notable de su estructura edilicia. Este mismo sector social, en muchos casos prefirió comprar casas de veraneo en los nuevos barrios que paulatinamente fueron ampliando el ejido de la ciudad.
A partir de los sesenta algunas familias de la alta sociedad argentina comenzaron a abandonar Mar del Plata como balneario turístico, para instalarse principalmente en Punta del Este, Uruguay.
Por bula papal y en acuerdo con el gobierno de facto de la Revolución Libertadora, en 1957 se fundó la diócesis de Mar del Plata. Forma parte de una oleada que pretendía modernizar la estructura eclesiástica argentina, adaptarla a la estructura administrativa del país, reduciendo la cantidad de kilómetros cuadrados por diócesis, así como su densidad poblacional, sobre todo en la Provincia de Buenos Aires.
La nueva diócesis la conformaron los partidos de General Pueyrredon, Balcarce, General Alvarado, General Conesa, General Madariaga, General Lavalle, Lobería, Maipú, Mar Chiquita y Necochea, dividiendo a la Arquidiócesis de La Plata y a la Arquidiócesis de Bahía Blanca. Fue enviado como obispo Enrique Rau, figura de renombre intelectual en el campo católico argentino.

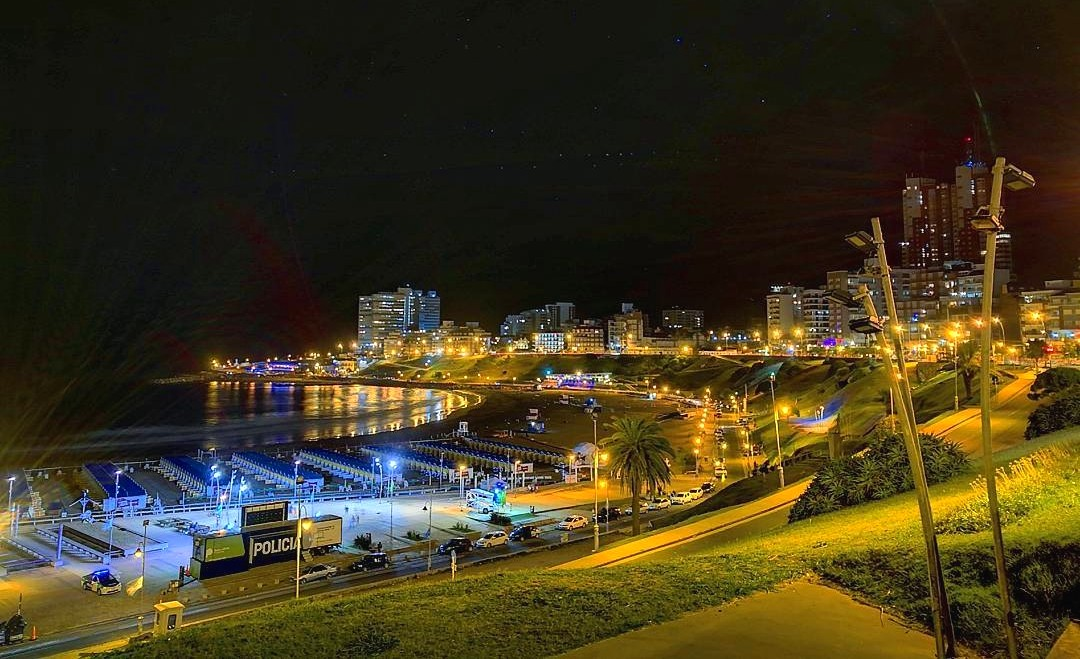
Bahía Varese y Cabo Corrientes

Varias reformas urbanas se dieron a fines de la década de 1970, durante el Proceso de Reorganización Nacional (1976-1983). El intendente de facto Mario Russak emprendió varios proyectos controvertidos y trascendentes: la inauguración de la Peatonal San Martín, la construcción de los balnearios en el complejo Punta Mogotes, la demolición de los viejos hoteles sindicales en Playa de los Ingleses (hoy «Varese») y la reforma de la Avenida Constitución; mientras, el Gobierno Nacional construyó el Estadio Mundialista para la Copa FIFA de 1978. La Municipalidad se endeudó profundamente, mientras el dólar favorable para el turismo al exterior perjudicaba en las temporadas de verano, un problema que tuvieron que enfrentar las siguientes gestiones una vez que se volvió a la democracia. A pesar de ello, estas obras de infraestructura mejoraron significativamente la ciudad.
Con el tiempo, Mar del Plata se convirtió en uno de los balnearios más prestigiosos y atractivos del mundo. Esta ciudad balnearia, forjada en los tiempos añorados de la «Belle Époque», cuando la sociedad porteña de principios de siglo XIX inició en sus periódicos éxodos veraniegos hacia las doradas playas atlánticas, es hoy, al margen de la época del año en que se la transite, «capital turística de los argentinos».
Con más de 800.000 habitantes, una atractiva infraestructura, una vasta red de comunicaciones y una variada agenda cultural y deportiva, esta ciudad atrae anualmente 3 000 000 de turistas. Rutas de acceso pujantes, un aeropuerto internacional de excelente operatividad, trenes diarios desde Buenos Aires y un puerto accesible a la navegación ultramarina, son factores determinantes del protagonismo de Mar del Plata hoy día.
Durante el Proceso de Reorganización Nacional, se produce en la ciudad la noche de las corbatas en la que contingentes del Ejército Argentino que actuaron en forma ilegal, en el lapso entre la tarde del 6 de julio y la madrugada del 13 de julio de 1977. Según sobrevivientes, realizaron «la mayor operación de represión masiva que vivió esta ciudad a 16 meses de instaurada la dictadura militar». El nombre dado al suceso tuvo origen en que seis de los secuestrados ejercían su profesión de abogados.

#### IV Cumbre de las Américas

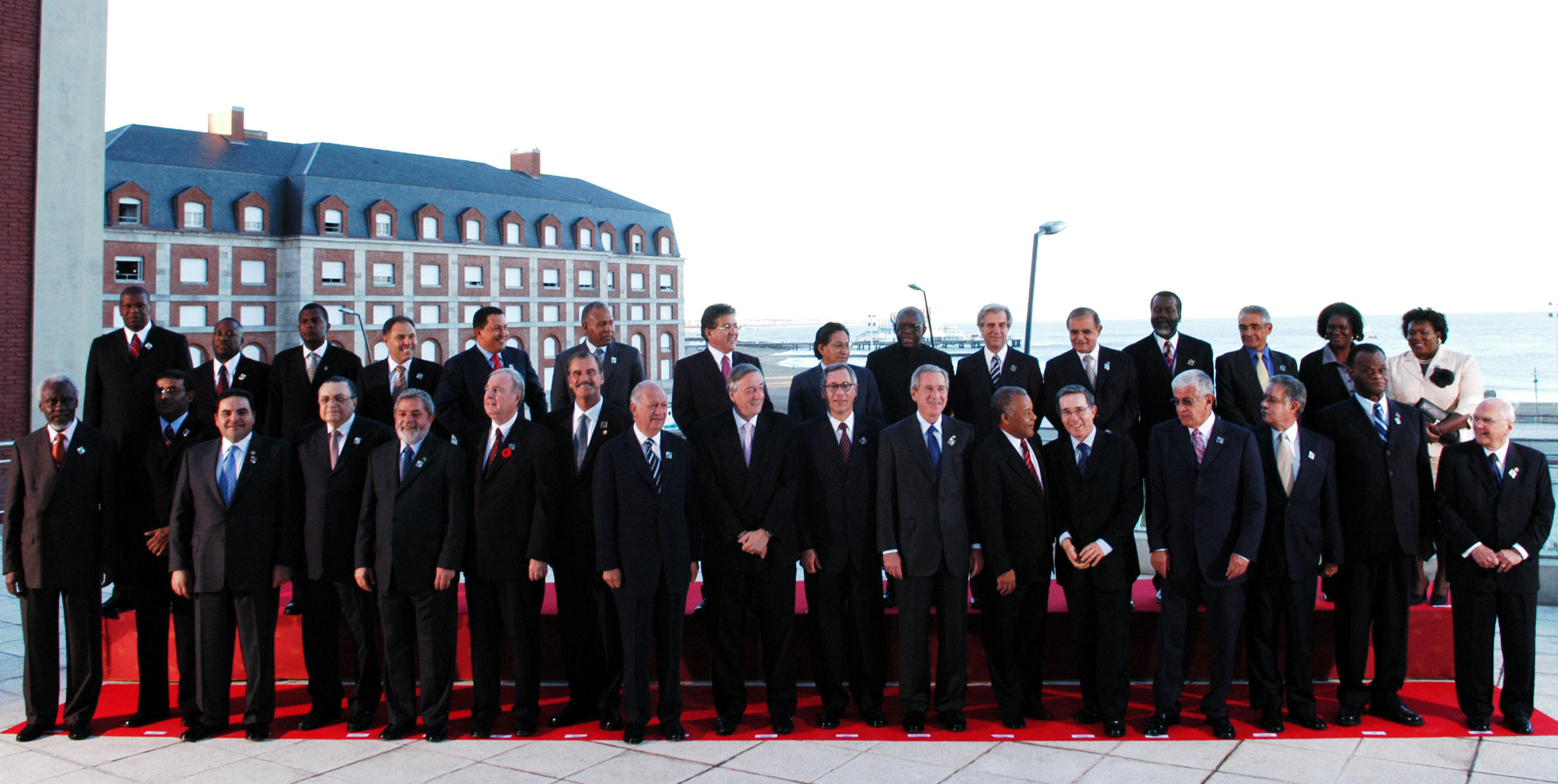
Cumbre de las Américas 2005.

En 2005 se celebró la IV Cumbre de las Américas y para este acontecimiento todos los presidentes de los países americanos, exceptuando a Cuba, llegaron a la ciudad balnearia. Entre estos estaban Néstor Kirchner, Tabaré Vázquez, George W. Bush, Hugo Chávez, Vicente Fox, Luiz Inácio Lula da Silva, entre otros. El principal tema de debate iba a ser la expansión del Tratado de Libre Comercio auspiciado por Washington D. C..
Los presidentes fueron protegidos con tres vallas de seguridad (se imprimieron tarjetas de identificación para los residentes de la zona), aparte de un megaoperativo dentro de la ciudad por parte de las tres Fuerzas Armadas, la extinta SIDE (Secretaría de Inteligencia del Estado), Policía Federal Argentina, Prefectura Naval Argentina y Policía Bonaerense. El presidente George W. Bush tuvo seguridad personalizada, llegó al aeropuerto de Mar del Plata en el avión presidencial y se trasladó a la cumbre a bordo de un helicóptero de la Infantería de Marina de su país. A pesar de dichos operativos se produjeron disturbios frente a las vallas de seguridad, en los cuales los manifestantes dañaron varios comercios e incendiaron una sede bancaria. También hubo incidentes en otras ciudades importantes, como Buenos Aires o Rosario. No obstante, la Municipalidad de General Pueyrredon asimiló los costos producidos por el vandalismo, hecho destacado por la cadena CNN.
Al mismo tiempo se organizó una contracumbre, que tenía por objeto dar una mirada diferente a la de las propuestas establecidas en la cumbre oficial. Tuvo lugar una multitudinaria marcha en la cual unos diez mil activistas, pertenecientes a organizaciones sociales de izquierda de toda América Latina marcharon desde las zonas aledañas al centro de la ciudad hasta el Complejo Polideportivo de Mar del Plata; estuvieron presentes personalidades como Diego Armando Maradona, el Premio Nobel argentino Adolfo Pérez Esquivel, el popular cantante Manu Chao, las Madres de Plaza de Mayo y como orador principal de la contracumbre, el presidente venezolano Hugo Chávez.

## Demografía

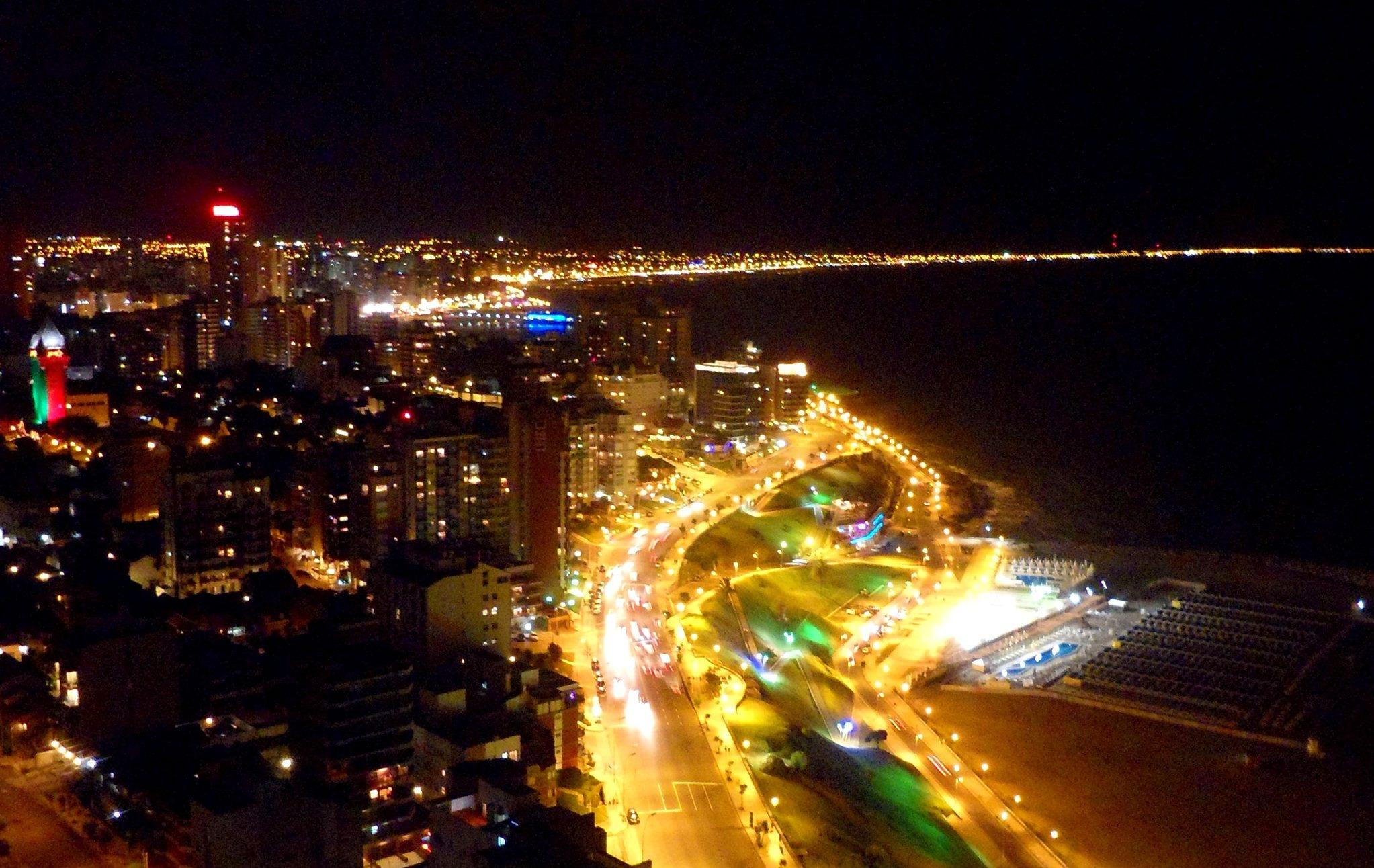
La Ciudad de Mar del Plata representa el séptimo conglomerado urbano más importante de Argentina.

### Población
Desde sus inicios, la población marplatense se caracterizó por una fuerte influencia de las migraciones internas y externas. Así en 1895 el 40 % de la población del Partido era extranjera, predominantemente de origen italiano y español. Ya desde esa época, comenzó a notarse un incremento poblacional en verano, no solo de veraneantes sino de población con intenciones de asentarse en la ciudad.
El ritmo de crecimiento demográfico fue muy lento al principio, sólo después del censo de 1947 se superaron los 100 000 habitantes, valor que se duplicó en 1960 con el arribo de familias principalmente de Buenos Aires, del interior del país y de la provincia. El censo de 1991 contabilizó en la ciudad unos 500 000 habitantes.
La ciudad de Mar del Plata como cualquier otra ciudad turística del mundo, experimenta una notable variación entre la población estable, y la estacional. Debido al incremento poblacional se hace necesario generar una mayor oferta de bienes y servicios en los períodos de vacaciones o fines de semana largos.
En el censo argentino de 2010 arrojó la cifra de 593 337 habitantes (ver REDATAM página oficial del INDEC) sobre un total de 316 014 viviendas censadas, de los cuales un 48 % pertenece a hombres y un 52 % a mujeres. A su vez, esta cifra representa un incremento del 5,6 % frente a los 512.809 del censo anterior; por este bajo índice de crecimiento demográfico se concluye que hubo un leve éxodo poblacional durante la década pasada.
El censo 2022 arrojó 644.234 en el área aglomerada marplatense sin población rural dispersa o localidades dispersas en el municipio. Además, el censo dio a conocer datos de su composición poblacional (304 499 hombres 339 735 mujeres), densidad y el área urbana redefinida que incluyó a Batán, Estación Chapadmalal y El Casal que quedaron definitivamente aglomerados e integrados en la población de Mar del Plata.
Esta magnitud poblacional la ubica como el séptimo centro más poblado de Argentina y el tercero de la Provincia de Buenos Aires. Desde un punto de vista geográfico es considerada la ciudad costera más poblada de Argentina.
| Gráfica de evolución demográfica de Mar del Plata entre 1881 y 2022 |
|                                                                     |
| Fuente: Censos nacionales del INDEC                                 |

| Evolución demográfica del área metropolitana de Mar del Plata | Evolución demográfica del área metropolitana de Mar del Plata | Evolución demográfica del área metropolitana de Mar del Plata | Evolución demográfica del área metropolitana de Mar del Plata | Evolución demográfica del área metropolitana de Mar del Plata | Evolución demográfica del área metropolitana de Mar del Plata | Evolución demográfica del área metropolitana de Mar del Plata | Evolución demográfica del área metropolitana de Mar del Plata | Evolución demográfica del área metropolitana de Mar del Plata | Evolución demográfica del área metropolitana de Mar del Plata | Evolución demográfica del área metropolitana de Mar del Plata | Evolución demográfica del área metropolitana de Mar del Plata | Evolución demográfica del área metropolitana de Mar del Plata | Evolución demográfica del área metropolitana de Mar del Plata |
| ------------------------------------------------------------- | ------------------------------------------------------------- | ------------------------------------------------------------- | ------------------------------------------------------------- | ------------------------------------------------------------- | ------------------------------------------------------------- | ------------------------------------------------------------- | ------------------------------------------------------------- | ------------------------------------------------------------- | ------------------------------------------------------------- | ------------------------------------------------------------- | ------------------------------------------------------------- | ------------------------------------------------------------- | ------------------------------------------------------------- |
|                                                               |                                                               | 1881                                                          | 1895                                                          | 1914                                                          | 1947                                                          | 1960                                                          | 1970                                                          | 1980                                                          | 1991                                                          | 2001                                                          | 2010                                                          | 2022                                                          |                                                               |
| Población                                                     |                                                               | 4.030                                                         | 8.175                                                         | 32.940                                                        | 123.811                                                       | 224.824                                                       | 323.350                                                       | 434.160                                                       | 532.845                                                       | 564.056                                                       | 618.989                                                       | 682.605                                                       |                                                               |
| Tasa de crecimiento intercensal                               |                                                               | -                                                             | +50,7%                                                        | +75,18%                                                       | +73,39%                                                       | +44,93%                                                       | +30,47%                                                       | +25,52%                                                       | +18,52%                                                       | +5,9%                                                         | +9,7%                                                         | +10,3%                                                        |                                                               |

### Área metropolitana

Área urbana de Mar del Plata, Batán y Estación Chapadmalal en 2001 según el INDEC.

Oficialmente, la ciudad de Mar del Plata está dividida en 121 barrios. Según el Censo 2010, el aglomerado urbano de Mar del Plata está compuesto también por los barrios de: Belgrano, Colina Alegre, Parque La Florida, Parque Palermo, Libertad, Santa Rosa de Lima, Virgen de Luján, Hipódromo, Newbery, Centenario, Montemar, Los Pinares, La Sulema, Los Tilos, Parque Hermoso, Cerrito, Punta Mogotes, Camet y Estación Camet, etc.
El barrio Colinas Verdes, a 2021 incluido en Mar del Plata, figuraba en el Censo de 1991 como una localidad separada. La población de Mar del Plata sin las localidades anteriores era de 541 857 habitantes (Indec, 2001). En diversas estadísticas que se elaboran sobre ámbitos urbanos, suele también agrupársela junto con la ciudad de Batán, aglomerado que es denominado Mar del Plata - Batán. Esto se da en la encuesta permanente de hogares del INDEC; el aglomerado marplatense tiene población estimada de 609 000 pobladores para 2009.

## Arquitectura

### La «Biarritz argentina»

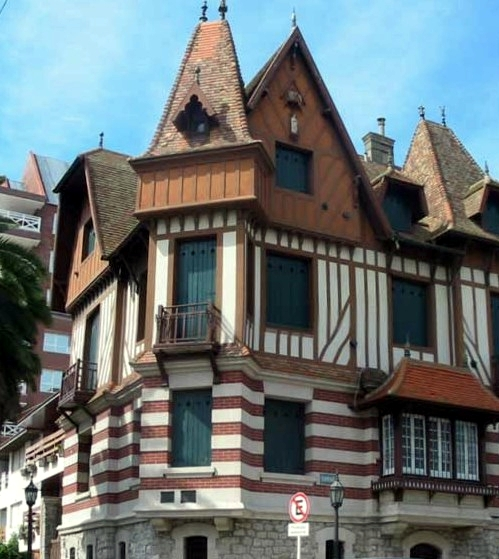
Casona de principios de

El desarrollo de Mar del Plata como ciudad balnearia a comienzos del siglo XX dio como resultado que los sectores altos de la sociedad porteña construyeran grandes residencias de veraneo, inspiradas en el pintoresquismo europeo y más tarde en el art decó. Mar del Plata fue conocida en aquella época como la «Biarritz argentina», a semejanza del exclusivo balneario francés. La industria de la construcción se transformó en la principal actividad no estacional de la ciudad durante aquellos años.

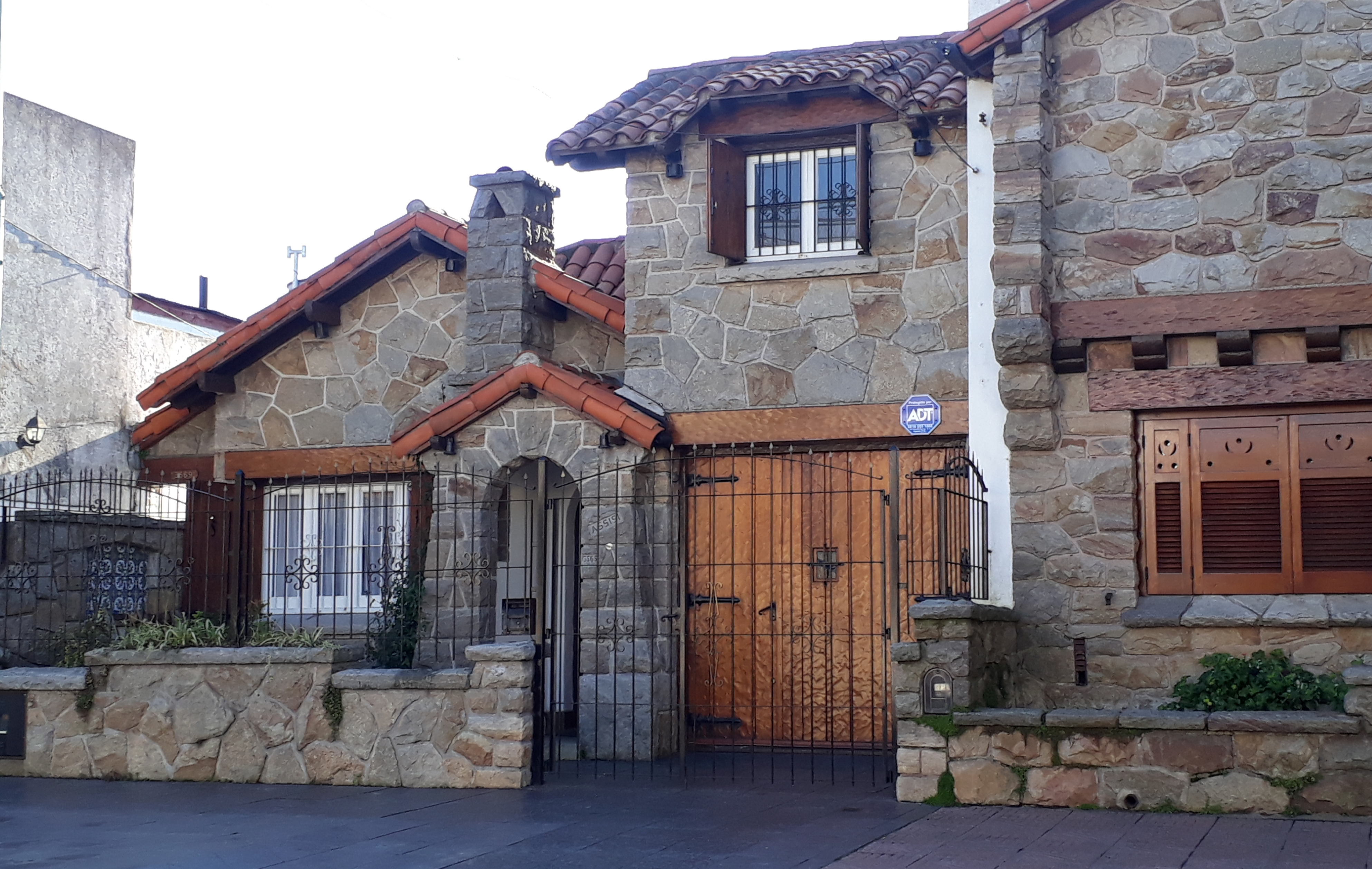
Conjunto de chalets estilo Mar del Plata en el barrio de La Perla

#### Estilo Mar del Plata
En Mar del Plata, entre las décadas de 1930 y 1950, arquitectos y constructores locales como Auro Tiribelli, Raúl Camusso, Alberto Córsico-Piccolini, Arturo Lemmi y Luís Scheggia recrearon y trasladaron las principales características y materiales del pintoresquismo al espacio doméstico, dando lugar al así llamado estilo Mar del Plata.
También llamado marplatense, es un estilo arquitectónico utilizado principalmente en los chalets edificados durante esas tres décadas en la ciudad.
La producción de estas viviendas se extendió también a las ciudades vecinas de Necochea —principalmente en la Villa Díaz Vélez— Miramar y a través de toda la costa atlántica argentina.
El estilo Mar del Plata surge del pintoresquismo, especialmente su vertiente relacionada con el chalet californiano, debido a que comparte algunas características con el así llamado ranch style house originado en California (Estados Unidos) y con el American Craftsman. Así, el chalet marplatense está relacionado con la arquitectura pintoresquista de las originarias residencias veraniegas construidas durante las primeras décadas de la ciudad balnearia.
En los primeros años del siglo XX, la movilidad social en Mar del Plata era muy dinámica, superior inclusive a aquella que se percibía en la ciudad de Buenos Aires, debido mayormente a una incipiente clase media, que dependía de actividades como los servicios turísticos, la industria de la construcción y el comercio.

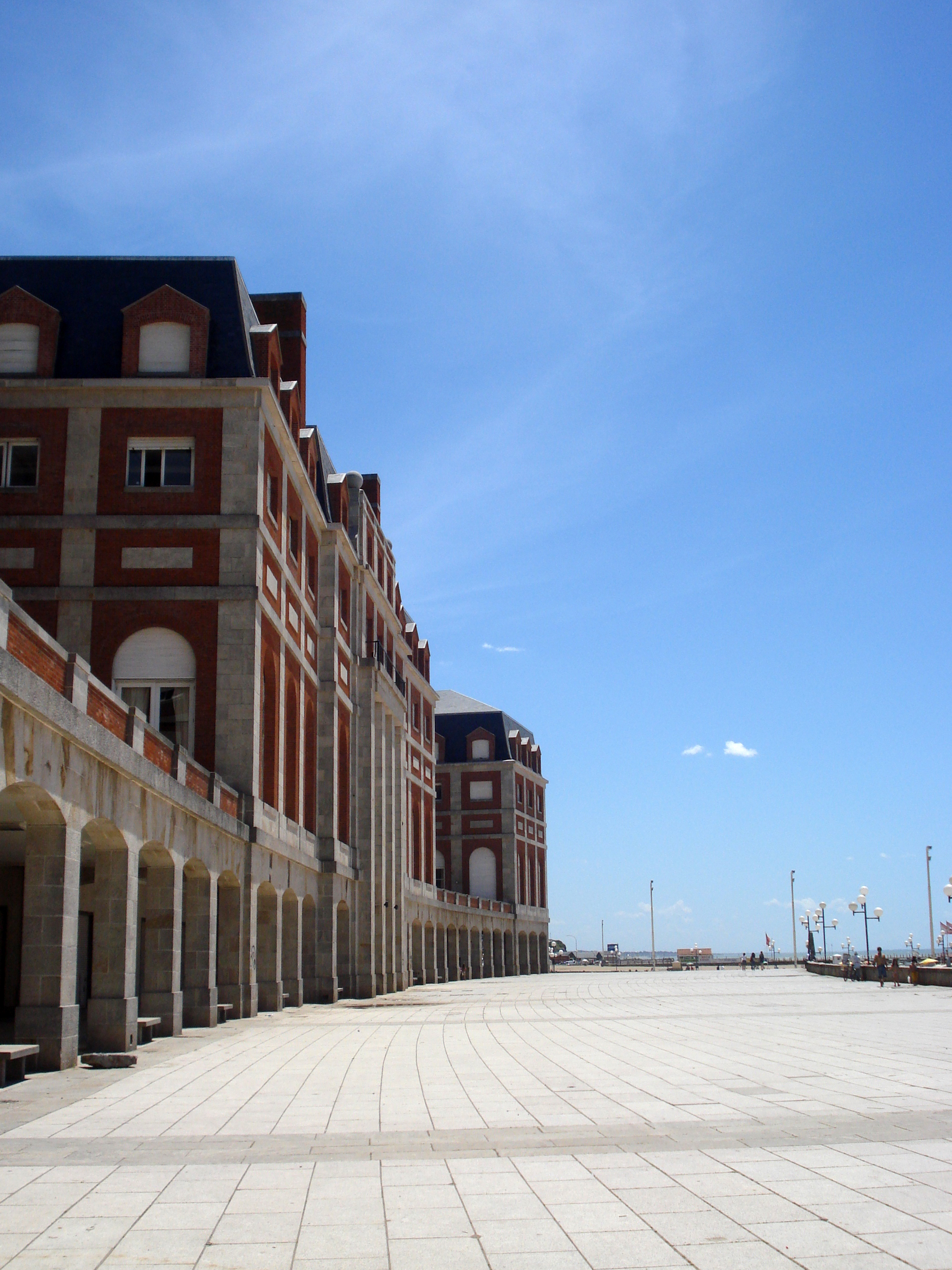
El Casino de Mar del Plata, una obra de gran relevancia histórica y arquitectónica e ícono de la ciudad de Mar del Plata.

#### Hotel Provincial y Casino de Mar del Plata
El Hotel Provincial y el Casino de Mar del Plata forman parte de un importante conjunto urbanístico que fue construido en Mar del Plata entre los años 1927 y 1946, con la participación de arquitectos de la talla de Alejandro Bustillo, Eduardo Lanús y Federico Woodgate. Se encuentran ubicados entre la Avenida Colón, las calles Buenos Aires, Alsina y la playa Bristol.
Las diferentes tipologías y resoluciones formales y constructivas, resultan exponentes del devenir histórico de la ciudad.
El paseo urbano se despliega a lo largo de la bahía de la playa Bristol, siguiendo una suave curva y proporciona una serie de perspectivas que resaltan el perfil costero.
Un eje perpendicular que enlaza el mar con la ciudad, articula la diagonal de la plaza Colón y la bajada a la playa, enmarcada por los célebres "lobos marinos", del escultor José Fioravanti. Los edificios del Casino y del Hotel Provincial se encuentran separados por la Plazoleta Almirante Brown, y forman el núcleo del conjunto, que fue encargado por el Gobierno de la Provincia de Buenos Aires e inaugurado en 1938.
De escala monumental y grandilocuente, el complejo está resuelto en un neoclasicismo simplificado, lenguaje habitual del arquitecto Alejandro Bustillo. Aquí utilizó el estilo Luis XIII, con el modelo de la Place Vendôme, de París. Son característicos los materiales del tratamiento exterior: la piedra Mar del Plata, una caliza local, en pilastras, pórticos de las recovas y elementos ornamentales; ladrillos para los paños y pizarras en las mansardas.
Sus valores ambientales y paisajísticos se conjugan con aspectos y relevantes de orden histórico y arquitectónico. Verdadero frente marítimo, que absorbió y ordenó las transformaciones que sufrió el centro de la ciudad, quedó íntimamente asociado al imaginario social del país como expresión del turismo de masas, del que Mar del Plata, es un centro de primer orden.

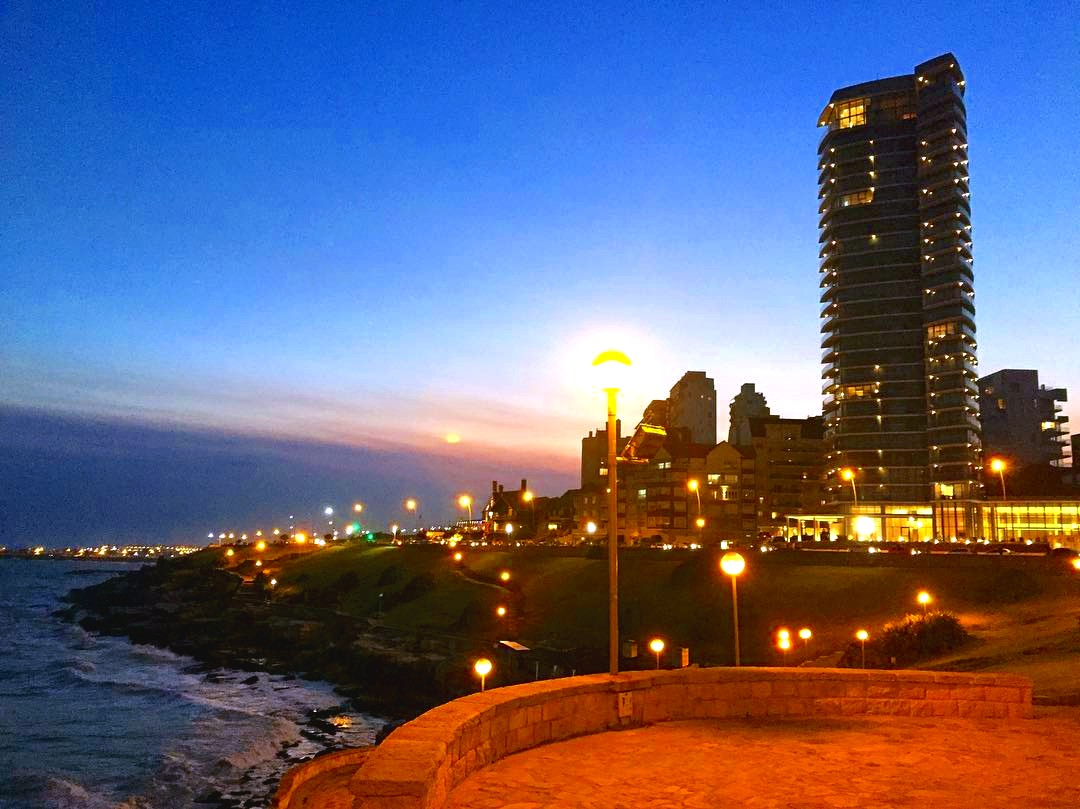
Rambla costera de Mar del Plata

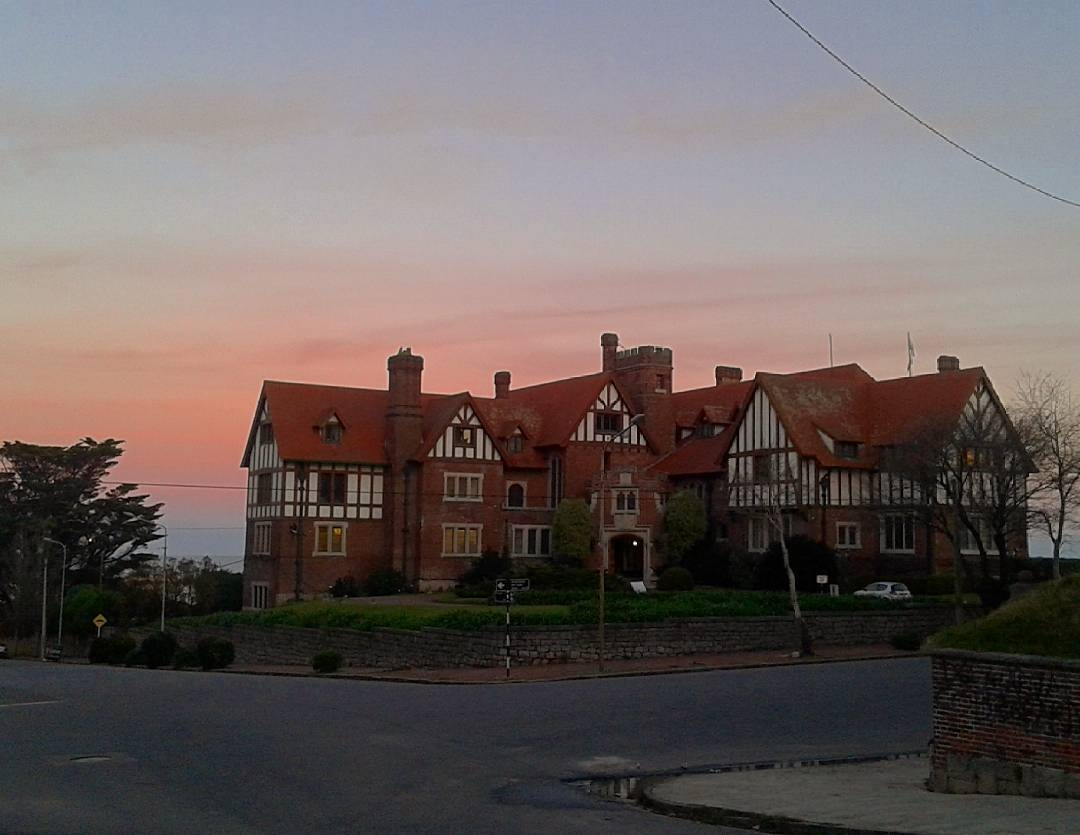
Club de golf, Mar del Plata

### El boom inmobiliario
Sin embargo, para la década de 1960, con el auge de la construcción y la sanción de la ley de propiedad horizontal, los grandes edificios de departamentos comenzaron a ser una fracción cada vez mayor del paisaje habitual del tejido urbano, muchas veces en desmedro del patrimonio arquitectónico tradicional. Como consecuencia se dio un proceso notable de renovación urbana, en el cual se inició la erección en masa de grandes edificios y torres de departamentos en el centro urbano de la ciudad, en donde hasta ese momento aún abundaban las mansiones de la clase alta y los edificios bajos. Los ejemplos más característicos de esta etapa de la arquitectura en Mar del Plata son un conjunto de edificios como el Palacio Edén, el Edificio Demetrio Elíades (conocido popularmente como «Havanna»), el Palacio Cosmos (conocido como «Pepsi») y el Mirador Cabo Corrientes.

#### Edificio «Havanna»
El Edificio Demetrio Elíades (conocido popularmente como Edificio Havanna, por poseer históricamente el logo de esta fábrica de alfajores en su remate) es, con 125 metros de altura, el edificio más alto y uno de los paisajes urbanos más representativos de la ciudad de Mar del Plata.
Fue proyectado por el prolífico arquitecto Juan Antonio Dompé, también autor de otros grandes edificios marplatenses como el Palacio Cosmos o el Palacio Edén, durante la década de 1960, durante la cual la ciudad prácticamente se construyó a nuevo, cambiando viejas casonas y chalets no tan antiguos por edificios y torres de altura considerable, formando un frente homogéneo de construcciones con vista a la costa y las playas.

#### Mirador Cabo Corrientes

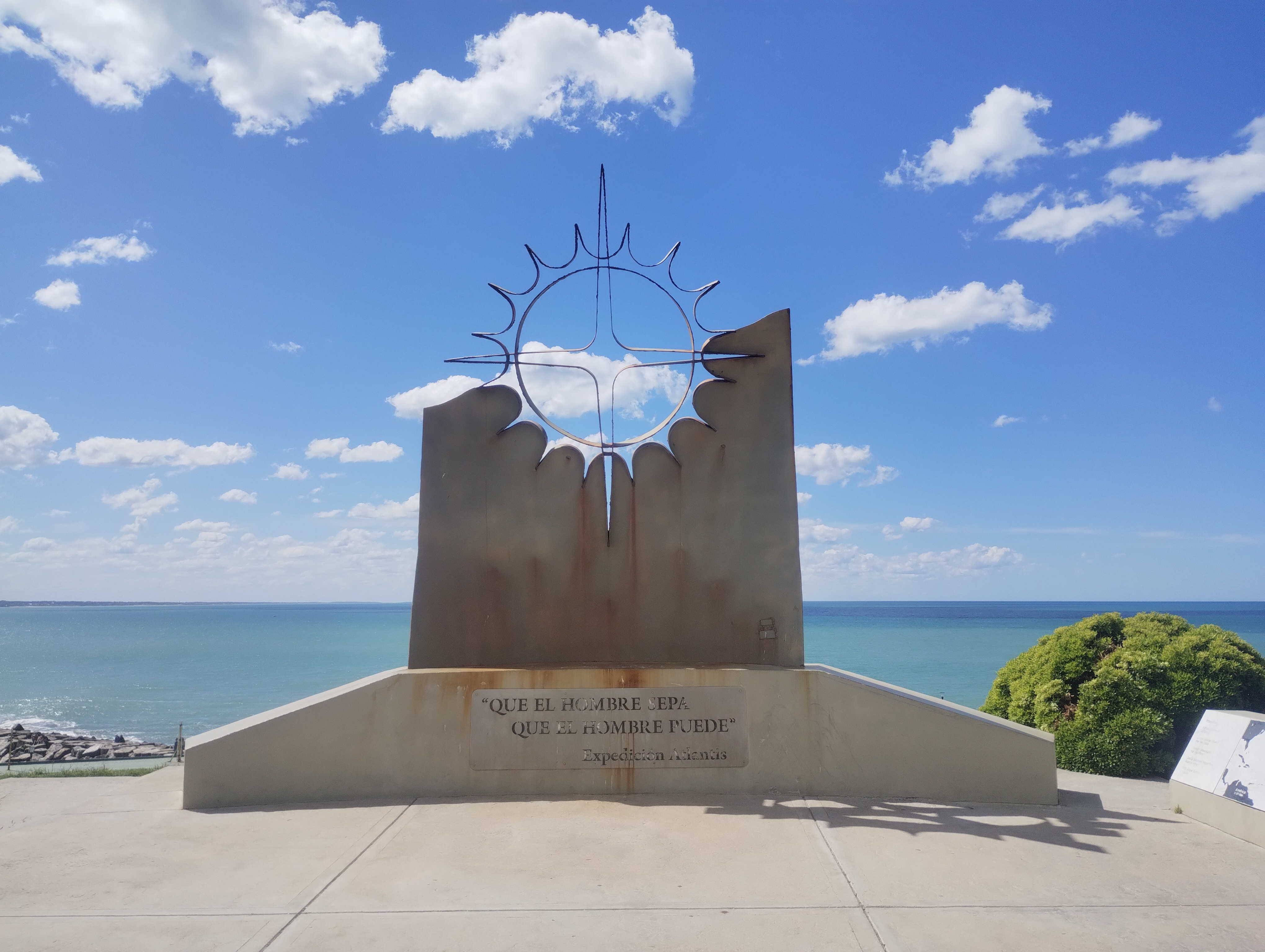
Monumento a la Expedición Atlantis, ubicado en el Cabo Corrientes de Mar del Plata.

El Mirador Cabo Corrientes es un complejo de viviendas ubicado frente al cabo Corrientes, cercano a la Playa Varese. Por su particular distribución de cuerpos frente al mar, se lo ha llamado Cuatro Dedos.
Frente al afloramiento rocoso de cabo Corrientes en la costa marplatense, se encontraba hasta fines de la década de 1960 un gran terreno de planta irregular y marcada pendiente, con 9347 m² de superficie. Este fue adquirido por el exitoso empresario de la construcción Domingo Fiorentini, quien proyectó allí un mega complejo de viviendas de veraneo con privilegiadas vistas de la ciudad, el acantilado y el mar.

## Geografía

### Ubicación
La ciudad de Mar del Plata, es cabecera del partido de General Pueyrredón. El mismo tiene una superficie de 1453,44 km², de los cuales el tejido de la ciudad ocupa 79,48 km². Su ubicación en relación con las principales ciudades de los distintos países del Mercosur, permite determinar que potencialmente es una ciudad de negocios y tráfico internacional tanto por los medios terrestres, marítimos como aéreos. Su relativamente corta distancia a la ciudad de Buenos Aires y el Gran Buenos Aires, principal centro poblacional de consumo y producción, hace de Mar del Plata un polo de crecimiento de potencial importancia para Argentina.
| Noroeste: Partido de Balcarce         | Norte: Partido de Mar Chiquita | Nordeste: Océano Atlántico |
| Oeste: Partido de Balcarce            |                                | Este: Océano Atlántico     |
| Suroeste: Partido de General Alvarado | Sur: Océano Atlántico          | Sureste: Océano Atlántico  |

### Clima

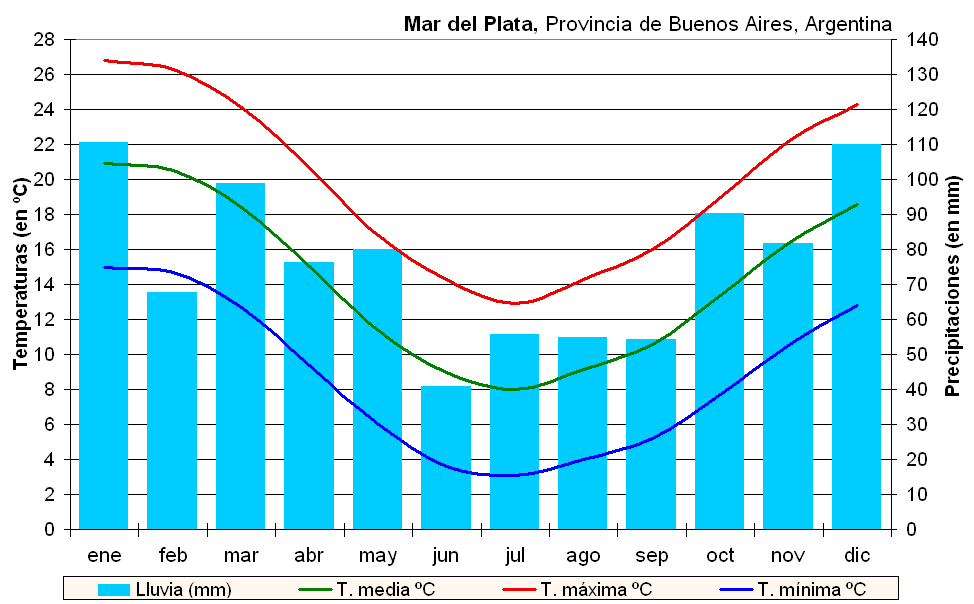
Climograma de Mar del Plata.

El clima de Mar del Plata es templado oceánico (Cfb) según la Clasificación climática de Köppen con precipitaciones abundantes durante todo el año. de características similares al oeste de Europa, constituyendo una excepción a nivel mundial pues estos climas se dan en las fachadas occidentales de los continentes. La oscilación térmica anual no es elevada, los veranos son suaves, con temperaturas medias por debajo de los 22 °C y los inviernos frescos con temperatura media de 8 °C. La humedad relativa promedio anual es del 80 %.

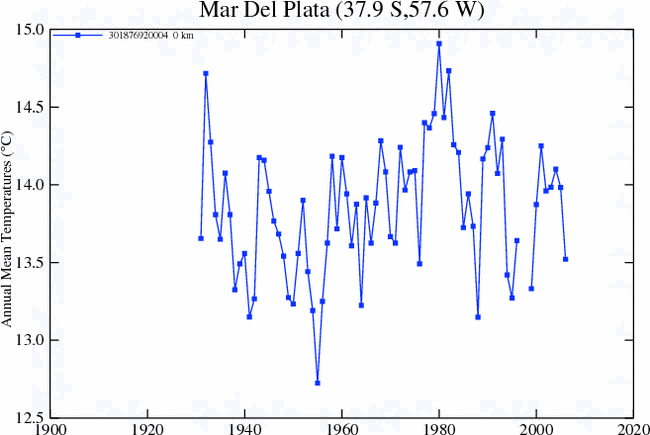
Tº promedio del aire en casilla meteorológica, de 1931 a 2007; en NASA.

Pese a su imagen más conocida y promocionada de balneario veraniego, el turista que llega a la ciudad busca más bien cambiar el calor extremo de su lugar de origen (especialmente el de la zona metropolitana), por una temperatura más moderada. Es de destacar que la velocidad promedio del viento en verano es de 18,1 km/h. Esta razón, por otro lado, es la que ha impedido a Mar del Plata competir con regiones donde predomina el clima subtropical o tropical, y las corrientes marinas son más cálidas (Brasil o el Caribe). En efecto, el verano es corto y varias veces el frío (máximas de 14 °C) se ha hecho presente en el mes de diciembre. No han faltado tampoco madrugadas frías (6 °C) en el mes de enero, en teoría el de mayor temperatura del año. Los días con temperatura superior a 30 °C rara vez exceden el número de diez o doce por temporada. La máxima histórica absoluta es de 41 °C, la cual tuvo lugar en enero de 1957.

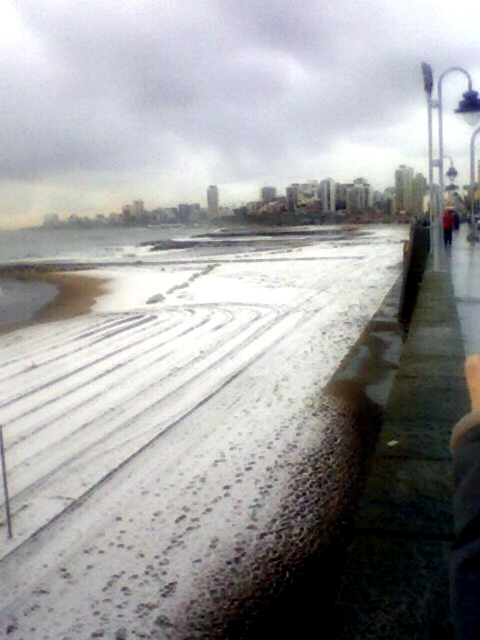
Un paisaje poco frecuente: nieve en playa «La Perla», 15 de julio de 2010

Las nevadas débiles se han repetido con cierta frecuencia, pero las intensas son extraordinarias y se dan cada varios años. Son especialmente recordadas las que tuvieron lugar en 1975 y 1991. El evento meteorológico se repite cada 15 o más años. La caída y acumulación de nieve es un poco más común en la zona de Sierra de los Padres y en la zona costera sur, donde también las heladas son más frecuentes. El fenómeno se dio llamativamente en cinco ocasiones en estos lugares durante la década de 1990: 1991, 1994, 1995, 1997 y 1999. El 10 de julio de 2004, el 15 de julio de 2010 y 11 de septiembre de 2015 se produjeron precipitaciones níveas de mayor magnitud, pero sin llegar a ser como la de 1991. El 3 de julio de 2011 también se registró una nevada que duró unos quince minutos, aproximadamente a las 23:00 horas, en toda la ciudad y también zonas aledañas. Esto se repitió en la noche del 22 de agosto de 2013 y madrugada del 23 de agosto de 2013.
Más habituales en otoño e invierno son las así llamadas «sudestadas», provocadas por la rotación de vientos fríos del oeste que se cargan de aire húmedo en el océano Atlántico, provocando lluvias intensas y mar de fondo. En estos casos la temperatura se mantiene por encima de los 0 °C, debido a las condiciones de inversión térmica producidas por el paso de la masa de aire a través del mar.
| Parámetros climáticos promedio de Mar del Plata, BA (1991–2020).    | Parámetros climáticos promedio de Mar del Plata, BA (1991–2020). | Parámetros climáticos promedio de Mar del Plata, BA (1991–2020). | Parámetros climáticos promedio de Mar del Plata, BA (1991–2020). | Parámetros climáticos promedio de Mar del Plata, BA (1991–2020). | Parámetros climáticos promedio de Mar del Plata, BA (1991–2020). | Parámetros climáticos promedio de Mar del Plata, BA (1991–2020). | Parámetros climáticos promedio de Mar del Plata, BA (1991–2020). | Parámetros climáticos promedio de Mar del Plata, BA (1991–2020). | Parámetros climáticos promedio de Mar del Plata, BA (1991–2020). | Parámetros climáticos promedio de Mar del Plata, BA (1991–2020). | Parámetros climáticos promedio de Mar del Plata, BA (1991–2020). | Parámetros climáticos promedio de Mar del Plata, BA (1991–2020). | Parámetros climáticos promedio de Mar del Plata, BA (1991–2020). |
| Mes                                                                 | Ene.                                                             | Feb.                                                             | Mar.                                                             | Abr.                                                             | May.                                                             | Jun.                                                             | Jul.                                                             | Ago.                                                             | Sep.                                                             | Oct.                                                             | Nov.                                                             | Dic.                                                             | Anual                                                            |
| ------------------------------------------------------------------- | ---------------------------------------------------------------- | ---------------------------------------------------------------- | ---------------------------------------------------------------- | ---------------------------------------------------------------- | ---------------------------------------------------------------- | ---------------------------------------------------------------- | ---------------------------------------------------------------- | ---------------------------------------------------------------- | ---------------------------------------------------------------- | ---------------------------------------------------------------- | ---------------------------------------------------------------- | ---------------------------------------------------------------- | ---------------------------------------------------------------- |
| Temp. máx. abs. (°C)                                                | 42.4                                                             | 38.1                                                             | 36.3                                                             | 32.5                                                             | 27.4                                                             | 22.2                                                             | 27.7                                                             | 24.7                                                             | 28.8                                                             | 34.4                                                             | 35.7                                                             | 39.4                                                             | 42.4                                                             |
| Temp. máx. media (°C)                                               | 26.4                                                             | 25.5                                                             | 23.8                                                             | 20.4                                                             | 16.9                                                             | 13.8                                                             | 12.6                                                             | 14.7                                                             | 15.9                                                             | 18.6                                                             | 21.7                                                             | 25.2                                                             | 19.6                                                             |
| Temp. media (°C)                                                    | 20.3                                                             | 19.7                                                             | 18.1                                                             | 14.6                                                             | 11.4                                                             | 8.5                                                              | 7.5                                                              | 9.0                                                              | 10.4                                                             | 13.2                                                             | 15.9                                                             | 18.8                                                             | 14.0                                                             |
| Temp. mín. media (°C)                                               | 14.5                                                             | 14.3                                                             | 12.9                                                             | 9.5                                                              | 6.7                                                              | 4.0                                                              | 3.2                                                              | 4.2                                                              | 5.5                                                              | 8.1                                                              | 10.3                                                             | 12.8                                                             | 8.8                                                              |
| Temp. mín. abs. (°C)                                                | 4.7                                                              | 1.2                                                              | 1.9                                                              | -1.0                                                             | -3.0                                                             | -5.5                                                             | -9.3                                                             | -6.4                                                             | -5.5                                                             | -3.0                                                             | -2.0                                                             | -0.2                                                             | -9.3                                                             |
| Precipitación total (mm)                                            | 91.1                                                             | 103.6                                                            | 95.2                                                             | 97.3                                                             | 60.0                                                             | 66.1                                                             | 57.8                                                             | 63.6                                                             | 63.1                                                             | 83.1                                                             | 80.3                                                             | 84.8                                                             | 946.1                                                            |
| Días de precipitaciones (≥ 0.1 mm)                                  | 8.1                                                              | 8.0                                                              | 9.0                                                              | 9.3                                                              | 8.2                                                              | 8.7                                                              | 9.4                                                              | 8.0                                                              | 8.3                                                              | 10.0                                                             | 9.8                                                              | 8.2                                                              | 105.0                                                            |
| Horas de sol                                                        | 288.3                                                            | 234.5                                                            | 232.5                                                            | 195.0                                                            | 167.4                                                            | 120.0                                                            | 127.1                                                            | 164.3                                                            | 174.0                                                            | 210.8                                                            | 222.0                                                            | 269.7                                                            | 2405.6                                                           |
| Humedad relativa (%)                                                | 73.9                                                             | 77.2                                                             | 79.5                                                             | 79.9                                                             | 82.0                                                             | 81.6                                                             | 81.8                                                             | 79.5                                                             | 78.6                                                             | 77.7                                                             | 75.4                                                             | 72.7                                                             | 78.3                                                             |
| Fuente n.º 1: Servicio Meteorológico Nacional (promedios 1991-2020) |                                                                  |                                                                  |                                                                  |                                                                  |                                                                  |                                                                  |                                                                  |                                                                  |                                                                  |                                                                  |                                                                  |                                                                  |                                                                  |
| Fuente n.º 2: UNLP (sun only)                                       |                                                                  |                                                                  |                                                                  |                                                                  |                                                                  |                                                                  |                                                                  |                                                                  |                                                                  |                                                                  |                                                                  |                                                                  |                                                                  |

## Economía

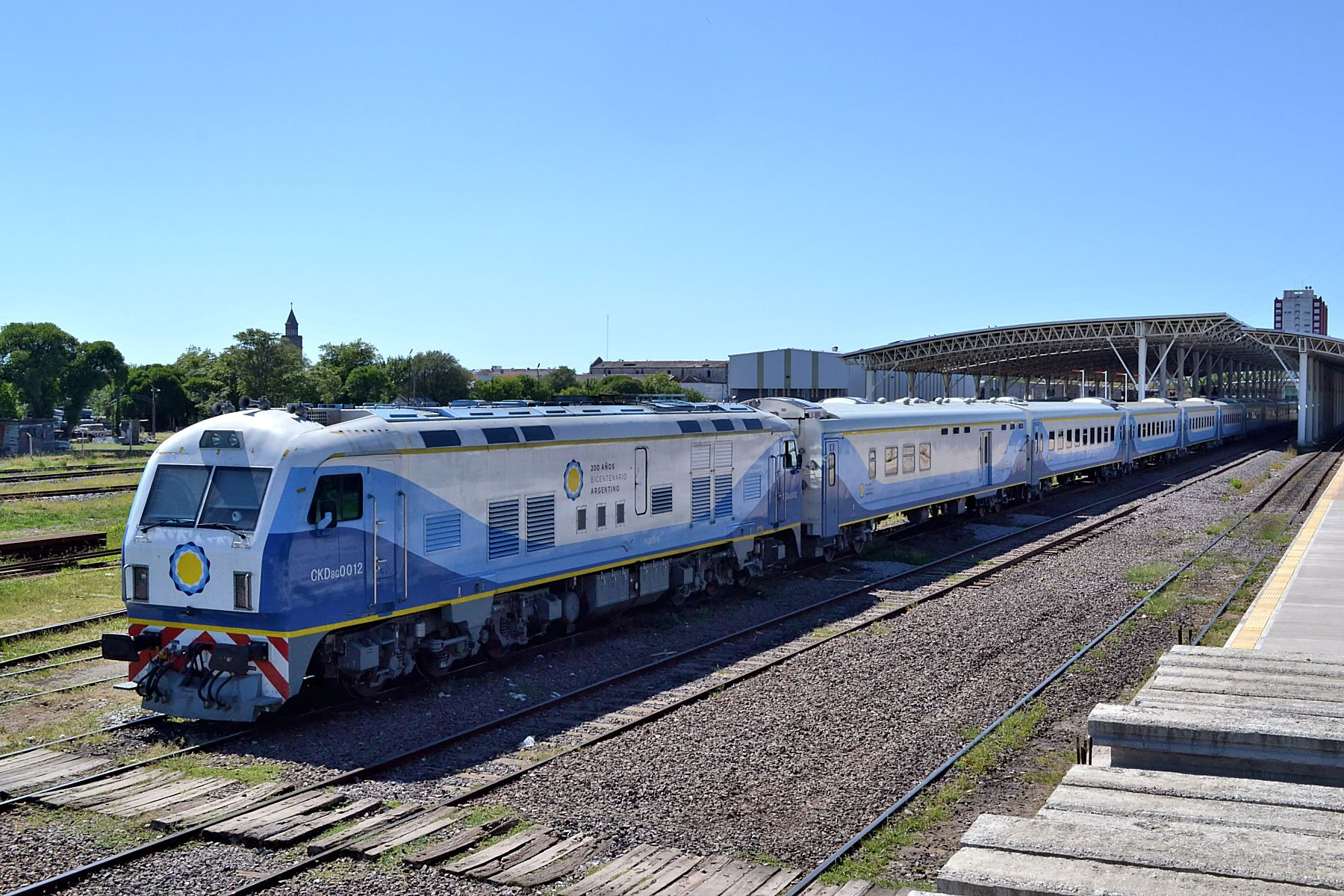
Trenes Nuevos que cubren el tramo Buenos Aires-Mar del Plata en la estación ferroviaria inaugurada en 2011 en la Ciudad de Mar del Plata.

La historia de la economía marplatense refleja un dinamismo propio, debido a su característica de ciudad balnearia e industrial, dinamismo que en cierta medida es motorizado a lo largo del tiempo por las distintas coyunturas nacionales. Dos momentos diferentes sirven de ejemplo a lo dicho, la Argentina modelo agroexportador de fines del siglo XIX, provocó cambios en la economía regional, ya que ésta no solo se vio favorecida por sus riquezas ganaderas, sino que a la par surgió una ciudad balnearia destinada a perdurar y a transformar el eje rural que hasta entonces fue lo constitutivo de la economía.
A fines del siglo XIX, se conformó un eje urbano-turístico-comercial. Otro hecho de índole nacional que trajo cambios estructurales, es el proceso que se inició en la década de 1930 y culminó con el advenimiento del peronismo en la década de 1940.
El paso al turismo social, que por sus características requirió de una infraestructura diferente y servicios acordes a su nivel de gastos, presentó la proliferación de pequeños y medianos comerciantes. Lo cierto es que todos estos cambios fueron posibles, porque la comunidad fue permeable a las transformaciones y tuvo capacidad de respuesta adaptándose a las nuevas circunstancias.

### Puerto

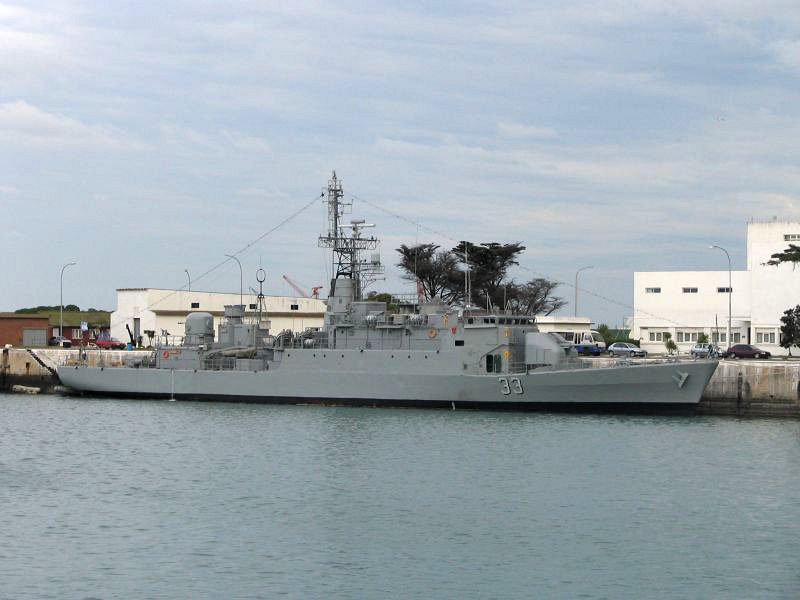
Corbeta misilística A-69 ARA Granville P-33 en la Base Naval de Mar del Plata.

El puerto de la ciudad de Mar del Plata es un puerto artificial encerrado por dos importantes escolleras, la Norte y la Sur. Se encuentra sobre el Mar Argentino y sus coordenadas geográficas son 38°01′00″S 57°31′00″O / -38.01667, -57.51667.
En 1999 se creó por decreto el Consejo Asesor para el Puerto de Mar del Plata. Dicha disposición fue firmada por el Ministerio de Obras y Servicios Públicos de la provincia. Este ente diseñó un plan de remodelación total del complejo dándole un carácter regional y que sea multipropósito. Se creó además un consorcio.
El puerto tiene las particularidades de ser marítimo de ultramar, su actividad principal es la pesca. Además como actividades secundarias está el transporte de cereales, de petróleo y el turismo.
Es un puerto pesquero, petrolero, cerealero y de explotación turística.

### Industria

#### Pesquera
Mar del Plata cuenta con un puerto de ultramar que concentra gran parte de la actividad pesquera de todo el país. Es un importante centro pesquero (conservas, congelado y fileteado), contando asimismo con dos importantes astilleros navales (Contessi y Spisa).
La actividad pesquera en la región tiene sus orígenes en las corrientes migratorias. Para los años 1980 se da un proceso de transformación del sector, de manera que se expanden las capturas que lo lleva para 1997 hacia la sobreexplotación de los recursos.
La zona pesquera se divide en:
1. Plataforma continental: comprende desde la costa hasta la isóbata de 200 m con gradientes pocos profundos ensanchándose hacia el sur. La plataforma interior, comprendida entre Médanos y Mar Chiquita tiene bancos alineados con altura de varios metros orientada hacia el norte-sur, hasta los 200 m de profundidad
2. El talud continental: una zona relativamente angosta que se encuentra en forma adyacente a la plataforma continental, con gradientes completamente profundos.
3. El océano profundo al pie del talud, con profundidades superiores a los 2000 m.

Los desembarques de capturas marítimas totales del año 2007 demuestran una supremacía del 93,5 % en el puerto de Mar del Plata sobre la totalidad de la provincia de Buenos Aires con un total de 432 243,8 capturas. Asimismo representa el 47,54 % del total en todo el país, que fue de 909 204,5 capturas.
Para 2006 estos datos habían sido similares, ya que el total de capturas en el puerto de Mar del Plata representó un total de 461 575,7 capturas sobre 489 488,7 capturas en toda la provincia; es decir, el 94,30 %. Asimismo, representaba el 43,14 % del total de capturas marítimas en todo el país.
Para lo que lleva del 2008 (enero y febrero) se registran, según los informes de la Secretaría de Agricultura, Ganadería, Pesca y Alimentos de la República Argentina; un total de 46 587 capturas del puerto de Mar del Plata, sobre un total de 72 063,9 en todo el país.

#### Hortícola
Las hortalizas son en la Argentina una de las producciones principales abastecedoras del mercado interno, siendo así alimentos de primera necesidad y demandadas por industrias conserveras (tomate, pimiento, arvejas, alcauciles, espárragos), las deshidratadoras y las de supercongelados. Las hortalizas se clasifican en:
- Pesadas: papa y batatas
- De fruto: tomate y pimiento
- Aliáceas: ajo y cebollas
- De hoja: apio, espinaca, lechuga, legumbres, lenteja, arveja y porotos
- Otras: alcaucil, espárrago, etc.

De entre estas, las principales producciones son las de papa, tomate, cebolla, zapallo, zanahoria, ajo, pimiento y arveja.
El Partido de General Pueyrredon es un importante centro de producción de huertas de todo el país, caracterizado por la variedad de especies. Esto se debe a que la zona presenta veranos frescos e inviernos no tan fríos; además de una adecuada distribución de las precipitaciones y caracterizada por una abundante humedad. La producción está mayormente dada en la zona de la Laguna de los Padres.
La principal producción en el Partido de General Pueyrredon está dada por lechuga, zanahoria, tomate y zapallitos. La producción de verduras de hoja en general (lechuga, acelga, espinaca, entre otras) es importante en la región.

#### Construcción e inmobiliaria

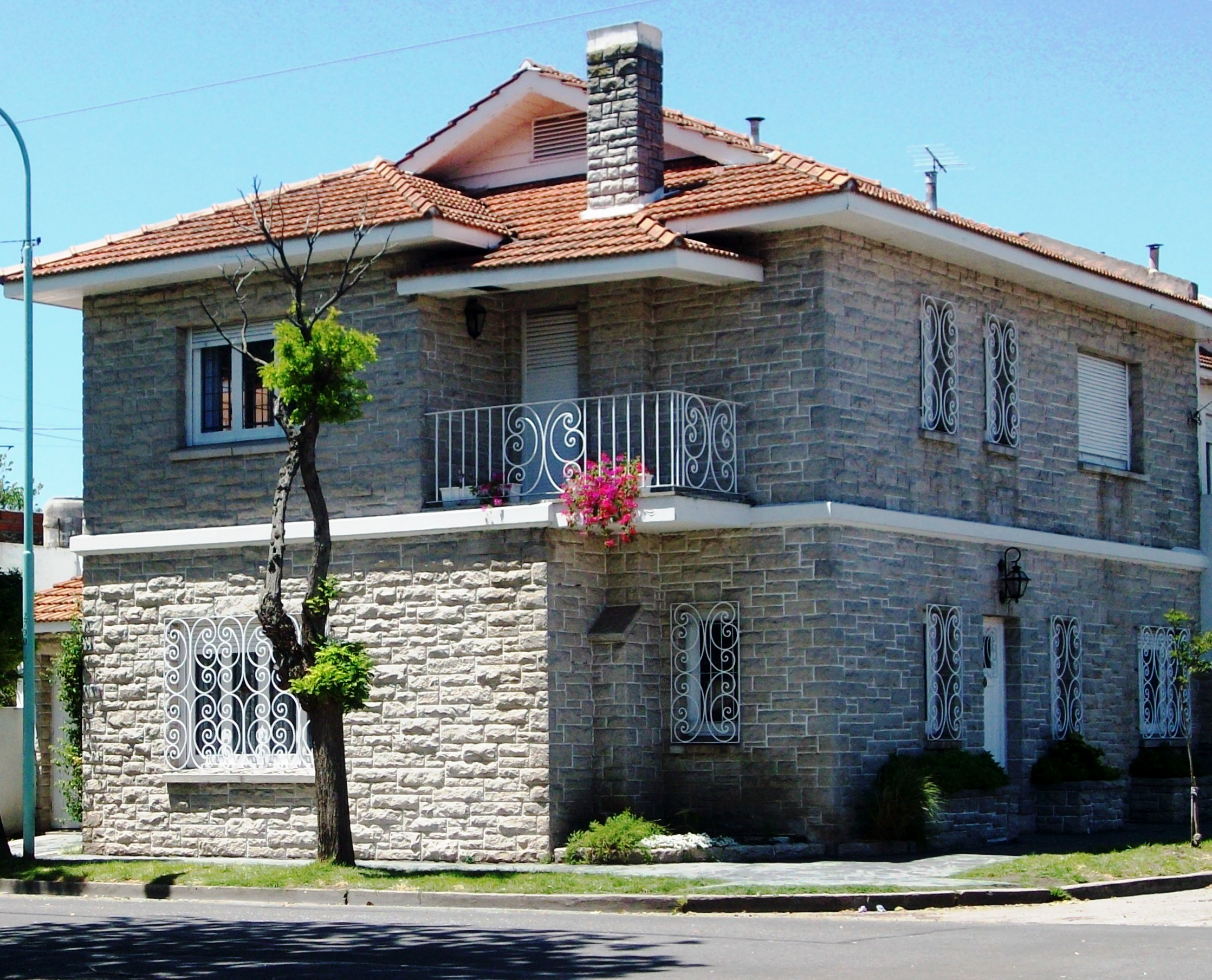
Chalet marplatense de dos plantas.

En Mar del Plata tanto la construcción como el rubro inmobiliario se ven afectados tanto el sector público como el privado; empresas constructoras, contratistas o subcontratistas. Es un fuerte sector para la economía por el hecho de generar fuertes eslabones productivos a partir de las relaciones entre venta de insumos materiales y servicios, tanto mayoristas como minoristas.
Es así que desde el sector privado se distinguen tres tipos de empresas diferentes: las constructoras, aquellas industriales proveedoras de la construcción y las dedicadas a la comercialización de los materiales necesarios para la construcción. Este último está conformado por grupos de corralones, casas de materiales eléctricos y una atomizada oferta de comercios especializados en diferentes ramas: plomería, gas, zinguería, electricidad, ferretería, etc. Durante los principios de los años 1990 la actividad del sector estuvo dedicada particularmente a la construcción de hoteles, edificios y viviendas. Para la segunda mitad de esta década la actividad cae notoriamente. En el sector del Partido de General Pueyrredón la actividad de la construcción fue siempre una de las primordiales para la economía de la región. La actividad turística y las obras públicas de la zona motivaron siempre a una fuerte demanda, sea por obras nuevas o por reparación y remodelación de las ya existentes.

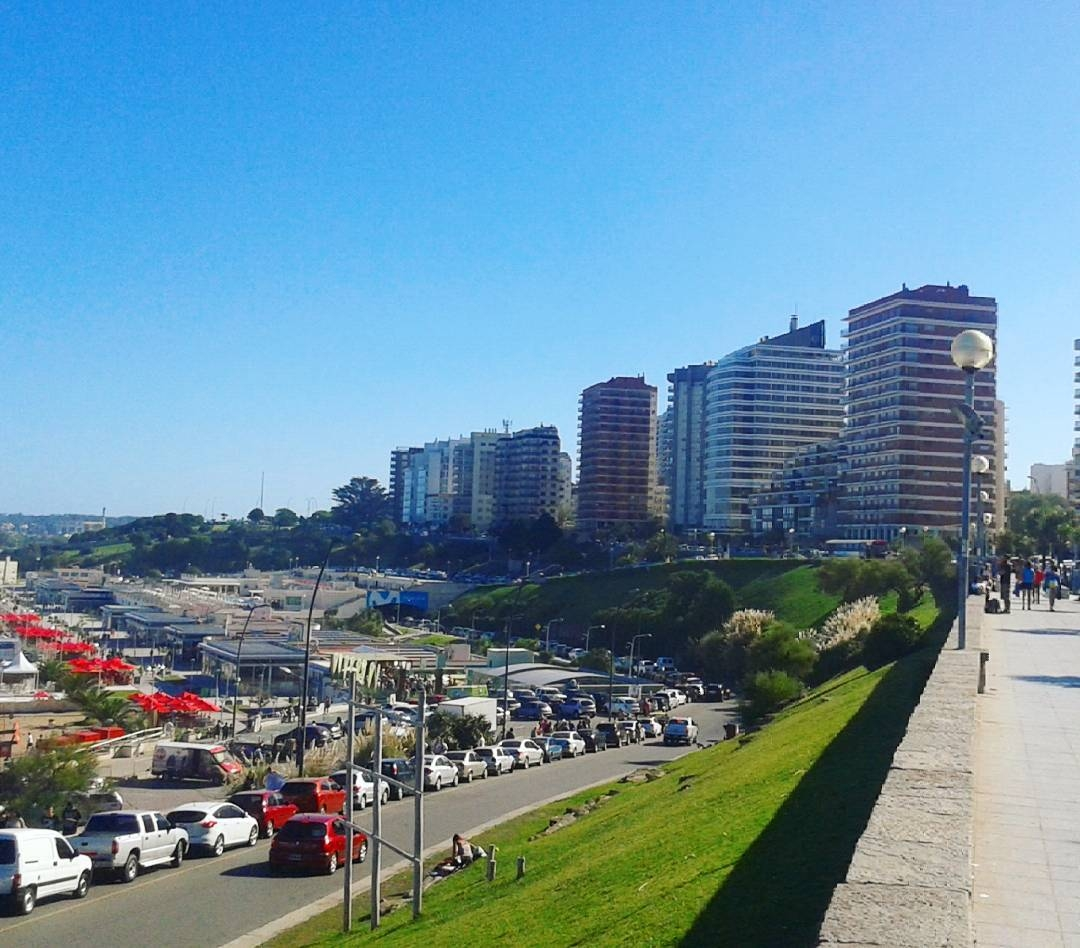
Bahía de Playa Grande

Se ha percibido en el período del 2005 al 2009, un sostenido incremento en la tasa de inversión referente al mercado inmobiliario, particularmente direccionado al sector de las torres de departamentos y propiedades en PH (dúplex o similar), aunque en el 2009 bajó la demanda en el mercado inmobiliario, sin la consecuente baja de precios, provocando el freno de esta actividad. En septiembre de 2010, se contabilizaban 360 edificios en construcción, entre dúplex y edificios con y sin «amenities».

#### Textil
Este sector está formado por dos ramas principales: de punto y confecciones. Ambos están concentrados por pocas empresas de gran tamaño.
El sector tejido de punto es uno de los sectores más tradicionales de la región que surge en los años 1960 como trabajo artesanal a cargo de los inmigrantes italianos a partir de la fuerte entrada de turistas en la zona, lo que llevó a la posibilidad de instalación de grandes plantas destinadas a la ampliación de este tipo de industria. Con el paso del tiempo esta industria logra ir creciendo cada vez con mayor ímpetu a partir de la importación de maquinarias cada vez más novedosas. Es así que el censo económico de 1874 demuestra un número de 180 empresas registradas en la ciudad, con una amplia gama de subcontratistas locales. Los años 1980 fueron aún mejores, posibilitando el desarrollo de una industria creciente y competitiva, incrementando así su capacidad productiva.
Para los años 1990, la apertura del mercado dio nuevas expectativas a la industria con no tan buenos resultados. El sector textil de la ciudad se encuentra con una gran capacidad productiva y una excesiva oferta que no es respondida por tan escasa demanda, lo que la lleva a no poder posicionarse ahora en los mercados internacionales, ni siquiera sobre las relaciones comerciales con los países vecinos.
La situación del sector, a partir del bajo poder adquisitivo interno y el aumento de la competencia de la producción nacional con los productos importados, llevaron al sector a una difícil posición. Sin embargo, de acuerdo con las diferentes características de las empresas que intervienen, no todas sufrieron esta misma suerte. Las más grandes empresas son mucho más flexibles a la adaptación de estas situaciones debido a que pueden entonces acarrear con ciertos costos que las pequeñas empresas, aquellas que no alcanzan producciones a escala, no pueden solventar.
A todo esto se sumó que la producción textil de punto se vio amenazada también por la competencia extra local, perdiendo participación no solo en el mercado propio de la región sino del interior del país.

#### Metalmecánica
Este sector de la producción es importante sobre todo por la mano de obra que ocupa, su dinámica en la comercialización internacional y los eslabones productivos que genera en la economía.
Dentro de las subramas del sector la de fabricación de maquinarias y equipos ha tomado relevada importancia a partir de tener los mayores tamaños de los establecimientos y una alta productividad por empleados. Esta misma, a su vez, se destacan los rubros de fabricación e instalación de equipos de refrigeración y fabricación de maquinarias envasadoras y empaquetadoras; importantes ambas por la cantidad de locales. Mientras que una tercera, la fabricación de calefactores abarca pocas empresas pero con alta actividad (escala, diseño e innovación).
Dentro de las metalmecánicas más importantes, se encuentran las envasadoras, dinámicas en cuanto a la creación de nuevos establecimientos. Sector que fue creciendo en la región a partir de la contratación de buenos técnicos y la implementación de capacitaciones permanentes.

#### Parque Industrial General Manuel Savio

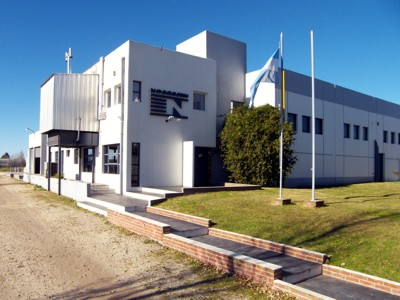
Parque Industrial General Manuel Savio.

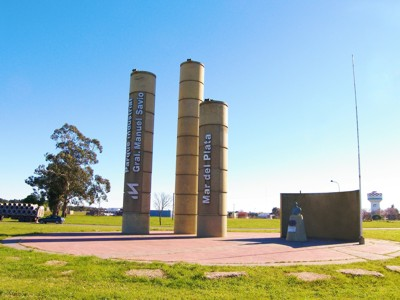
Parque Industrial General Manuel Savio.

Mar del Plata cuenta con un parque industrial ubicado en el kilómetro 6,5 de la Ruta Provincial RP 88. Cuenta con una superficie total de 260 ha, de las cuales 94 ha corresponden a parcelas industriales, actualmente están ubicadas 51 industrias que desarrollan sus actividades productivas dentro del predio, incluyendo empresas de sectores alimenticio, metalmecánica, construcción, química, textil, maderero, polímeros, gráfico y combustible.
Dentro de los servicios de los que dispone el predio se encuentran la energía eléctrica, con subestación transformadora de 33/132 kV 2 x 5 MVA para distribución de red trifásica de media tensión, gas natural conectado al gasoducto Tandil-Mar del Plata, un sistema interno de red cloacal conectado a la red troncal Provincial N.º 88 y vinculada al sistema de la 3.ª cloaca máxima, el sistema telefónico que es provisto por la Cooperativa de Batán, una unidad operativa de servicios integrada por personal municipal que brinda servicios de mantenimiento y corte de césped en lugares comunes y servicio de vigilancia privada.
El interior del predio cuenta con calles de hormigón de 20 cm de espesor en calles colectoras de 10,5 m y en calles secundarias de 7 m. Además se ubica en el parque una superficie destinada a reserva forestal y cortina de protección ambiental con plantaciones de pinos.
La administración del Parque Industrial está a cargo del Consorcio de Copropietarios del Parque Industrial Gral. Manuel Savio, creado en 1996 por Ordenanza N.º 10 411, conformado mayoritariamente por propietarios empresarios radicados en el Parque.
Las industrias que se encuentran ubicadas actualmente en el parque pertenecen en un 41,5 % al sector alimenticio, un 13,2 % a las metalúrgicas y de construcción, un 11,3% al químico-farmacéutico y el resto distribuidos en otras áreas industriales, tales como gráfica, madereras, cerealeras, polímeros, textiles y combustibles. Los beneficios que presenta la inversión en el Parque General Savio están relacionados con la reducción de costos a partir de los menores costos de los terrenos, de la infraestructura y servicios centralizados; mayor seguridad con el abastecimiento de los diferentes servicios y beneficios promocionales; además del más propicio control ambiental.
Actualmente existe un proyecto en gestión para la ampliación del mismo en 95 nuevas hectáreas.

## Turismo

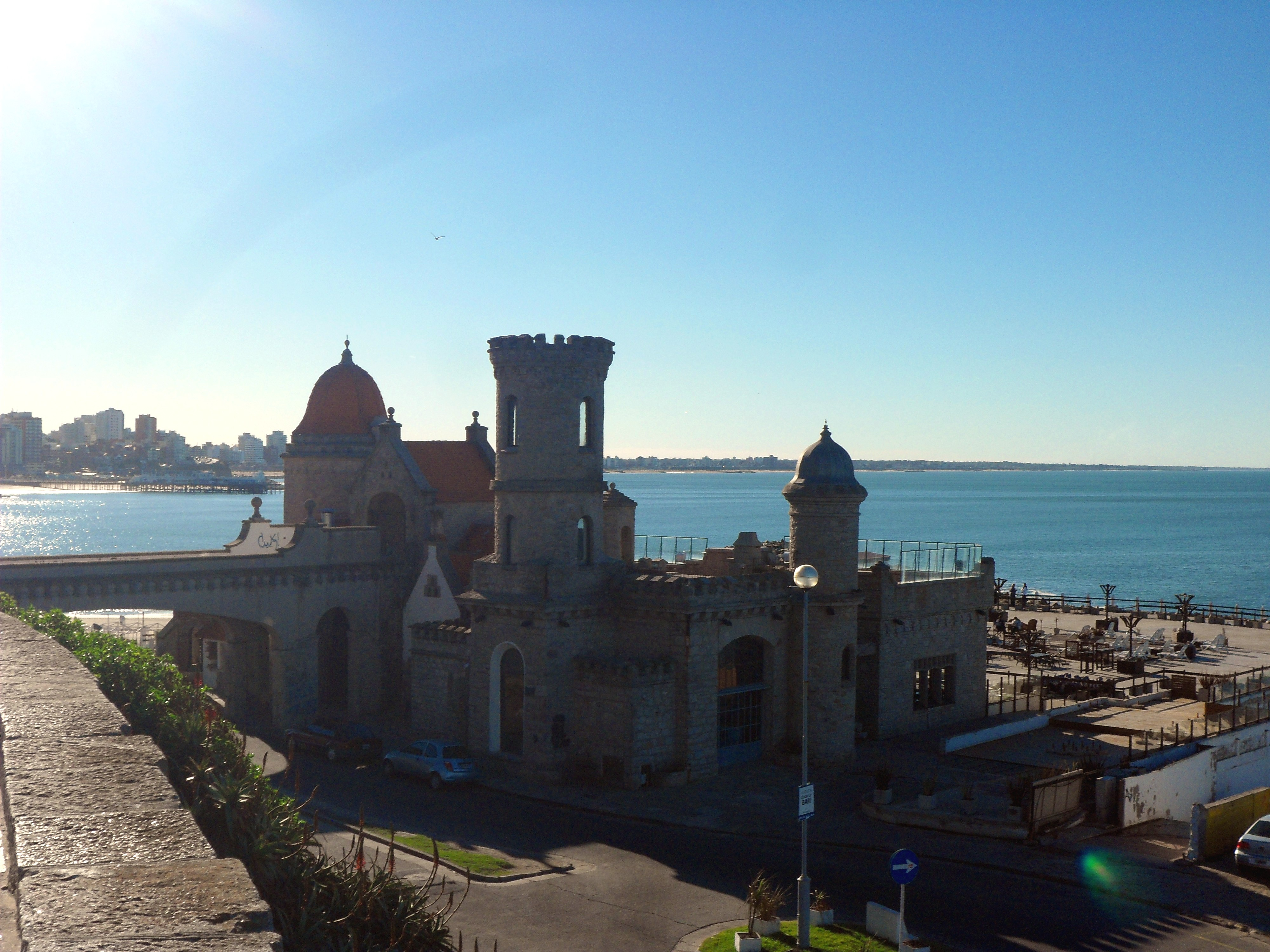
Vista del Torreón del monje y Bahía Bristol

Mar del Plata es la principal localidad ubicada dentro del corredor turístico costero de la Provincia de Buenos Aires, sobre el Mar Argentino. Esta otras localidades son, de norte a sur: San Clemente del Tuyú, Las Toninas, Santa Teresita, Mar del Tuyú, Costa del Este, Aguas Verdes, Lucila del Mar, San Bernardo del Tuyú, Mar de Ajó, Nueva Atlantis, Pinamar, Ostende, Valeria del Mar, Cariló, Villa Gesell, Mar de las Pampas, Mar Azul, Mar Chiquita, Mar de Cobo, Santa Clara del Mar, Barrio Félix U. Camet, Mar del Plata, Playa Chapadmalal, Miramar, Mar del Sud, Centinela del Mar, Quequén, Necochea y Balneario Los Ángeles. La ciudad es uno de los más importantes centros turísticos de Argentina y recibe durante cada temporada veraniega aproximadamente entre dos y tres millones de visitantes lo que produce un salto en el número de habitantes, que se ha elevado en casos extremos hasta multiplicar dos veces la población estable. A fin de recibir semejante oleada de visitantes, posee una completa infraestructura turística. Además de la oferta de verano, la llamada «Perla del Atlántico» o la «Biarritz argentina» -por la marcada similitud con esa ciudad francesa- cuenta con una variada oferta de temporada baja: turismo deportivo, ecológico, aventura, pesca y eventos culturales son sólo algunas de las alternativas que esta ciudad ofrece a sus visitantes como también un interesante patrimonio histórico y natural.
Mar del Plata cuenta con diferentes factores que la hacen más accesibles al turismo interno. La accesibilidad a la ciudad está dada por vías tanto aéreas como terrestres (movilidad propia, ómnibus y ferrocarril). Con respecto al hospedaje cuenta con un total de 56 771 alojamientos hoteleros de diferentes características para la recepción de sus turistas. Además de 1590 establecimientos gastronómicos con diferentes servicios de acuerdo con las preferencias de la demanda que abastece la ciudad.
Para entretenimientos nocturnos cuenta con más de ciento cincuenta establecimientos tales como bares, discos, pubs y demás. Otra actividad recreativa por excelencia es el Casino Central o los diferentes Bingos establecidos en la ciudad, así como el Bingo del Puerto, el Peatonal, el Bingo del Sol y el del Mar.

### Playas

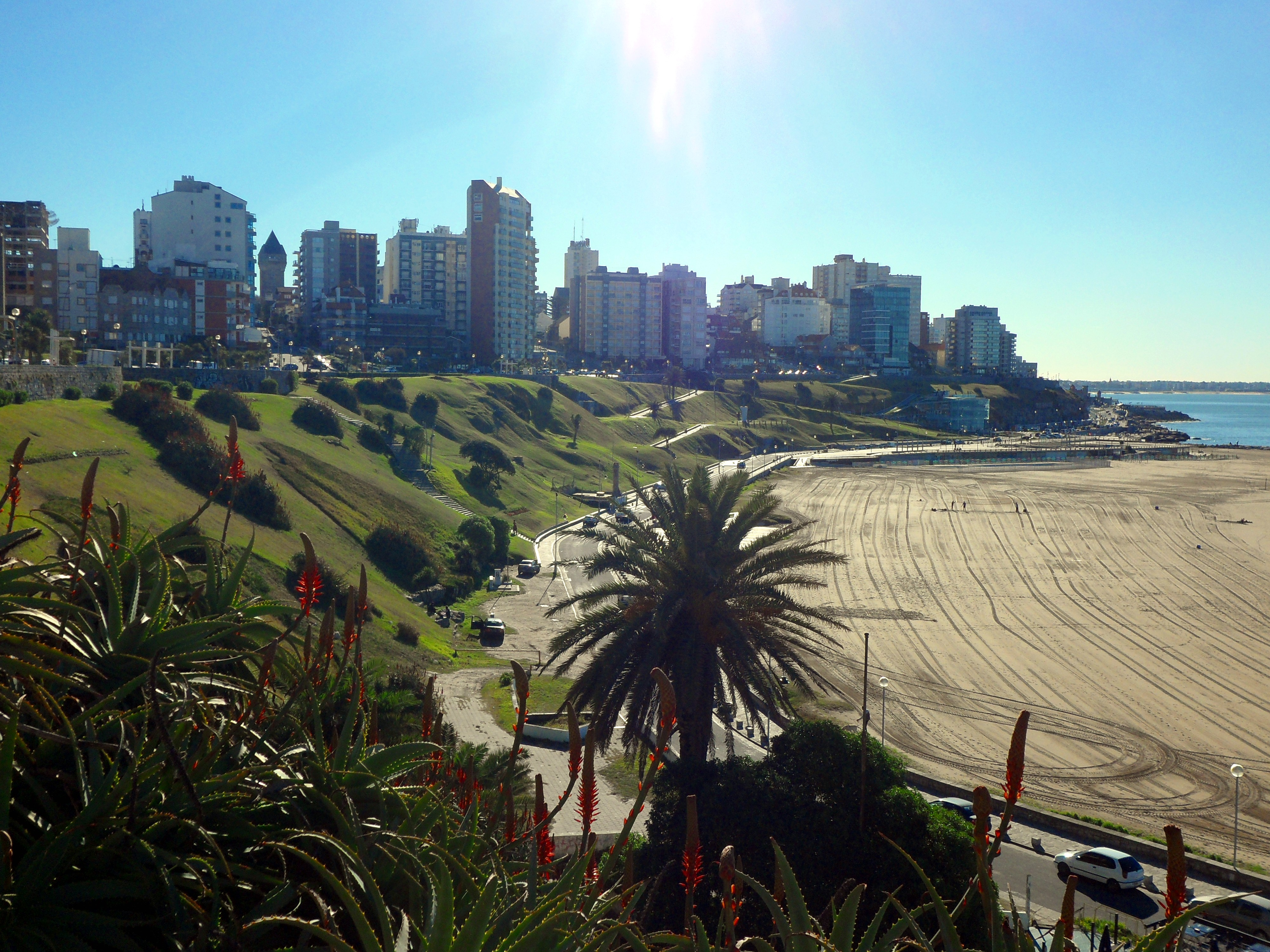
Vista de la Bahía Varese desde el Boulevard Marítimo.

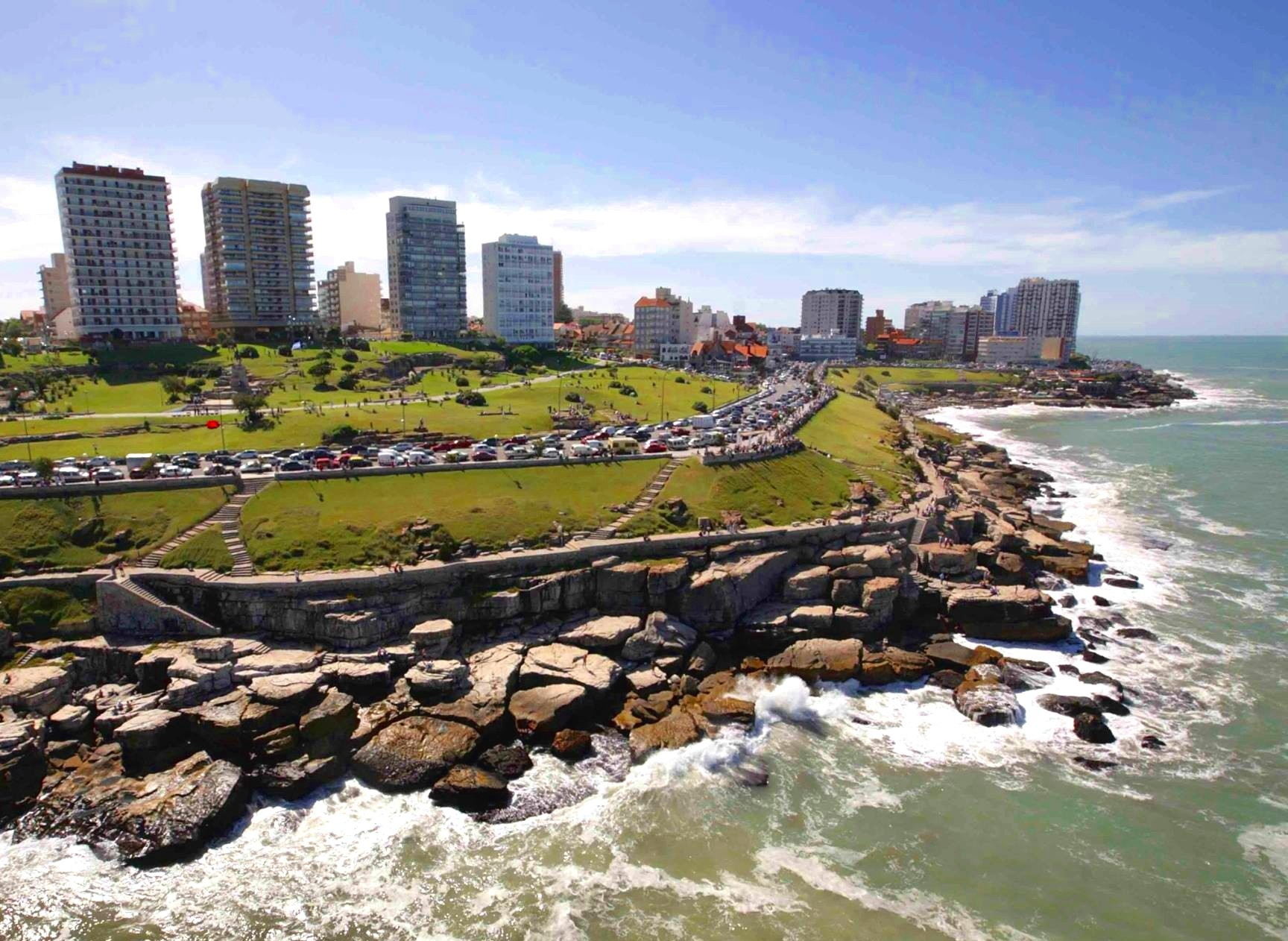
Parque San Martín y Cabo Corrientes

El litoral marítimo de la ciudad se extiende por más de 28 km. Las playas marplatenses más recurridas actualmente por los turistas son prioritariamente las ubicadas al sur de la ciudad y las del centro. Esto está altamente relacionado con los medios de transporte con los que cuentan los turistas marplatenses y la movilización temporal con la que deben contar desde las costas hasta los establecimientos hoteleros y demás alojamientos.
Los últimos informes del «Ente Municipal de Turismo del Partido de General Pueyrredón» demuestran que la mayor procedencia de turistas es interna, con un distribución, de acuerdo con la temporada 2006-2007, de 34,3 % provenientes de la Capital Federal, el 25,5 % del Gran Buenos Aires y un 16,2 % del resto de la provincia de Buenos Aires, siendo estos mayoritariamente de la ciudad de La Plata. Otras de las grandes características de los turistas marplatenses está dado porque es una ciudad receptora de, sobre todo, grupos familiares y en menor medida grupos de amigos, provenientes de niveles socioeconómicos altos, de forma tal que mayoritariamente utilizan como medio de transporte automóviles particulares.

#### Contaminación ambiental
Ha reducido notablemente la contaminación producida por los efluentes cloacales gracias a la construcción del nuevo emisario submarino, inaugurado en 2012.

#### Seguridad en las playas
La municipalidad marplatense implementa un Servicio de Seguridad en Playas, integrado por alrededor de 550 guardavidas. Estos profesionales del Salvamento Acuático, se integran operativamente por Sectores, los cuales, tienen sus respectivos Jefes de Sector y Encargados de Playa. Los guardavidas de Mar del Plata, realizan en cada temporada, una importante cantidad de rescates e intervenciones, que alcanzan la cifra de varios miles.
El día 4 de febrero de cada año, los Guardavidas conmemoran su día, en el Partido de General Pueyrredon, por tratarse de la primera fecha fijada a tal efecto, ya que el 4 de febrero de 1978, actuando en un rescate en la bahía de Playa Grande, falleció el Guardavidas Guillermo Volpe en cumplimiento del deber.
Cada año ininterrumpidamente lo conmemoran con la tradicional competencia de aguas abiertas "Copa Guillermo Volpe".
Estos trabajadores, cada vez más profesionalizados, cuentan con una entidad que los agrupa, y el primer sindicato de esta actividad en la Argentina, es el Sindicato de Guardavidas y Afines de Mar del Plata que cuenta con Personería Sindical nro. 433 desde 1961. Sus inicios fueron con la denominación Sindicato de Bañeros siendo aún un sindicato a nivel municipal en cuanto a su representación.
El Sindicato que agrupa a los Guardavidas a nivel nacional es el Sindicato Único de Guardavidas y Afines de la República Argentina (S.U.G.A.R.A.).

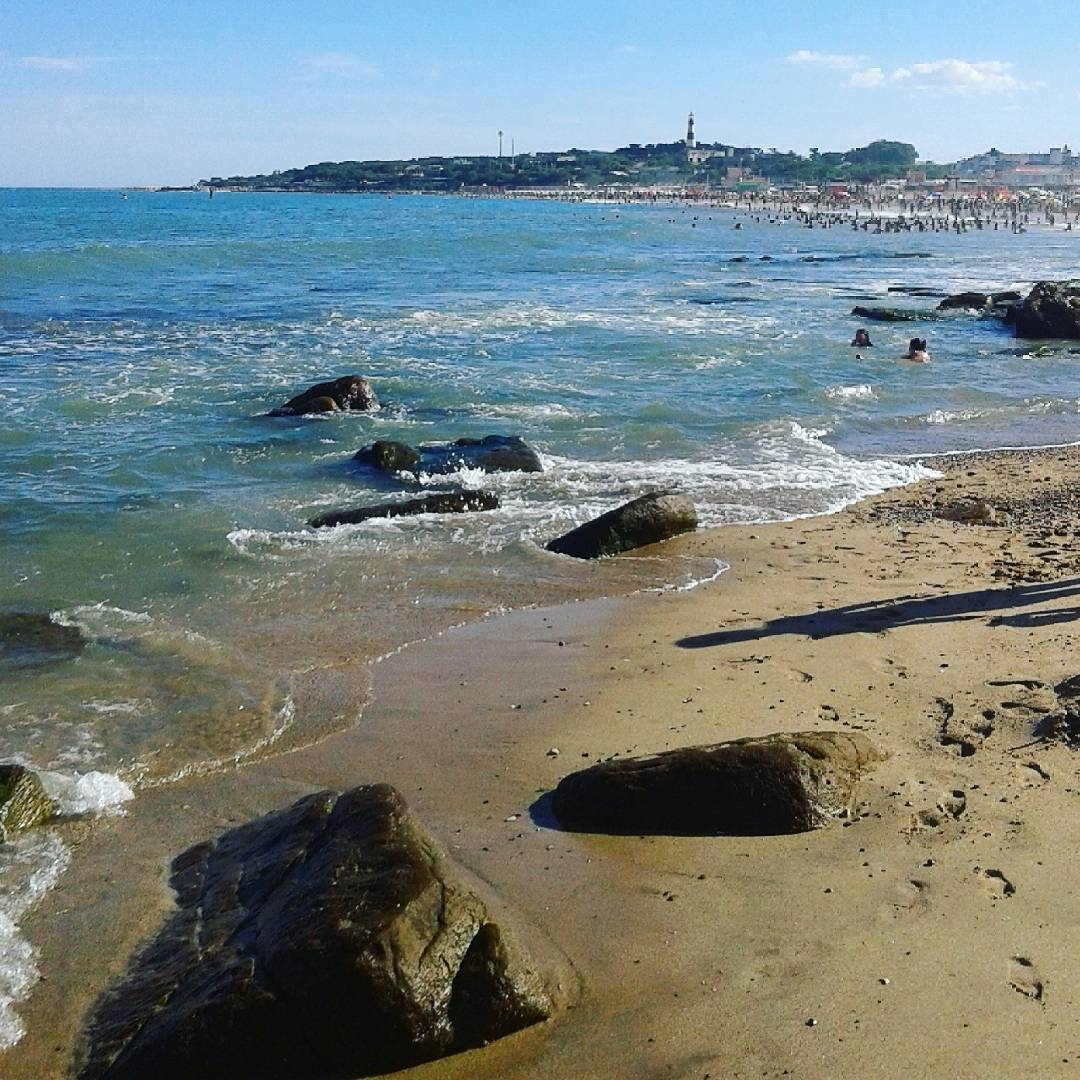
Playas de la Bahía del Faro, al sur de la ciudad.

### Lugares de interés

#### Hotel Provincial y Casino
El complejo «Hotel Provincial y Casino Central» es uno de los principales símbolos de la ciudad de Mar del Plata. Su construcción fue proyectada en 1937 como parte de lo que se convirtió en la Rambla Casino. Fue construido entre 1938 y 1940, por iniciativa del gobierno provincial. Diseñado por el arquitecto Alejandro Bustillo y amoblado por la Casa Comte, donde colaboraba el diseñador francés Jean-Michel Frank. Declarado Patrimonio Histórico Nacional. El casino es uno de los mayores del mundo, por su extensión, aloja el Teatro Auditorium Centro Provincial de las Artes, en el cual se festejan diversos eventos, entre los cuales se destaca la entrega de los premios Estrella de Mar, dedicados a la actividad teatral.
La entrada a las máquinas tragamonedas es gratuita. El casino cuenta con una sala común, una sala intermedia, con apuestas superiores y una nueva sala especial reservada, para apuestas mayores.

#### La Rambla, los lobos de mar, Las Recovas, la Plaza seca y la Plaza Colón
«La Rambla», «Las Recovas», la «Plaza seca» y la «Plaza Colón» son un Conjunto Urbano Arquitectónico Nacional y forman parte del Patrimonio Histórico Nacional.
El Monumento al Lobo marino, ubicado en la Rambla, está compuesto por dos esculturas del escultor José Fioravanti y es uno de los símbolos de la ciudad de Mar del Plata.

#### El Torreón

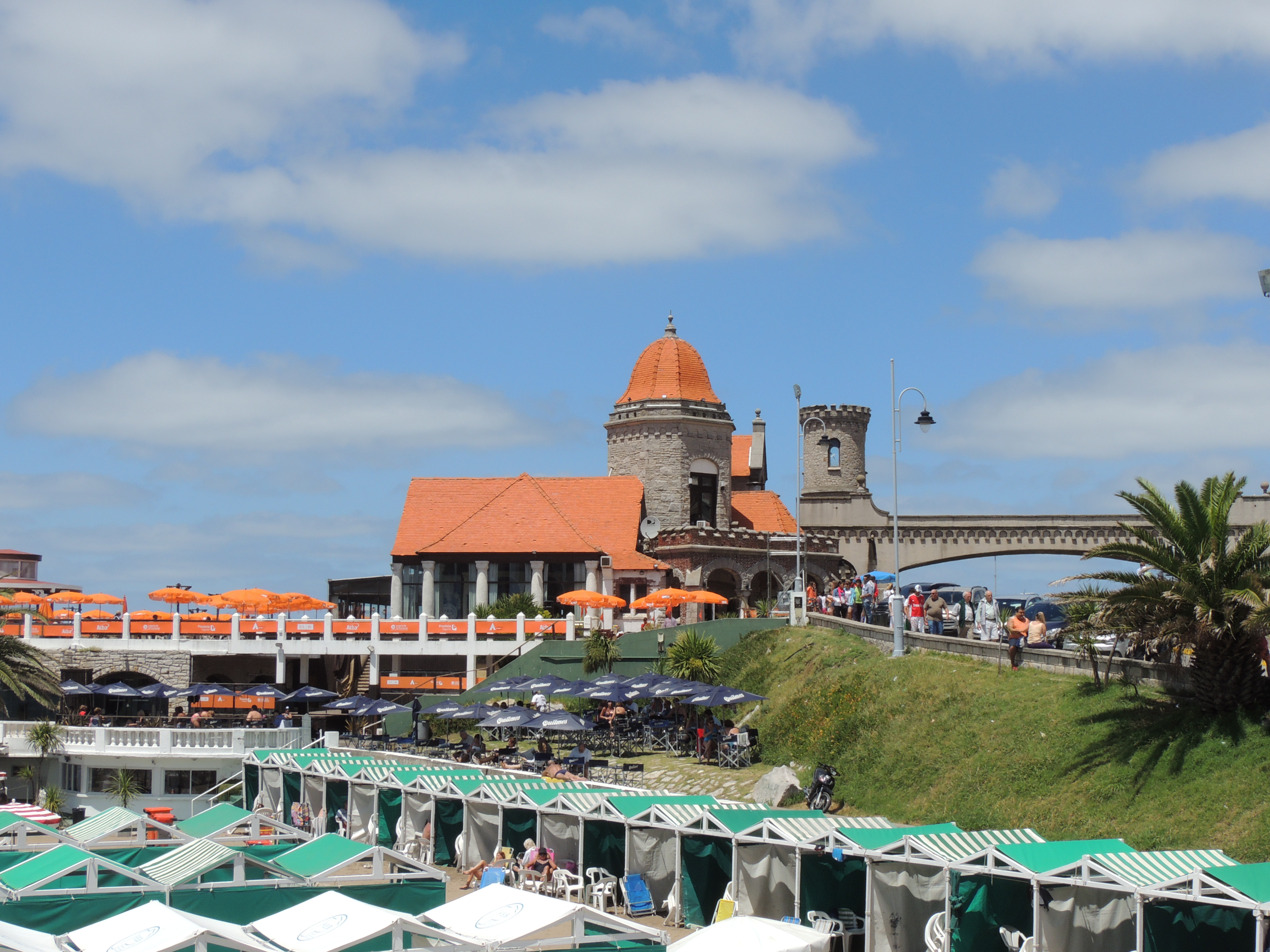
Vista del Torreón del Monje.

El «Torreón del Monje» fue inaugurado en 1904, es uno de los referentes obligados de la costa marplatense y fue remodelado en el año 1929. Está ubicado sobre la barranca de Punta Piedras, en el paseo Galíndez.
Funcionan en el edificio confiterías, instalaciones del balneario, sala de exposiciones y un mirador. En su interior funcionan un restaurante y una confitería y lo convierten en un punto panorámico obligado por los turistas.
La entrada es un porche semicubierto con tres arcos y una columna de piedra. Sobre este espacio, una torre de planta octogonal con su chapitel curvilíneo de tejas normandas.
Otras dos torres menores, una de tres niveles y otra cubierta con láminas metálicas que repite la forma de chapitel curvilíneo. Los materiales básicos con los que está construido son piedras, revoque rústico y ladrillo visto que se van alternando.
El Torreón del Monje fue declarado de Interés Patrimonial por Ordenanza 10075/95 de la Municipalidad de General Pueyrredon y además es Patrimonio Histórico Nacional.
Una leyenda, atribuida a Ernesto Tornquist, cuenta que en esa misma torre vivió por más de setenta meses un soldado, Alvar Rodríguez, dedicado a la ciencia de los astros; y que en la Reducción vivía una india, Mariña, quien mantenía un amor no correspondido por el soldado. El cacique Rucamará ataca el Torreón llevado impulsivamente por los celos de esa relación. Rucamará logra entrar al Torreón y toma en posesión a Mariña, pero perseguido por la fuerza de Alvar y sus hombres se ve obligado a saltar desde lo alto al precipicio, llevando consigo a su cautiva.

#### Plaza del Milenio
La «Plaza del Milenio - Fuente de Aguas Danzantes» está ubicada frente al Casino, sobre el Boulevard Marítimo de la ciudad de Mar del Plata.
Fue construida con el principal objeto de ofrecer una visión completa del Casino y Hotel Provincial a la ciudad. Su edificación llevó prolongadas gestiones debido a que en ese espacio se ubicaba anteriormente lo que se llamó la «manzana 115», la cual debió ser demolida para la construcción de la misma.
En el centro de la plaza se encuentra una gran fuente de 40 m de diámetro con aguas danzantes programadas acompañando seis canciones del músico y compositor argentino Lito Vitale, las cuales fueron compuestas especialmente para este espectáculo permanente. Las denominaciones de estas canciones así como su composición están estrechamente vinculadas con el fuerte de la ciudad: «Fuente al mar, Mar tranquilo, Mar picado, Movimiento, Mar abierto y Mar en Tres».
En la misma Plaza se ubicaron 15 históricas palmeras donadas por vecinos de la ciudad, la más antigua de ellas data del año 1895, habiendo pertenecido originalmente a la familia «Rodrigué», provenientes del mismo jardín se encuentran siete palmeras más. Otras de la misma especie son provenientes del Hotel Playa Chica, del campamento municipal del arroyo Lobería, y de la calle Gaboto plantada en el año 1935 por Alfredo Diminutto.

##### Iglesia Catedral

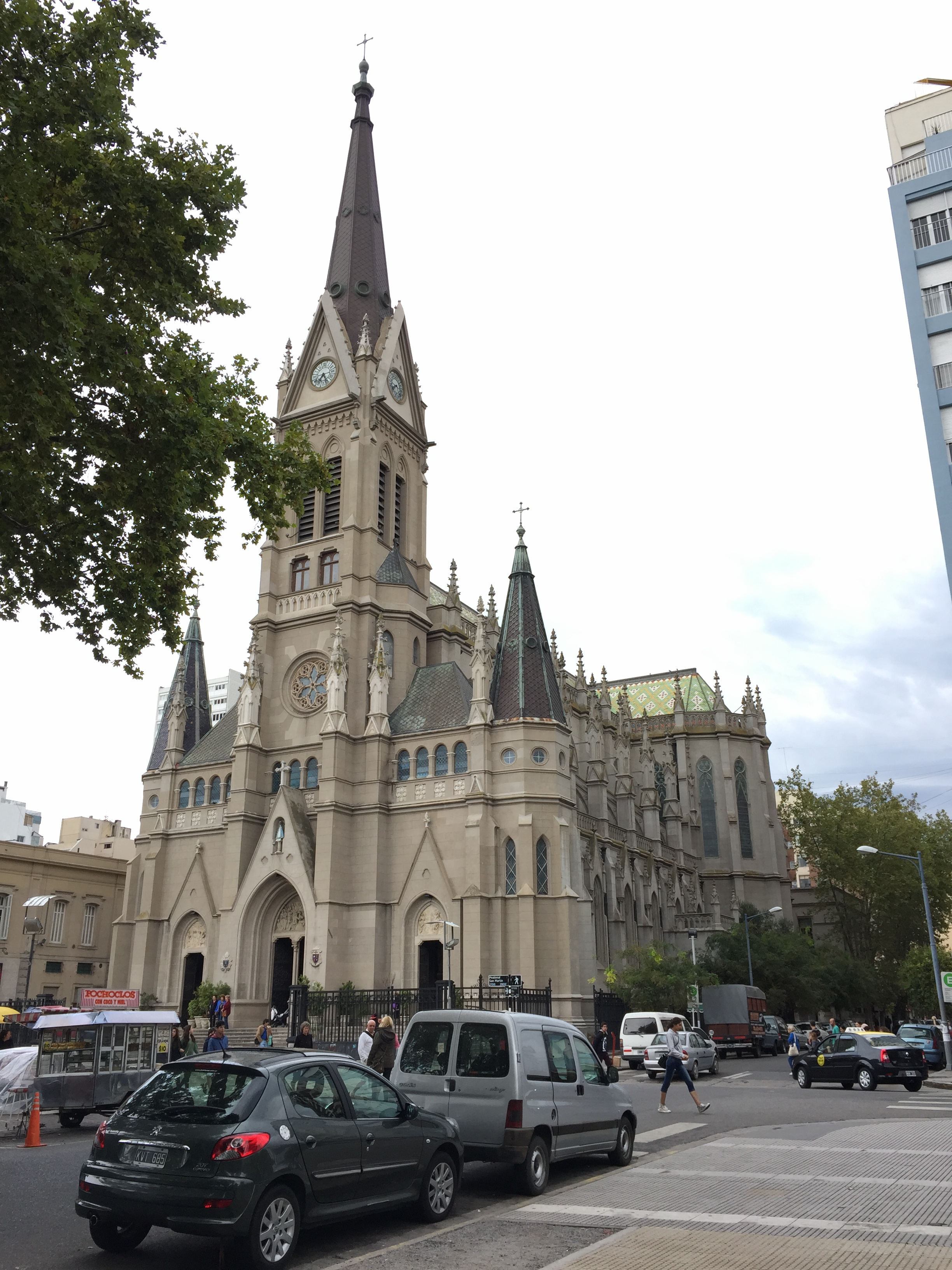
Catedral de los Santos Pedro y Cecilia.

La principal iglesia católica de Mar del Plata es la catedral de los Santos Pedro y Cecilia, declarada Patrimonio Histórico Nacional fue inaugurada el 12 de febrero de 1905 (120 años). Previamente con el objeto de construir un templo, en el mes de enero de 1893 fue colocada la piedra fundamental. La obra fue dirigida por el ingeniero Pedro Benoit, manteniendo un estilo particularmente neogótico. Y la primera misa se llevó a cabo en 1897.
Originalmente su nombre era San Pedro, en 1912 pasó a llamarse Parroquia de Santa Cecilia y en 1924, dedicada ya a ambos santos, fue nominada Basílica Menor. En 1957 se creó la diócesis de Mar del Plata y el templo se constituyó en la sede del Obispado, con la denominación actual (1905).
La catedral fue declarada de Interés Patrimonial por Ordenanza N.º 10075/95 del Concejo Deliberante de General Pueyrredón.
Los vitrales de la catedral son todos provenientes de Francia y donados por familias de Mar del Plata. La araña central fue traída del Hotel Bristol de la ciudad. El piso es de mosaico inglés y el techo está hecho de tejas vidriadas de distintos colores, todas europeas. El órgano es italiano y fue construido el mismo año de la fundación de la catedral, con tres teclados manuales con un total de 36 registros y 2500 tubos.
En el altar mayor se encuentran las reliquias, un trozo de la Cruz de Cristo, los restos de Santos Mártires y los restos de Monseñor Enrique Rau, primer obispo de Mar del Plata. Sobre la derecha, en el interior del templo, se encuentra una réplica de «La Piedad».
El carillón está compuesto por cinco campanas de bronce que fueron fundidas en Francia, identificadas con el nombre de quienes desinteresadamente las donaron: Clara, Inés, Ercilia, Ernestina y Josefina. Es la tercera catedral más grande de la provincia de Buenos Aires después de la catedral de La Plata y la Basílica de Luján.

##### Circuito Interreligioso
La ciudad posee, para aquellos que hacen turismo religioso, un interesante circuito interreligioso el mismo incluye la visita entre los católicos, además de la Catedral,  el Santuario de Schoenstatt, el “Cristo” de la Escollera Sur, una réplica de la Gruta de Lourdes, las Capillas de Stella Maris y de Santa Cecilia, de otros cultos está la Iglesia Ortodoxa Rusa de Mar del Plata. La comunidad musulmana abre las puertas de la Mezquita Sunita de la comunidad musulmana. Por su parte la comunidad judía ofrece visitas al Templo Gabriel.

#### Monumento a Alfonsina Storni

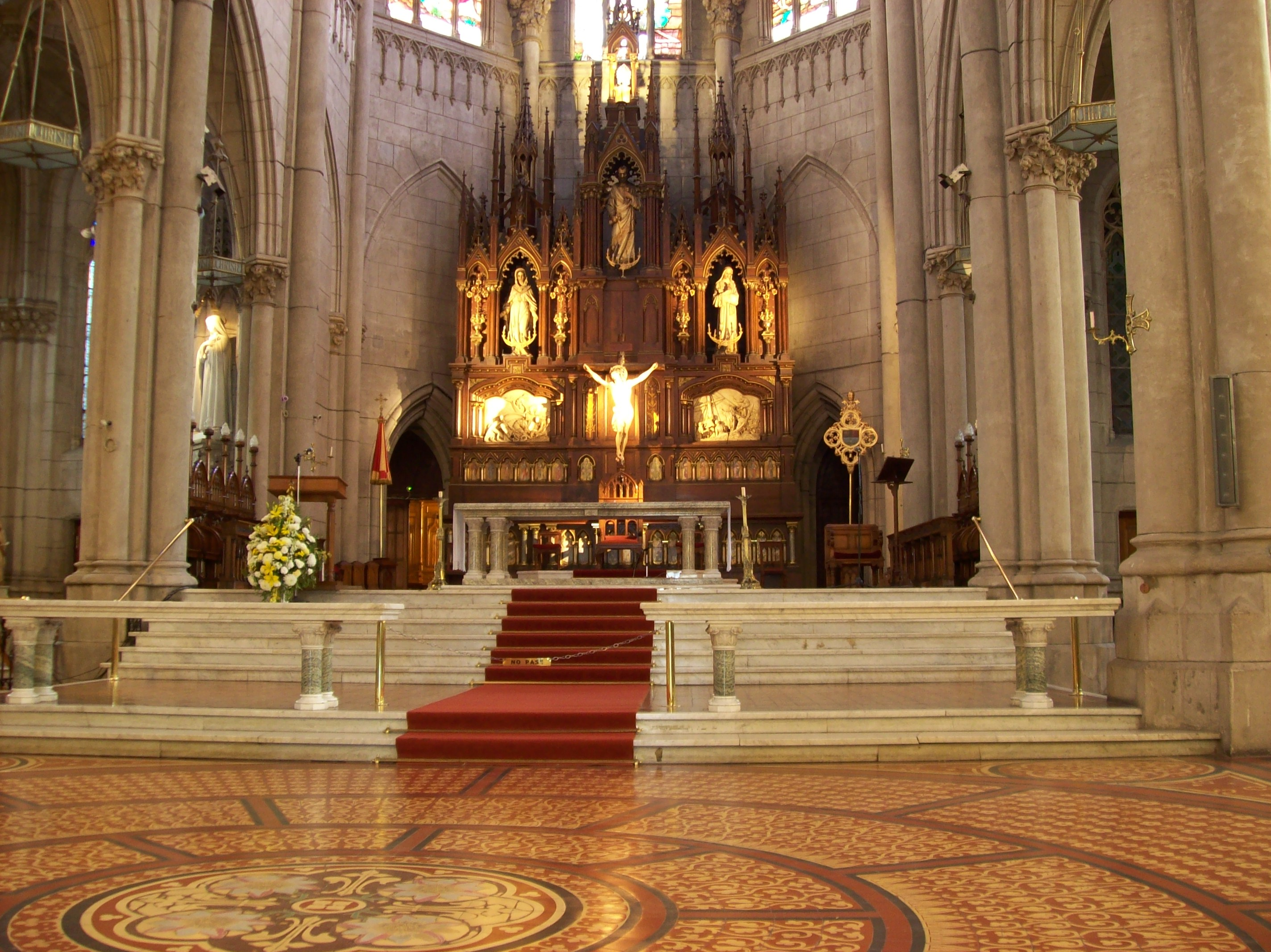
Interior de la Catedral de Mar del Plata.

El Monumento a Alfonsina Storni se encuentra próximo al lugar donde la escritora Alfonsina Storni se internó en el  mar, suicidándose el 25 de octubre de 1938. Se trata de un sencillo monumento recordatorio, obra del escultor Luis Perlotti (1942). Frente al mar, la figura tallada en la piedra está acompañada por los versos del poema «Dolor», escrito por la artista en 1925. Una réplica de la obra se encuentra en el «Panteón de los Artistas» del Cementerio de la Chacarita, en la ciudad de Buenos Aires.

#### Parque Camet
El Parque Camet es un amplio parque municipal arbolado con fogones, juegos, alquiler de caballos y rodados. Se encuentra ubicado al norte de la ciudad. Cuenta con un parque de 140 hectáreas con eucaliptos y una laguna donde desemboca el arroyo «La tapera», siendo un área de recreación, aunque no está permitido bañarse.
Cuenta con canchas para practicar diferentes deportes.

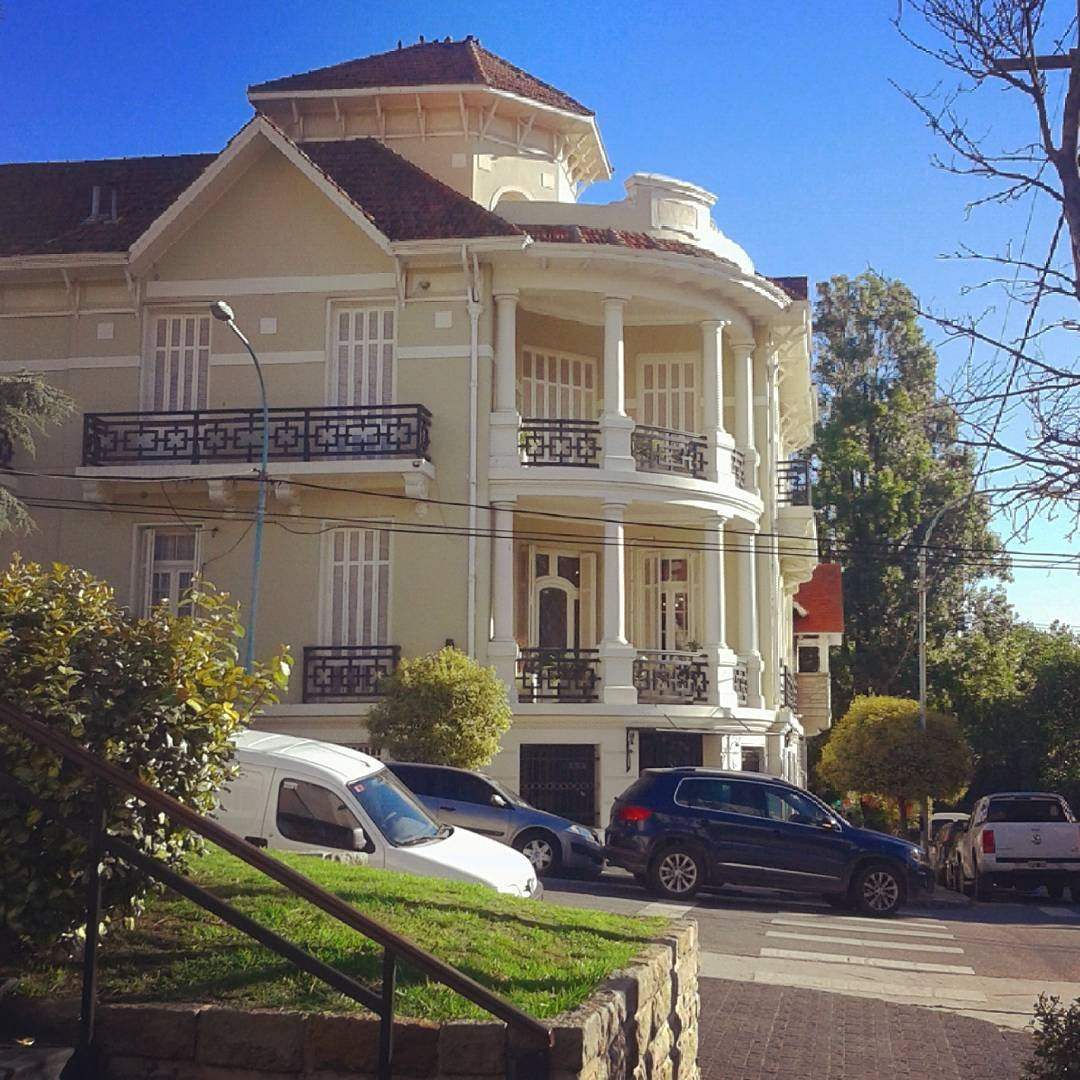
Casona antigua sobre calle Güemes

#### Barrio Los Troncos
El Barrio Los Troncos es el principal barrio residencial de Mar del Plata, cuyo nombre es de 1938, cuando un acaudalado salteño hizo construir un chalé edificado con troncos de quebracho y lapacho. Con posterioridad se originó a su alrededor la edificación de casonas de similares características que le otorgan un aire aristocrático.

#### Torre Tanque

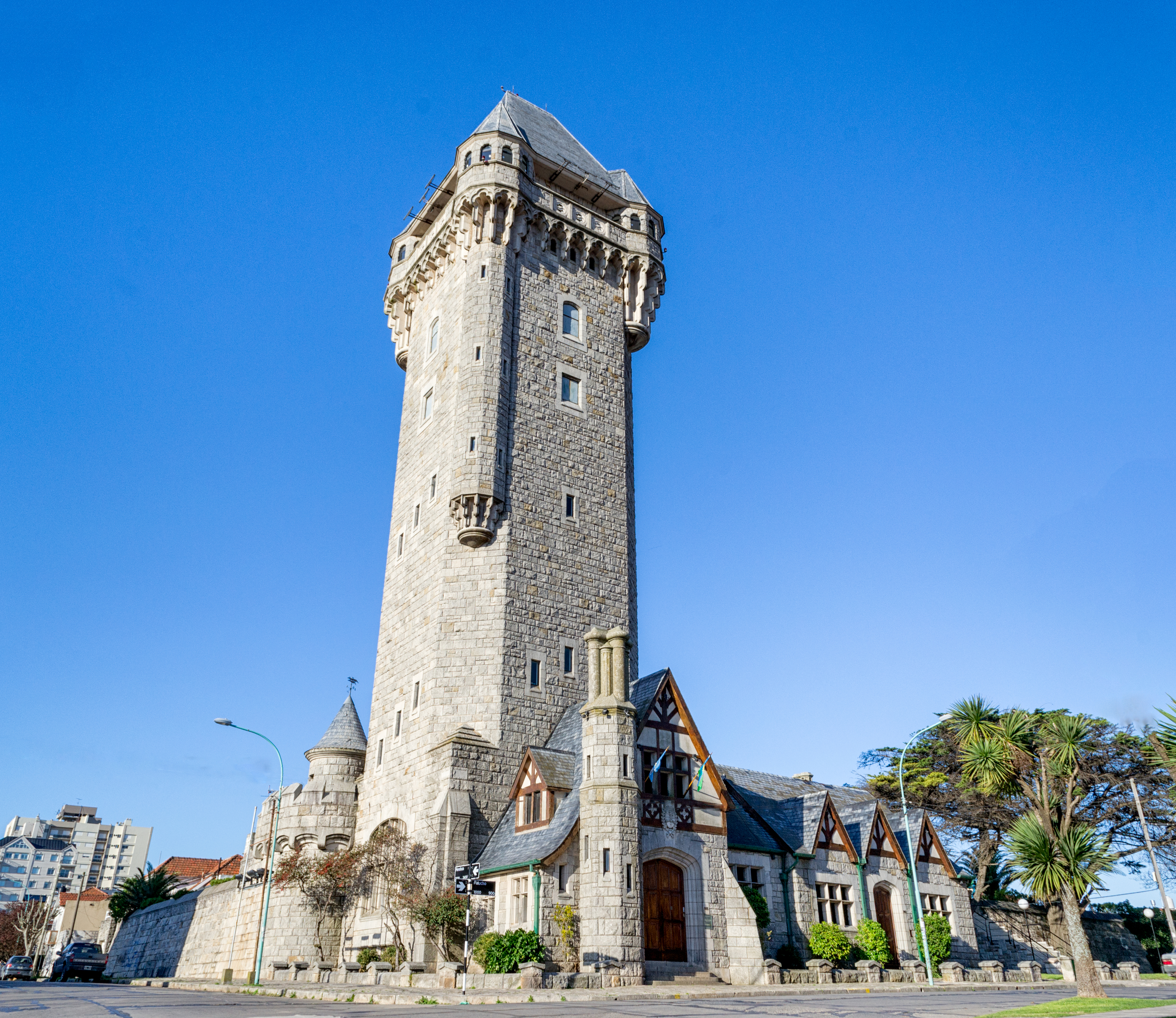
Torre Tanque.

La torre Tanque, perteneciente a Obras Sanitarias Sociedad de Estado, fue construida en el año 1943, a cargo del arquitecto Cornelio Lange (empleado de OSN, cuyo proyecto fue elegido mediante concurso en 1939) en estilo Tudor. La edificación tiene una altura de 88,387 m. Dentro se ubica un tanque de 500 m³, una vivienda y un mirador. Posee una escalera interior de 194 escalones y un ascensor que, al llegar al mirador, ubicado en lo más alto, pasa por la parte central de un tanque con forma de anillo. Los tres volúmenes principales se complementan con otro más pequeño conformado por torres (con los tanques auxiliares), tragaluces y mojinetes. La torre está ubicada en la loma más alta de la ciudad (Stella Maris). Todas las maquinarias que dispone la torre se encuentran en funcionamiento desde 1943.

#### Avenida de los Tilos
La Avenida de los Tilos o la Diagonal Pueyrredón es un corto paseo céntrico que sale de la plaza San Martín, de dos vías separadas por grandes canteros en los que se encuentran plantados tilos. En la década del setenta inspiró la canción «Avenida de los tilos», cantada por Luciana, con música de Marco Montoya, sobre un poema de la poetisa María Wérnicke. La canción llegó a ser primera en ventas en el país y es considerada por algunos críticos como una de las más bellas de la historia de la música pop argentina.

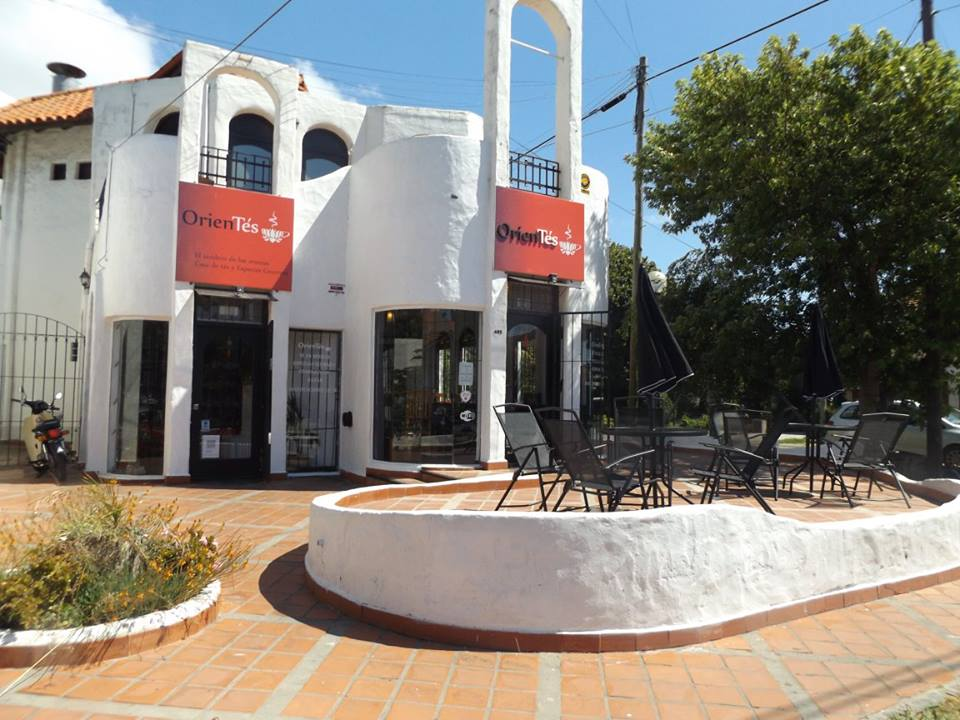
Casa de té en la ciudad de Mar del Plata (Argentina).

#### Casa del Puente

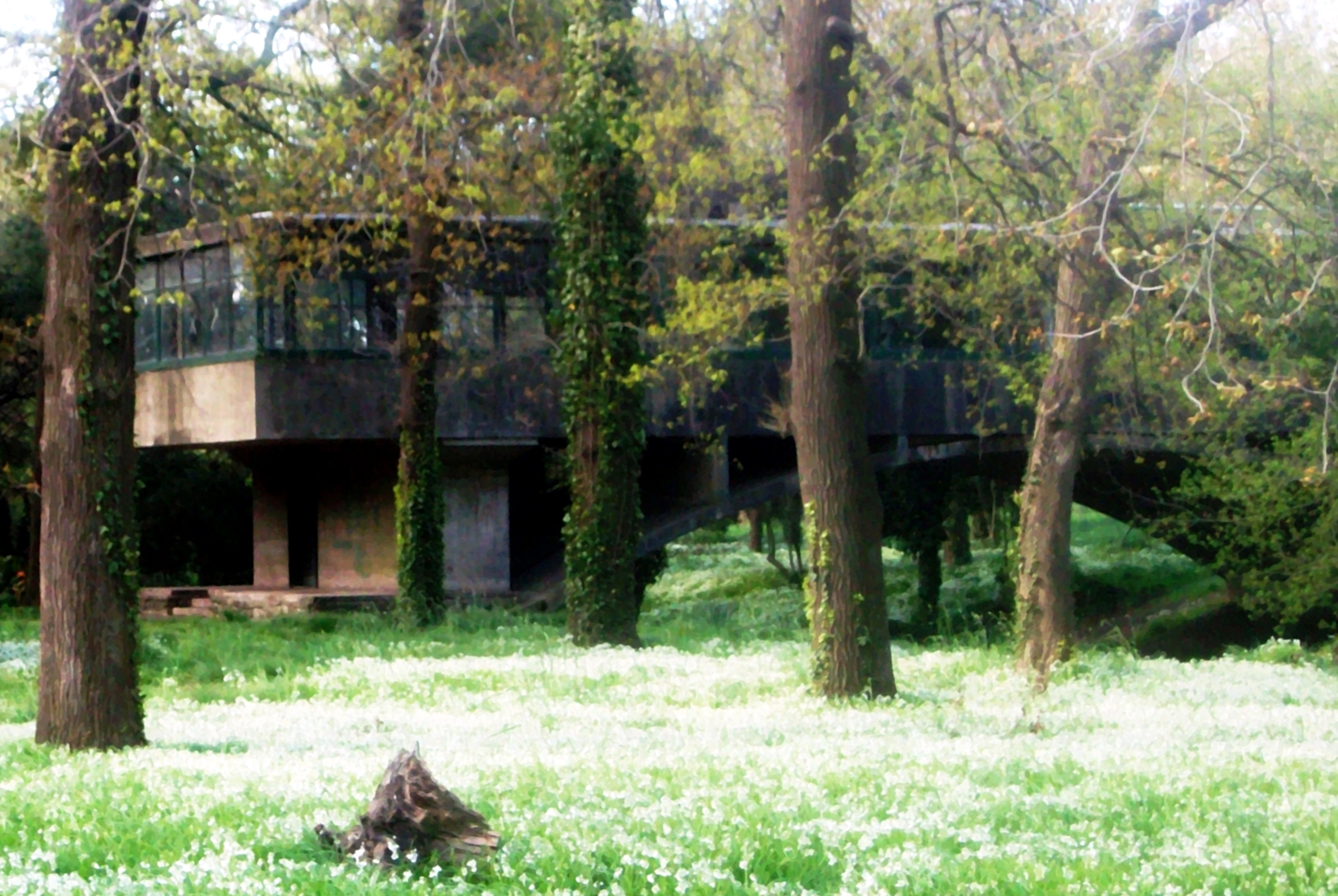
Casa del Puente (también llamada Casa sobre el Arroyo).

Originalmente llamada «Casa sobre el Arroyo», se sitúa entre las calles Matheu, Quintana, Funes y Guido, próxima al Colegio Nacional Dr. Arturo Illia. Fue construida para su padre, el músico Alberto Williams, en 1943 por el arquitecto Amancio Williams y su socia y esposa Delfina Gálvez, junto con la colaboración del ingeniero Carlos Teglia, con el objetivo de demostrar que puede dejarse el suelo libre, de forma que la construcción no solamente pueda ser vista por sus costados sino por debajo de la misma. Por otro lado, el ambiente elegido por el arquitecto es totalmente natural y se encuentra dividida por la hondonada de un arroyo.
No se usaron para su construcción revoques, estucos, yesos o pinturas que pudieran enmascarar la calidad propia de la obra, y su construcción se vio dificultada por la escasez de materiales debido a la II Guerra Mundial. Como detalle, debe decirse que su destinatario, Alberto Williams, jamás ocupó la casa, que albergó una emisora comercial de radio durante muchos años. La Casa del Puente fue declarada de Interés Patrimonial por Ordenanza 10075/95 del Concejo Deliberante de General Pueyrredon.
En 2012 fue adquirida por la Municipalidad de General Pueyrredon, con fondos aportados por los gobiernos Nacional y Municipal, actualmente se está llevando a cabo el proceso de puesta en valor.

#### Teatro Colón y Club Español

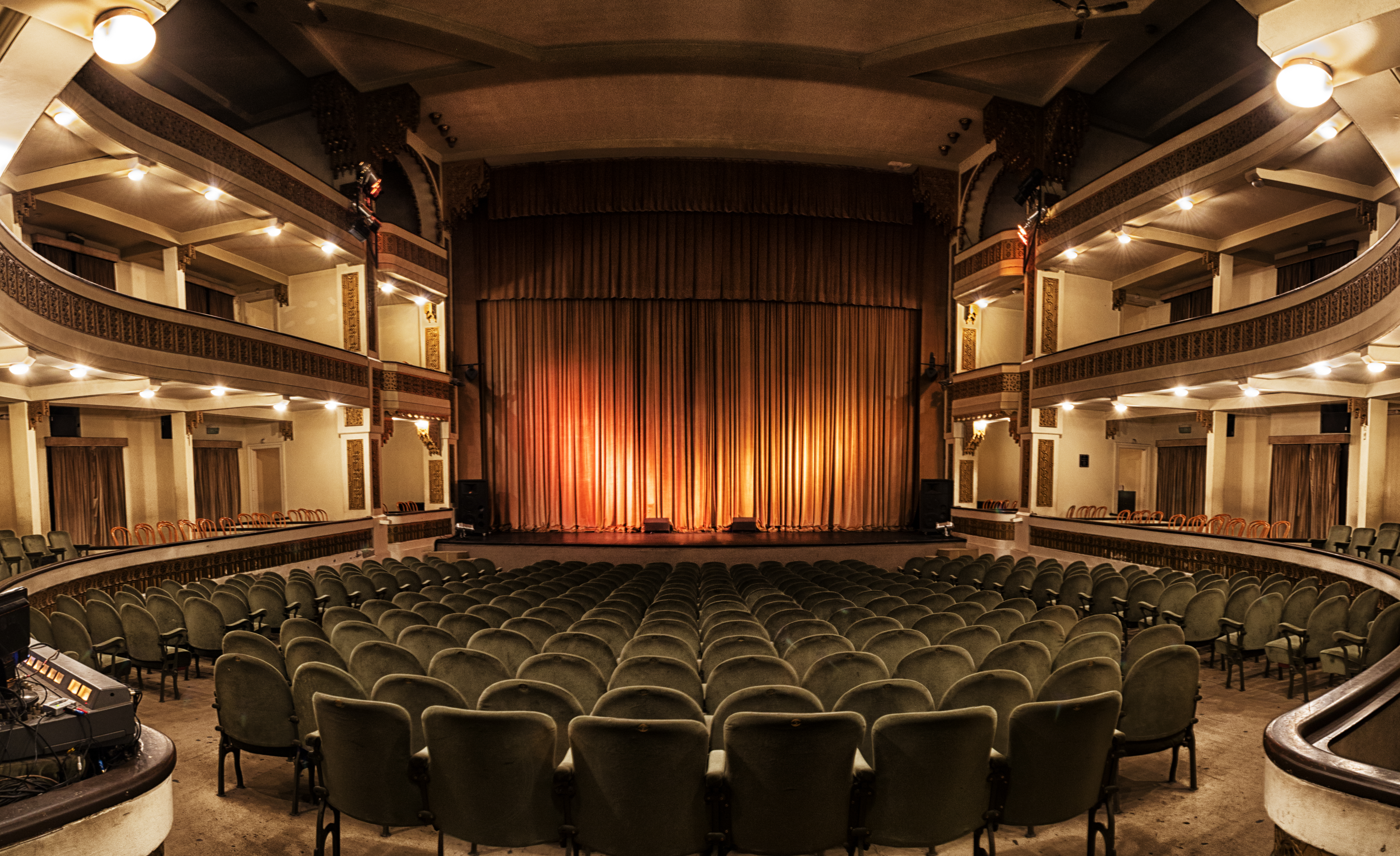
Interior del Teatro Colón de Mar del Plata.

El Teatro Colón y Club Español fue antiguamente perteneciente a la Sociedad Española de Socorros Mutuos y actualmente al Club Español, el Teatro Colón de la ciudad de Mar del Plata fue construido por Martín Marco, según proyecto del Arquitecto Ángel Pascual, en el año 1924. En sus inicios fue construido para brindar a la ciudad un teatro de mayor importancia que los existentes. Actualmente la sala es administrada por la Municipalidad de General Pueyrredon. Fue declarada «de interés patrimonial» mediante la ordenanza 10075/95 del concejo deliberante de General Pueyrredon.

#### Banquina de Pescadores
La Banquina de Pescadores está ubicada en el Puerto de Mar del Plata y fue declarado «Patrimonio Histórico Nacional». Este lugar típico alberga docenas de embarcaciones de pescadores. Estos barquitos generalmente salen a pescar muy temprano a la mañana y vuelven al atardecer. A la tarde hay remate de pescados, y es posible comprarlos directamente de los barcos.

#### Usina 9 de Julio
La «Usina 9 de julio» fue construida en 1950 por el ingeniero José Zanier en la zona del puerto, dicha central termoeléctrica fue precursora en su tipo y cuenta en su diseño con un oleoducto interconectado a la planta de YPF y túneles subterráneos unidos al mar para la refrigeración del agua. Todavía hoy sigue abasteciendo a la reconocida ciudad balnearia en una muestra cabal de aquel visionario emprendimiento.

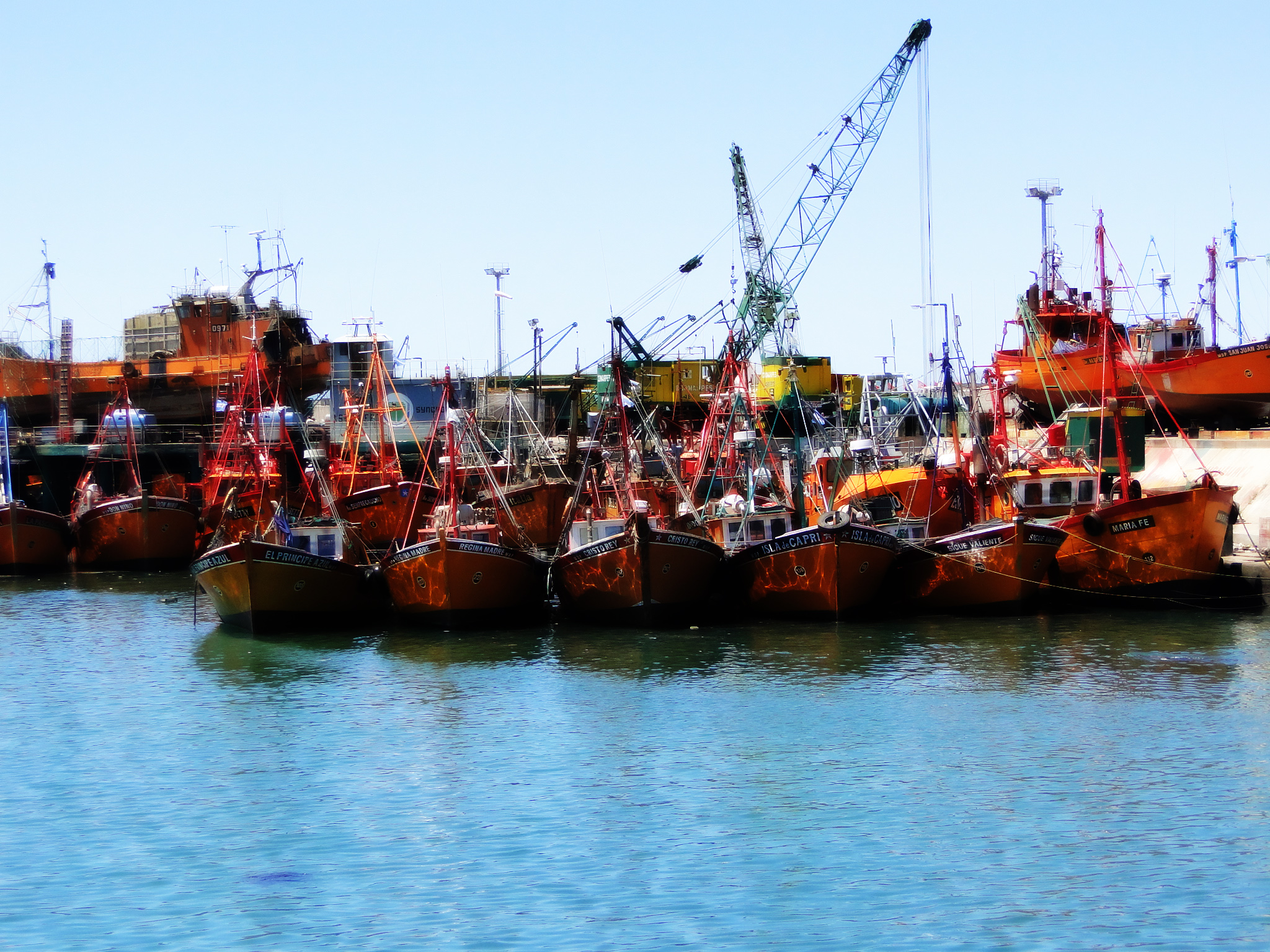
Escena del puerto.

#### Reserva natural Puerto Mar del Plata
La Reserva natural Puerto Mar del Plata consiste en un humedal ubicado entre un área industrial, el puerto, una zona residencial y el Complejo Balneario de Punta Mogotes. Actúa como espacio de amortiguamiento y moderación de todas las actividades industriales, residenciales y turísticas realizadas en dichas zonas. Habitan en ella más de ciento cincuenta especies de aves (algunas de ellas migratorias), diferentes especies de pequeños mamíferos, reptiles, anfibios y peces. Asimismo, posee una gran variedad de flora autóctona y exótica.

#### Mar del Plata Aquarium
Mar del Plata Aquarium es un oceanario situado junto al Faro Punta Mogotes. Luego de "Mundo Marino", es el parque marino más importante de Argentina, por lo que es uno de los destinos turísticos recreativos más conocidos de la ciudad.

#### Faro Punta Mogotes

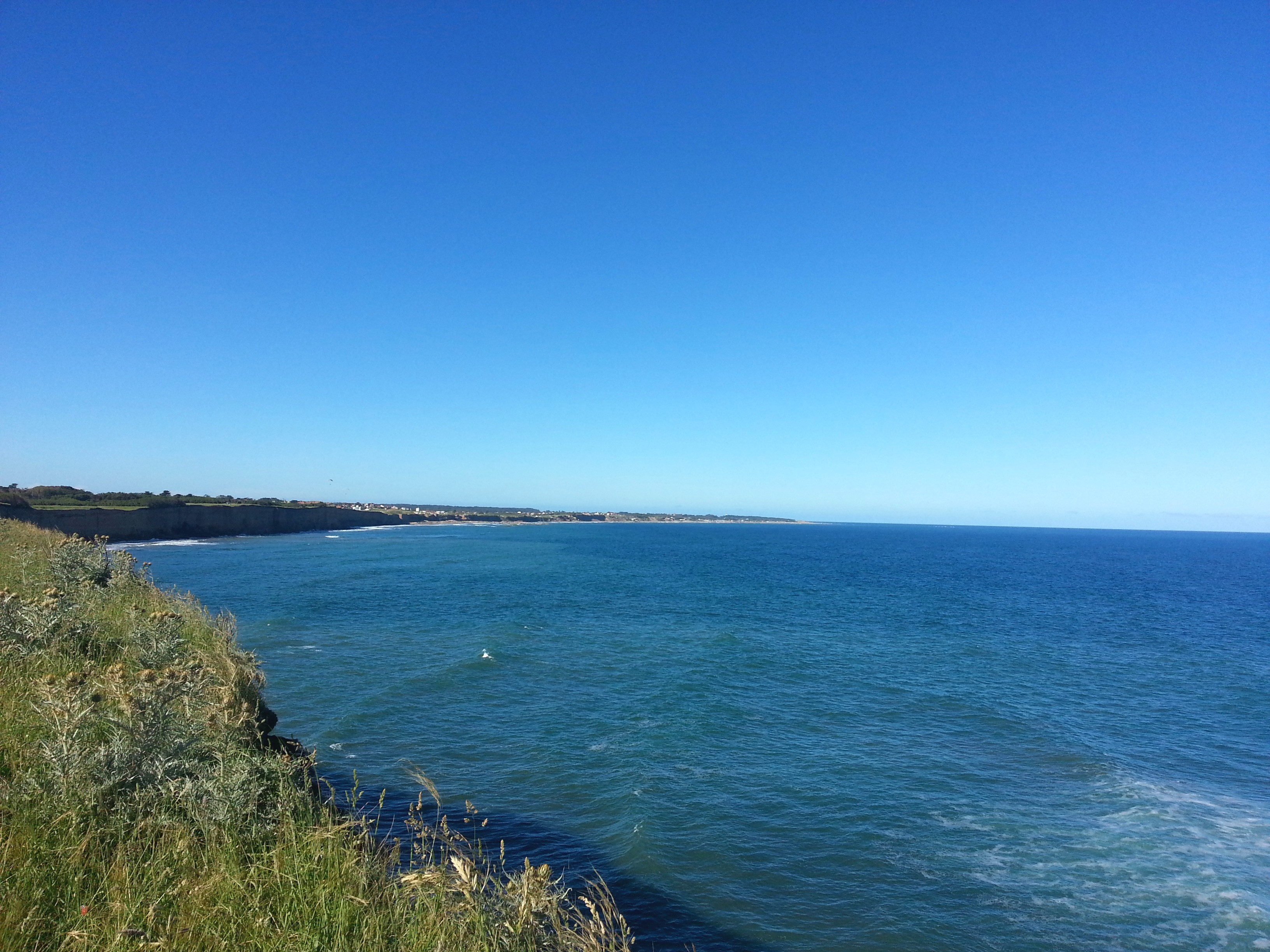
Vista de las playas del Sur desde los Acantilados

El Faro Punta Mogotes fue construido en 1890, se encuentra en una colina a 26 m s. n. m., así el faro alcanza a 35 m s. n. m. Tiene forma cónica y una escalera de 154 escalones. Su linterna alcanza más de 50 km, y es uno de los puntos de referencia marítima más antiguos de esta costa atlántica. De día, un barco puede observarlo hasta una distancia de 35 km.

#### Bosque Peralta Ramos
El Bosque Peralta Ramos es un bosque de 400 hectáreas con árboles de eucaliptus, pinos, álamos y sauces se encuentra ubicado lindante al Barrio Alfar que lo separa diez cuadras de las playas de ese barrio y que da nacimiento a las playas del sur.
La descendencia del fundador de la ciudad lo lotearon y en las siguientes décadas se crea un barrio residencial del mismo nombre, único por su topografía y características botánicas. Sus principales calles están pavimentadas y su edificación está principalmente compuesta por chalets vacacionales.
En los últimos años han surgido varios emprendimientos como casa de té, hosterías, una heladería y cabañas que ofrecen sus servicios al turismo.

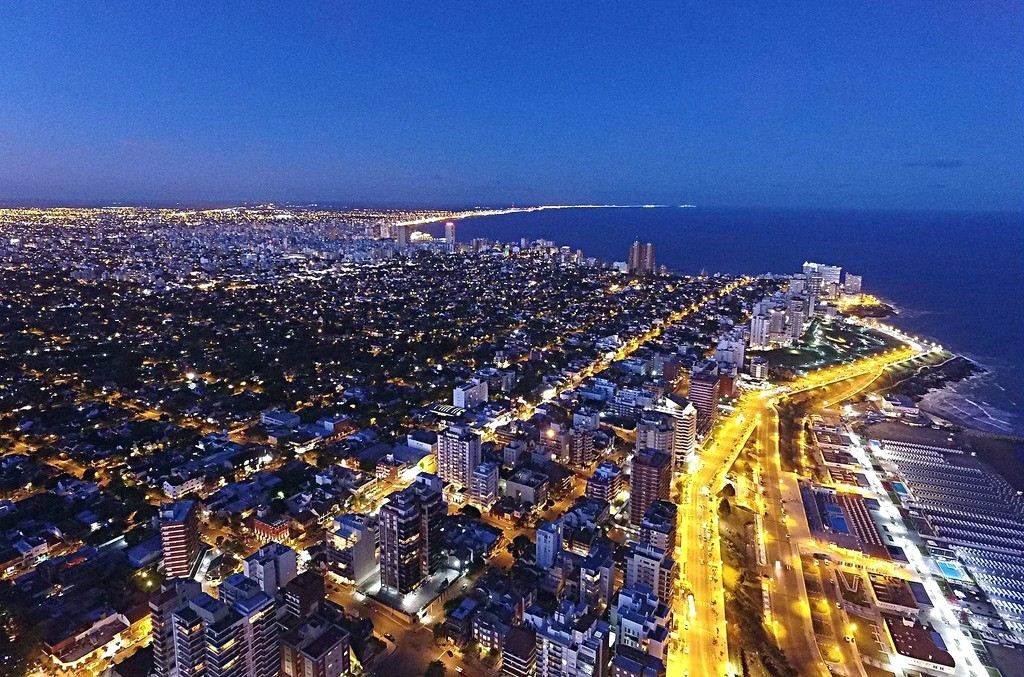
La ciudad, vista nocturna desde lo alto hacia el norte.

#### Ferias
Mar del Plata cuenta con diferentes ferias y mercados ubicados en distintos puntos de la ciudad. Quizás la más popular por su preferente ubicación geográfica sea la «Diagonal de los Artesanos» sobre la Diagonal Pueyrredon, en pleno centro de la ciudad, a media cuadra del Teatro Colón y a una de la Catedral.
El tradicional Mercado de Pulgas y Feria de Antigüedades ubicada en la Plaza Rocha sobre las calles 20 de Septiembre y avenida Luro; a la que se suma en el mismo sitio la «Feria Verde Agroecológica» organizada por el Instituto Nacional de Tecnología Agropecuaria, la Universidad Nacional de Mar del Plata y el Ministerio de Desarrollo de la Nación.

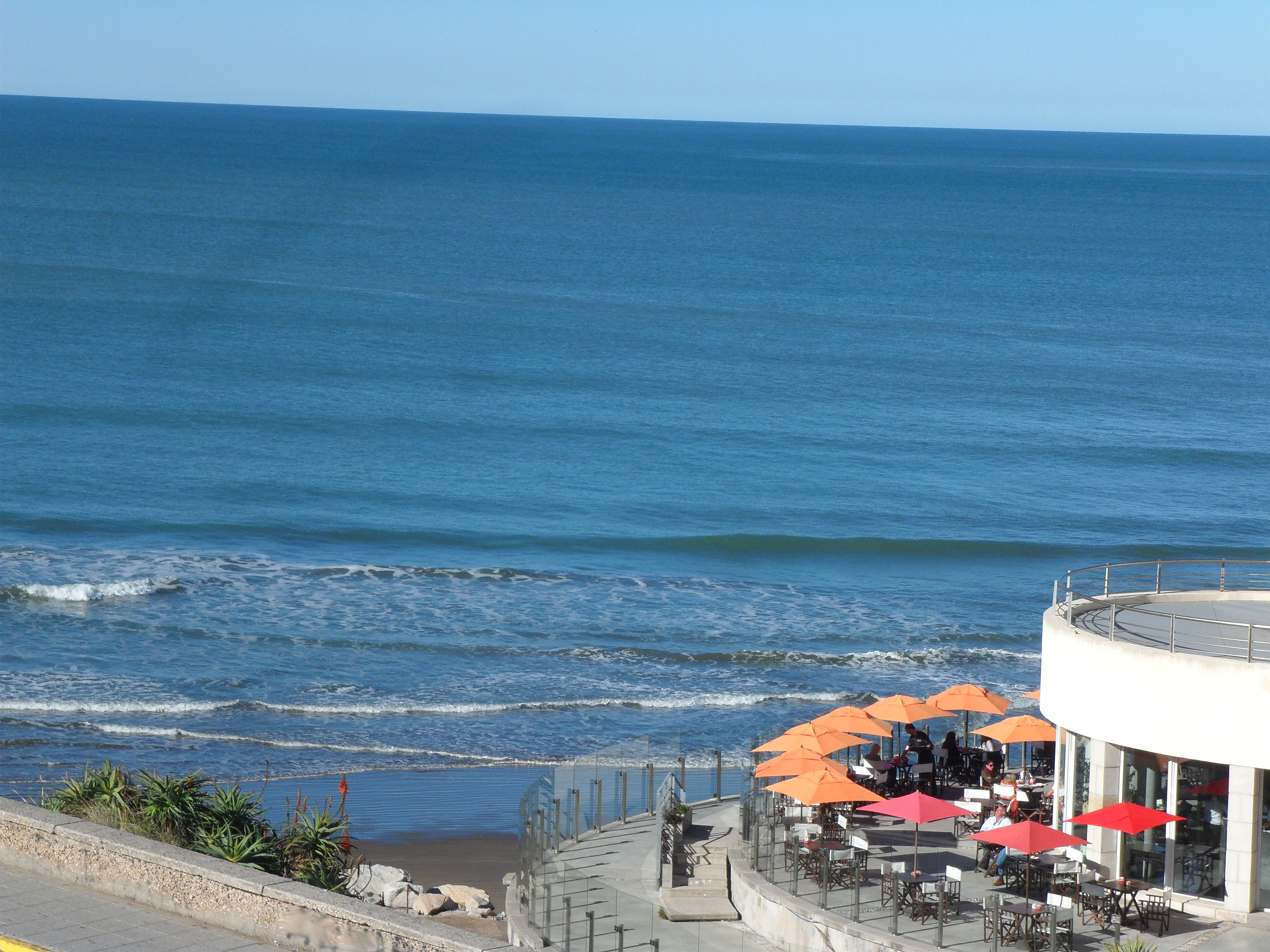
El mar desde Playa Grande.

Dos de las más reconocidas ferias de la ciudad se encuentran estratégicamente ubicadas sobre la costa en la zona de Varese, paseo Galíndez, y otra sobre la Rambla Casino; ambas con las mismas características de exposición y venta de artesanías y manualidades de todo tipo. En el centro de la ciudad, en la Plaza San Martín, se realiza todas las vacaciones de invierno la Feria de las Colectividades, donde se venden distintas comidas y se realizan espectáculos sobre cada uno de los países que ese año organizan la feria. Sobre Parque Camet se encuentra la Feria Artesanal de los Mayores en la que se exponen y venden productos en un recinto típico de principios de siglo, construido en madera.

### Vida nocturna
La ciudad de Mar del Plata cuenta con una amplia variedad de discotecas ubicadas principalmente por zonas:
- Playa Grande: abarca el Boulevard Marítimo y varias cuadras de las calles Alem e Irigoyen. Esta zona es conocida por la abundante cantidad de bares, pubs, restós, restaurantes y discotecas.
- Avenida Constitución: allí, se encontraban las grandes discotecas de la ciudad, hoy por hoy es uno de los epicentros de muchos bares y pubs cerveceros.
- Centro: la ciudad cuenta con numerosos bares, pubs y concert-bars en el centro de la ciudad, en la costa y en los alrededores.
- Paseo Güemes: constituye uno de los paseos más elegidos por turistas y marplatenses por sus negocios, cafés y restaurantes. A su vez, durante los últimos años han proliferado, en las calles paralelas a Güemes, gran cantidad de cervecerías y bares.

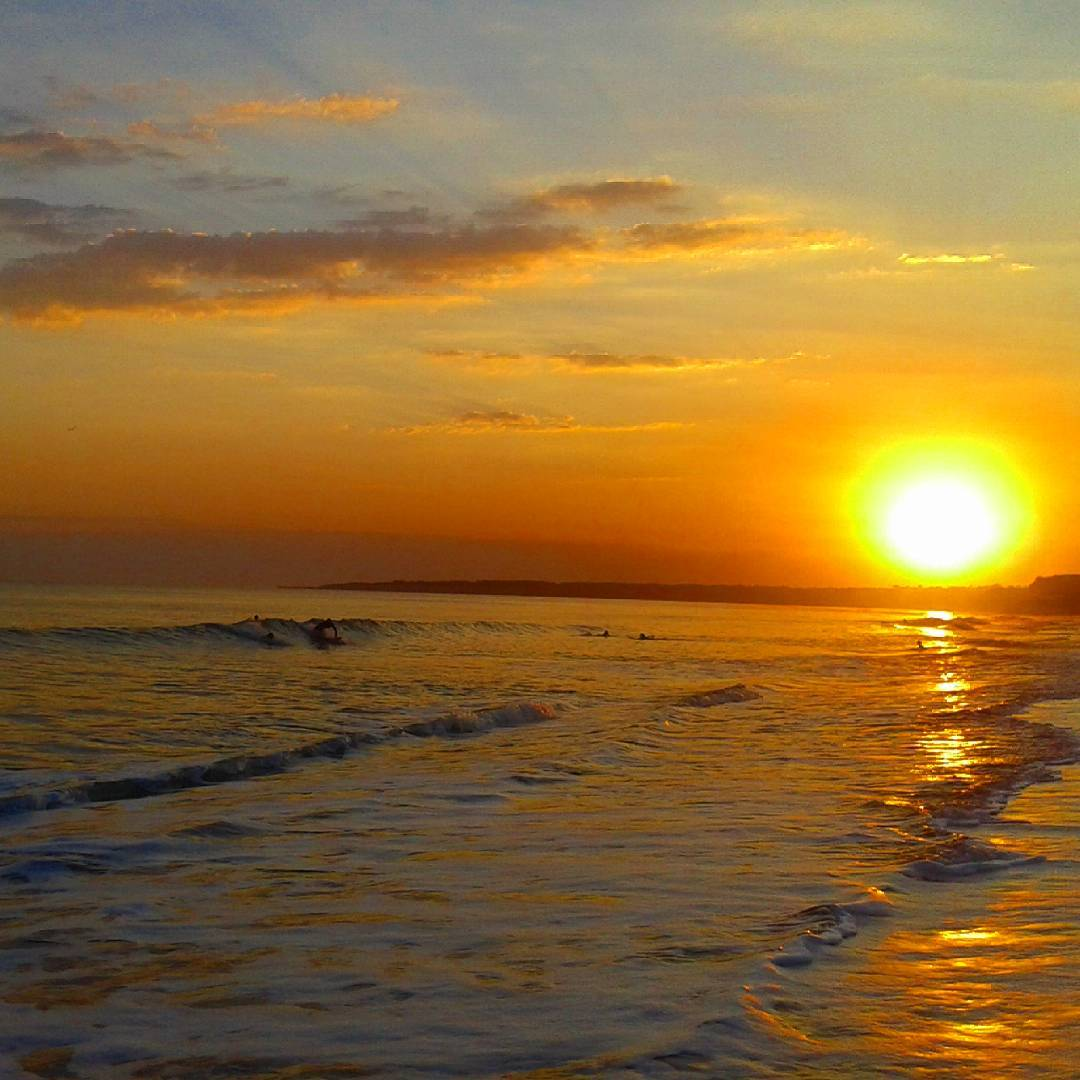
Atardecer de verano en las Playas del Sur

## Transportes

### Accesos y autopistas

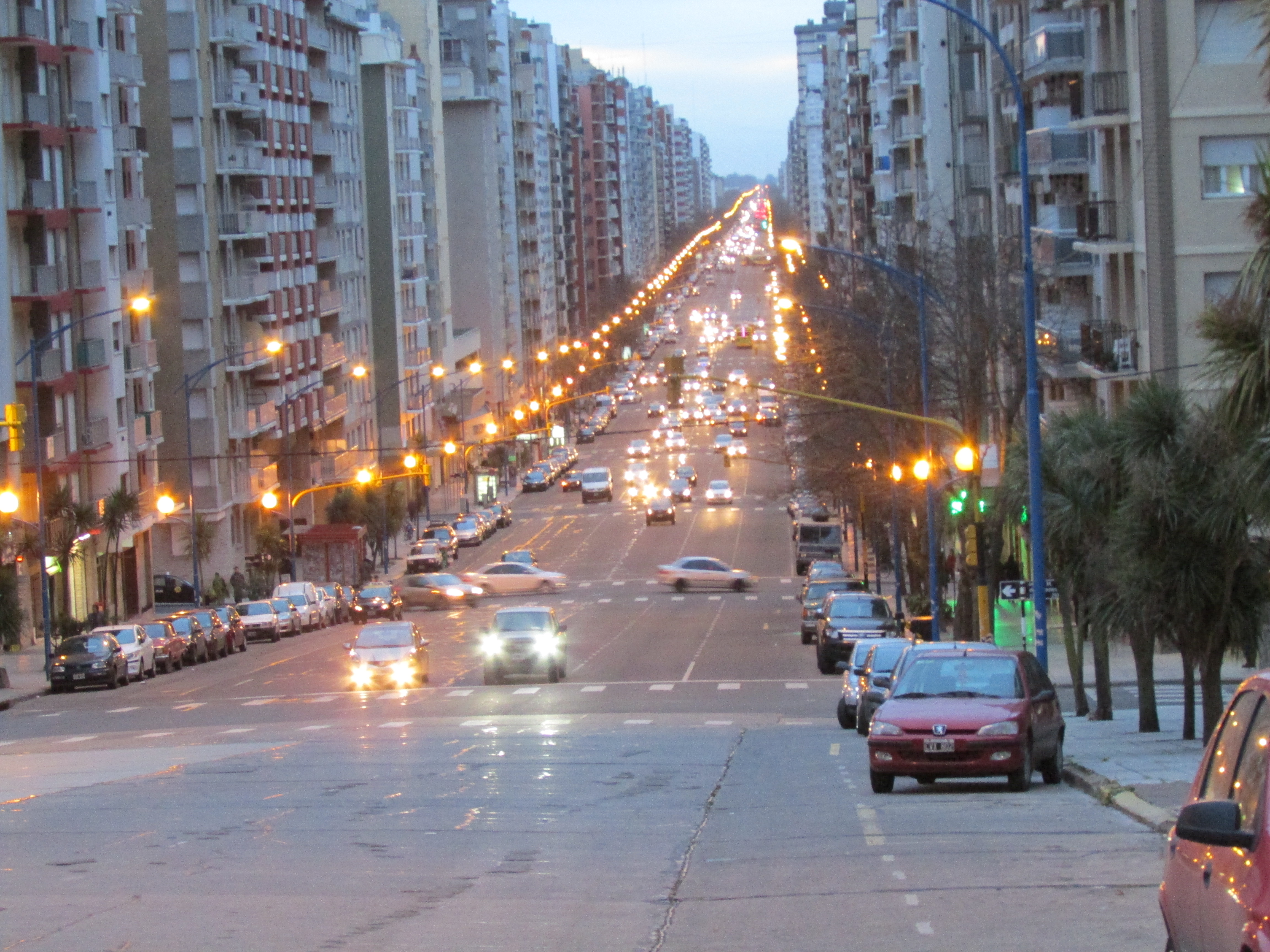
Avenida Colón en Mar del Plata al atardecer.

Mar del Plata goza de una buena conexión con la red de autovías, rutas nacionales y provinciales que la unen con las principales ciudades bonaerenses y del país.
Las principales rutas que conectan a la ciudad con el resto del país son las rutas provinciales AU2 que la une con la capital del país, la RN226 que la conecta con Balcarce, Tandil y el norte y noroeste del país y la RP88 que la une con Necochea.
La RP11 atraviesa la ciudad de norte a sur bordeando las costas del océano Atlántico, lo que genera gran tránsito en la temporada estival y en Semana Santa. La ciudad no cuenta con servicios marítimos de pasajeros regulares pero si cuenta con arribos de cruceros turísticos de diferentes parte del mundo. El puerto está equipado con una dársena de pasajeros y servicio de Aduana.
Accesos principales a la Ciudad de Mar del Plata
| Identificador | Denominación | Itinerario |
| ------------- | ------------ | --- |
| RN226         | RN 226       | Olavarría- Azul - Tandil - Balcarce - Sierra de los Padres - Av. Pedro Luro                                                                                         |
| RP2           | RP 2         | Buenos Aires - Chascomús - Dolores- Maipú - Aeropuerto Internacional - Av. Monseñor Zabala - Av. Champagnat                                                         |
| RP11          | RP 11        | San Clemente - Santa Teresita - Mar de Ajó - Pinamar - Villa Gesell - Santa Clara - Av. Félix U. Camet - Bv. Marítimo Peralta Ramos - Av. Martínez de Hoz - Miramar |
| RP88          | RP 88        | Necochea - Miramar - Av. del Centenario - Av. Champagnat |

### Transporte urbano
Para acceder al listado de recorridos de las diversas líneas de colectivo de la ciudad, véase Líneas de colectivo de Mar del Plata.
La ciudad cuenta con 32 líneas de colectivos urbanos e interurbanos (29 de concesión municipal y 3 de concesión provincial) cuyo recorrido se circunscribe dentro de los límites de la ciudad y alrededores. La flota de ómnibus dentro de la ciudad era de 430 coches en el año 2013.

#### Ómnibus - Ferroviario

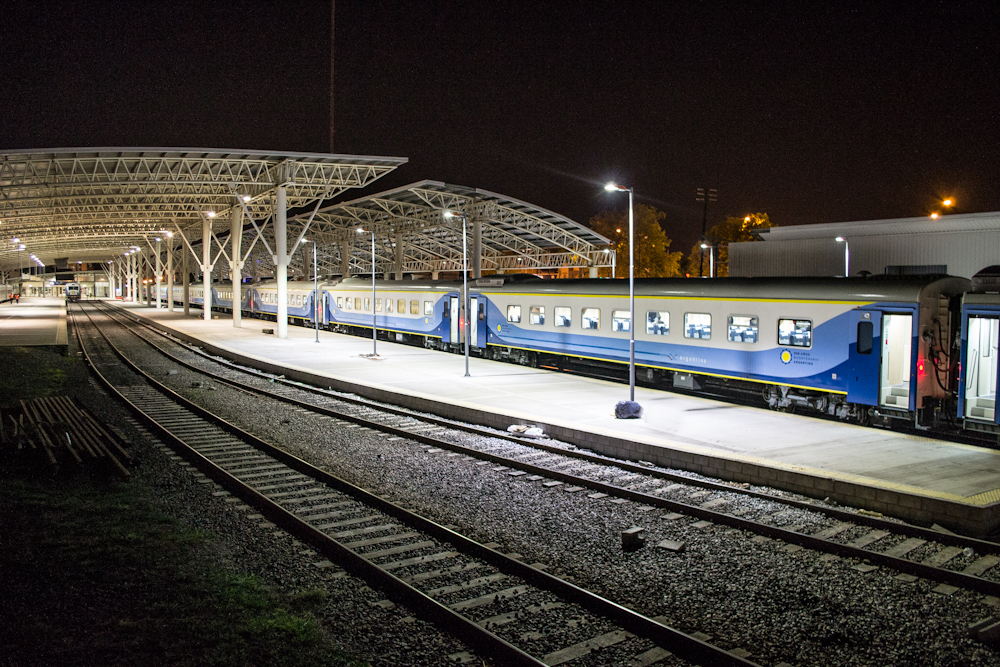
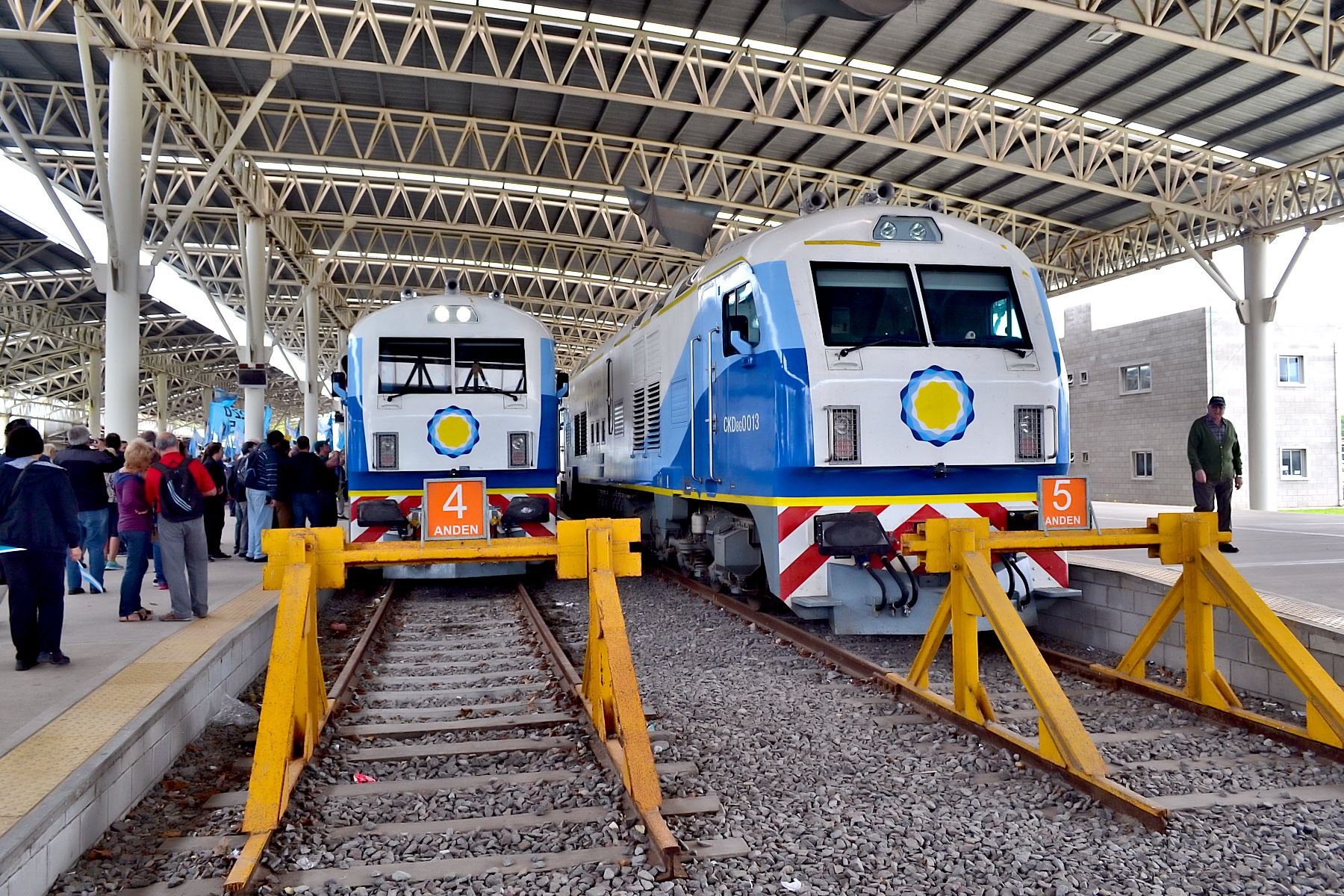

Arriban y parten de la estación terminal de ómnibus de pasajeros diferentes servicios de transporte público de pasajeros de larga distancia. La mencionada terminal de ómnibus fue mudada en el año 2009 del antiguo edificio de Las Heras y Alberti a uno moderno ubicado en Luro y Jara próximo a la estación ferroviaria. Desde esta estación ferroviaria parten trenes con destino a la Estación Constitución operados por la empresa estatal Trenes Argentinos. En diciembre de 2009 la presidenta Cristina Fernández Kirchner inauguró la nueva Terminal Ferroautomotora de Mar del Plata, como parte de los festejos del «Bicentenario». La nueva terminal fue rebautizada con el nombre de «Eva Perón».El servicio especial Constitución-Mar del Plata, con los nuevos trenes Talgo IV entró en operaciones el 29 de julio de 2011.

### Aeropuerto
La ciudad cuenta con el Aeropuerto Internacional Astor Piazzolla, MDQ en el código de IATA. Está ubicado en Parque Camet y desde él parten y arriban vuelos de las empresas Aerolíneas Argentinas, Austral, LADE y Andes, que la conectan con el Aeroparque Jorge Newbery de la ciudad de Buenos Aires y los aeropuertos de Bahía Blanca, Rosario, Córdoba, Tucumán, Mendoza y varias localidades patagónicas. El principal acceso al aeropuerto es desde la AU2 que une a Mar del Plata con Buenos Aires. La rotonda de acceso se ubica apenas a 2000 m de la rotonda de la avenida Constitución, a unos 9 km del centro de la ciudad.

## Cultura

### Organismos musicales
- Banda Sinfónica Municipal: Sus inicios datan de fines del 1800. En 1919, la Banda llamada "General Pueyrredon", bajo la batuta del Maestro Domingo Sclocco, es municipalizada por el Intendente Municipal Luciano Arrué.

- Orquesta Sinfónica Municipal: Se reconoce sus orígenes en la Asociación Gremial de Músicos de la ciudad y su primer concierto se realizó en el Teatro Odeón el día 22 de noviembre de 1945, bajo la dirección del Maestro Néstor Romano. La municipalización de la Orquesta se efectuó el 1.º de octubre de 1948, por Ordenanza 381 y promulgada por Decreto 395/48.

- Orquesta Municipal de Tango: Por decreto 1711/97, se establece su constitución desde 1997. Su primera aparición oficial se llevó a cabo en el Teatro Municipal Colón el día 9 de julio de 1997, y a partir de entonces su actividad ha sido ininterrumpida.

### Festivales

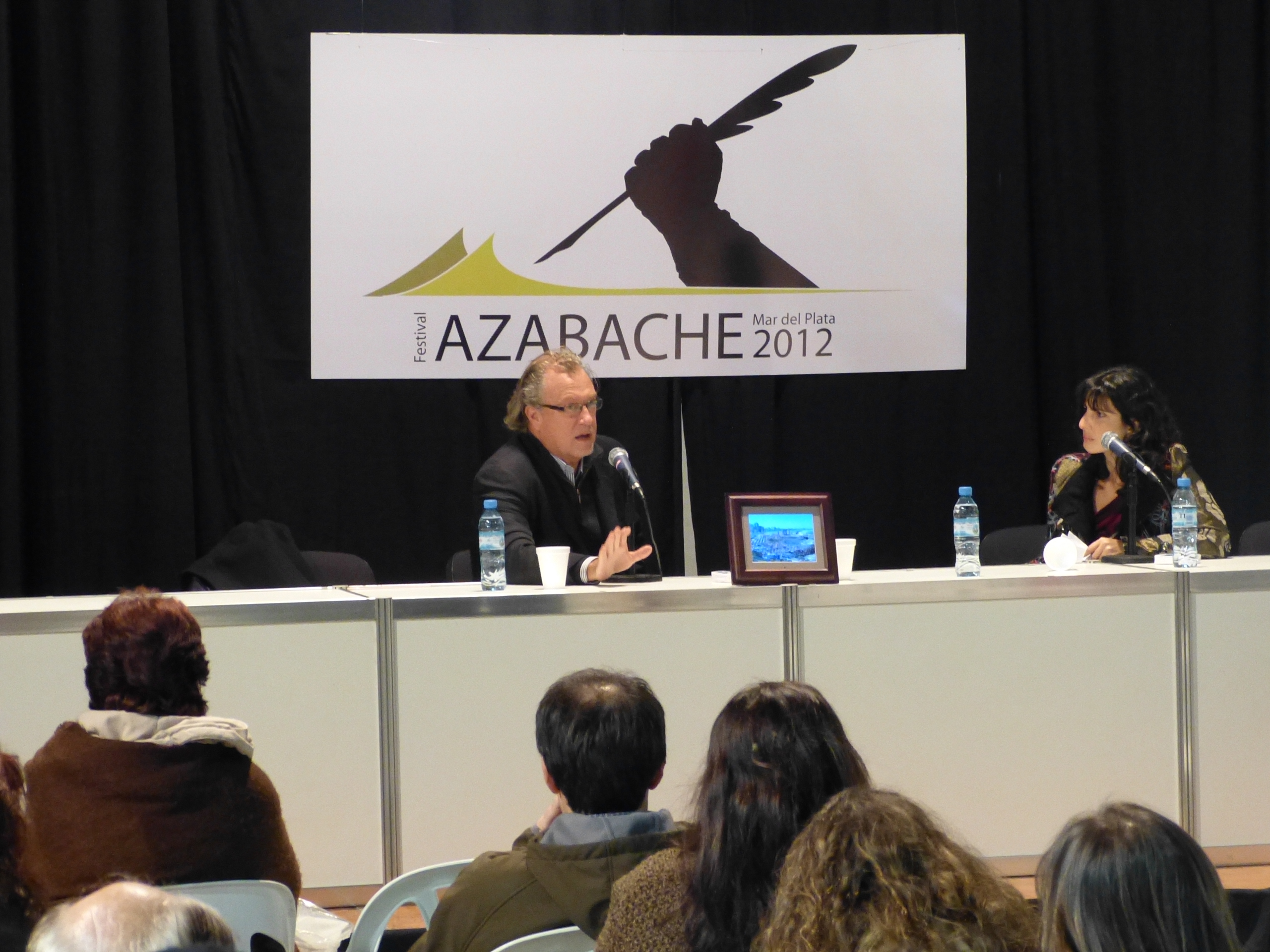
Los autores Jon Lee Anderson y Josefina Licitra en el Festival Azabache de Literatura 2012.

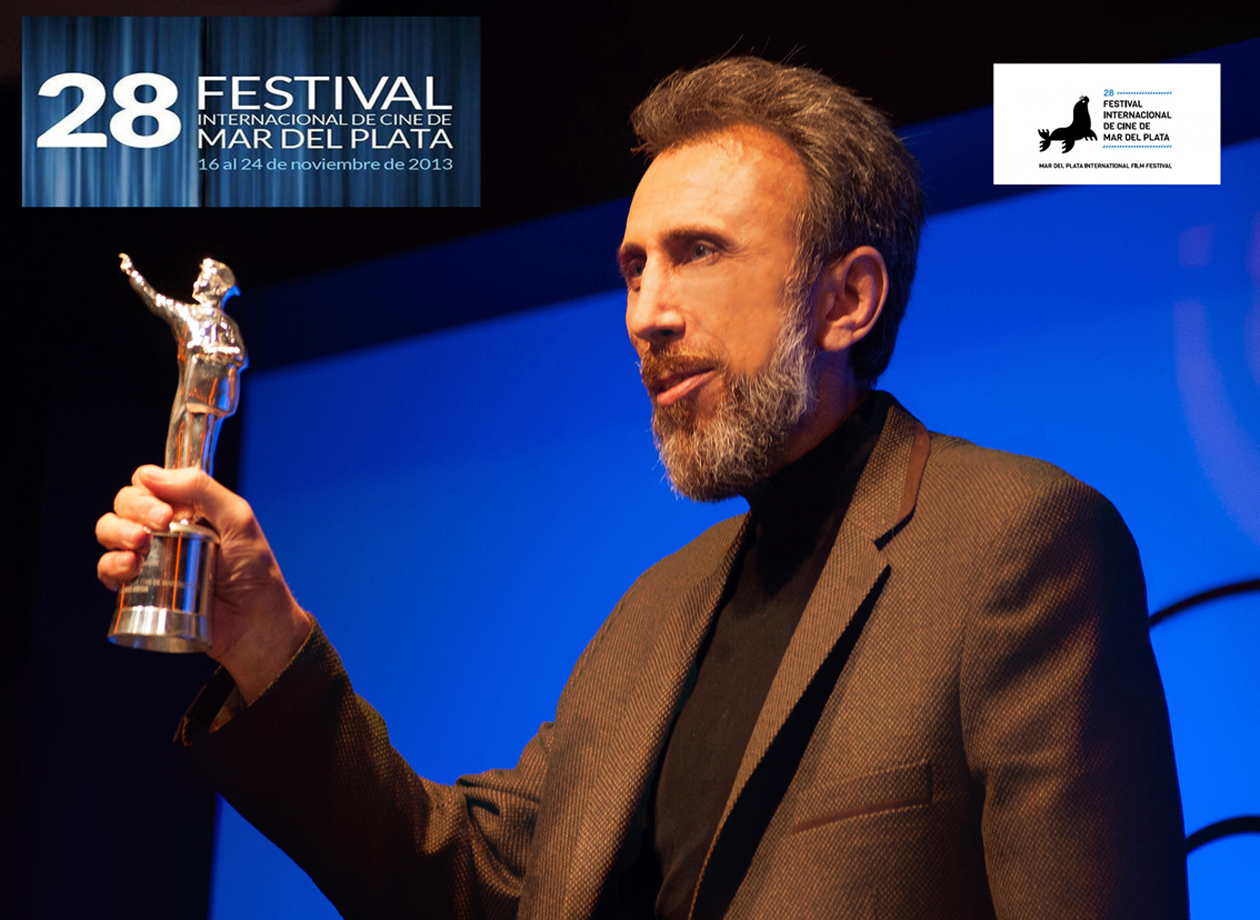
El director de películas, guionista y productor de cine iraní Hossein Shahabi en el Festival de cine de Mar del Plata.

- La Fiesta Nacional del Mar: de carácter anual. Se hace la elección de la Reina Nacional del Mar y sus princesas, y da inauguración a la temporada estival.
- Fiesta Nacional de los Pescadores: de carácter anual, se pueden degustar platos típicos con pescados y frutos del mar, realizados por los mismos pescadores de la ciudad.
- Fiesta Nacional Semana Fallera Marplatense: se lleva a cabo en marzo de cada año, y culmina con la quema de la falla construida a la usanza valenciana.
- Festival Internacional de Cine de Mar del Plata es un prestigioso festival de cine internacional que se realiza todos los años en la ciudad de Mar del Plata (Argentina). El festival de Mar del Plata es un festival de categoría "A" reconocido por la Federación Internacional de Asociaciones de Productores Cinematográficos (FIAPF) junto con los festivales como Cannes, Berlín, Venecia o San Sebastián entre muchos otros (ver el enlace a la FIAPF para la lista completa).[119]
- Festival Internacional de Cine Independiente (MARFICI) es el festival de origen privado más grande del país y uno de los principales a nivel latinoamericano.[120]
- Entrega de Premios Estrella de Mar, dedicados a galardonar los mejores espectáculos que cada temporada veraniega se dan cita en la ciudad.
- Mar del Plata Moda Show consiste en desfiles de moda de conocidos diseñadores y marcas de ropa locales.
- Festival Nacional de Percusión: organizado por el músico Sergio Mileo en la ciudad de Mar del Plata, declarado de Interés Turístico y Cultural Provincial.
- Festival Gastronómico de Mar del Plata, llevado a cabo en la Plaza del Agua de la ciudad. Organizado por la Asociación Empresaria Hotelera Gastronómica de Mar del Plata y Zona de Influencia con el auspicio de la Federación Empresaria Hotelera Gastronómica de la República Argentina, el Festival es declarado de Interés Turístico por el Ente Municipal de Turismo de Mar del Plata (EMTUR), la Secretaría de Turismo y Deporte del Gobierno de la Provincia de Buenos Aires y la Secretaría de Turismo de la Nación.
- Festival Tango Fusión: Astor Piazzolla creado en 2005 en el marco de la Cumbre de las Américas la Secretaría de Cultura del Partido de General Pueyrredón con el objeto de difundir y estimular la creación de aquellos artistas que tengan dentro de su repertorio obras del músico marplatense.
- Caravana de la Primavera llevada a cabo desde 1961 el domingo posterior al 21 de septiembre, aunque sujeta a cambios de acuerdo con el clima. La multitudinaria e histórica caravana es organizada por el Centro Juvenil Católico Pequeño Mundo de la Obra Don Orione.
- Feria del Libro de Mar del Plata, Puerto de Lectura»: organizado desde 2005 por la Municipalidad del Partido de General Pueyrredón, a través de la Secretaría de Cultura, la Universidad Nacional de Mar del Plata, el Instituto Movilizador de Fondos Cooperativos y la Cámara de Libreros del Sureste de la Provincia de Buenos Aires; con el objeto de difundir la cultura y el acceso a la lectura, además del desarrollo de industrias locales y promocionar autores locales. En el marco del Festival se entrega también el «Premio Municipal de Literatura» Osvaldo Soriano.
- Feria de las Colectividades: convoca a centros y asociaciones pertenecientes a las diferentes colectividades residentes en la ciudad. Cada una de ellas nos invita a conocer su cultura, historia y comidas típicas, además de brindar espectáculos de danzas, música, documentales y charlas debate informativas.
- Expo La Boda: expolaboda es una exposición orientada a brindar información para la realización de eventos sociales y empresariales, durante la cual se realizan importantes desfiles.
- Trimarchi DG: encuentro internacional de diseño gráfico y artes gráficas. Se realiza año tras año en octubre.Cuenta con diseñadores, artistas, docentes y profesores destacados de todo el mundo.
- Salto Luz: Desde 2009 es un espacio de formación y divulgación de la Fotografía Contemporánea que cuenta con múltiples actividades culturales en donde se nuclean referentes del arte de distintas partes del país.
- SAC MdP: Semana del Arte Contemporáneo en Mar del Plata, 7 días de arte contemporáneo en la ciudad.
- Festival de Jazz en abril: contando con músicos destacados de todo el mundo, y habiéndose realizado durante el 2009 su edición número XXI.
- Festival Azabache de Literatura Policial y Negra se trata del mayor festival de dicho género literario en América Latina. Se inició en 2011 y en su segunda edición realizada en 2012 convocó a más de 15 000 personas, además de contar con la participación de autores como Jon Lee Anderson, Bernard Minier, Andreu Martín, Carlos Salem, Josefina Licitra, Juan Sasturain, Gustavo Nielsen, Leonardo Oyola, Claudia Piñeiro, Jorge Fernández Díaz, Federico Andahazi, Vicente Battista, Guillermo Orsi, etc.

Forma parte de su programa el Concurso Internacional de Novela Negra, en cuya primera edición se impuso Horacio Convertini con La Soledad del Mal. El libro fue publicado en septiembre de 2012 en la Argentina. Los escritores marplatenses Javier Chiabrando y Fernando del Río forman parte de la dirección del Festival.
- Congreso Callejero por la PAZ que se realiza todos los años en el mes de octubre, en el complejo de la Vieja Usina del Puerto.
- Festival Internacional de Poesía del Atlántico, festival de poesía único en la ciudad. Se inició en 2013 y su segunda edición de 2014 convocó a más de 210 poetas y poetizas de la Argentina, Uruguay, México, Irán, Chile, Perú y Cuba. Parte del Movimiento Poético Mundial.[121]
- La Prosa Mutante es un ciclo de experiencias literarias y colectivo de artistas que desde enero de 2013 es punto de encuentro para artistas de todas las disciplinas creado por el artista marplatense Nicolás Alcetegaray. El evento se organiza todos los jueves de 20 en adelante en Piano Bar (Moreno 3359). Posee un formato de varietés culturales que muta todas las semanas con distintas consignas y espectáculos que le han permito a más de 100 artistas locales, nacionales e internacionales mostrar sus producciones artísticas.[122]

### Personalidades de la ciudad
Mar del Plata es cuna de artistas, tanto en el ámbito de la música como de la literatura, el cine y la televisión. También ofrece una gran cantidad de salas cinematográficas y una amplia gama de espectáculos teatrales que alcanzan su máximo número durante el verano; durante el invierno, es el circuito teatral independiente el que pervive con diversos estrenos y una constante de público, proveniente de la misma ciudad, que cuenta con diversos centros de formación de actores y de docencia en teatro.

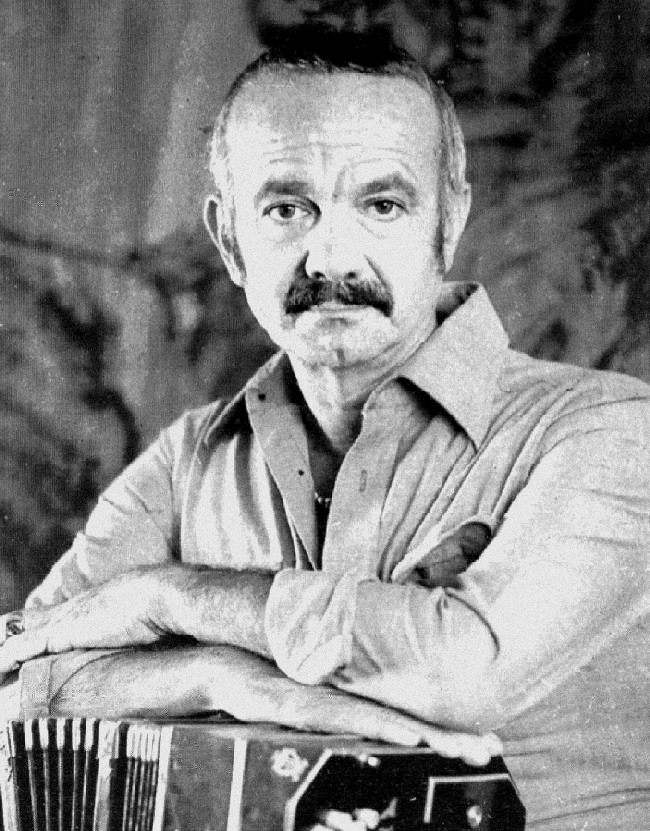
Astor Piazzolla, músico marplatense.

El músico Astor Piazzolla es uno de los pilares de la música, no solo en la ciudad, sino en el país. Comienza su carrera como bandoneonista de Aníbal Troilo. Llegó a conocer personalmente a Carlos Gardel en 1935 y participar en el filme «El día que me quieras».
Fue un artista muy criticado dentro de su ambiente, su música era determinantemente particular, mezclando el jazz y el tango y algo de música clásica. No era un tanguero con el perfil del mismo, chocaba con la comunidad del tango por sus actitudes, su forma de vestir y de tocar el bandoneón. Fue lo que muchos llamaron luego un revolucionario del tango, tal es así que en algún momento Osvaldo Pugliese confiesa que Piazzolla «nos obligó a estudiar a todos de vuelta».
Dentro del ámbito de la literatura, Osvaldo Soriano nació en esta ciudad, quien comenzó trabajando como periodista hasta la publicación de «Triste, solitario y final» en 1973. Debió exiliarse en Europa por el proceso militar argentino y logrando su regreso en 1984 con la vuelta a la democracia se volvió el alma del periódico Página 12 como cofundador del diario. Algunas de sus obras fueron llevadas a las pantallas del cine, tales como «No habrá más penas ni olvido» (1983) de la mano del director Héctor Olivera, con la que gana el Oso de Plata; «Una sombra ya pronto serás» (1990) y «Cuarteles de Invierno», adaptada al cine dos veces.
Otras personalidades argentinas nacidas en esta ciudad, tanto de ayer como de hoy son la cantante Chenoa, el pianista Manuel Rego, el periodista Jorge Lanata, la cantante Nacha Guevara, entre otros.
Músicos y bandas contemporáneas reconocidas en todo el país también tienen origen en esta ciudad como Juan Eduardo (cantante y compositor de éxito en la década de 1970 principalmente, con el dúo Juan y Juan), Flavio Cianciarulo (exmiembro de la banda Fabulosos Cadillacs), Científicos del palo, Los Súper Ratones, Los Tipitos, Los Descarrilados, Dios los Cría, Alto Camet y Ligeia Circus.

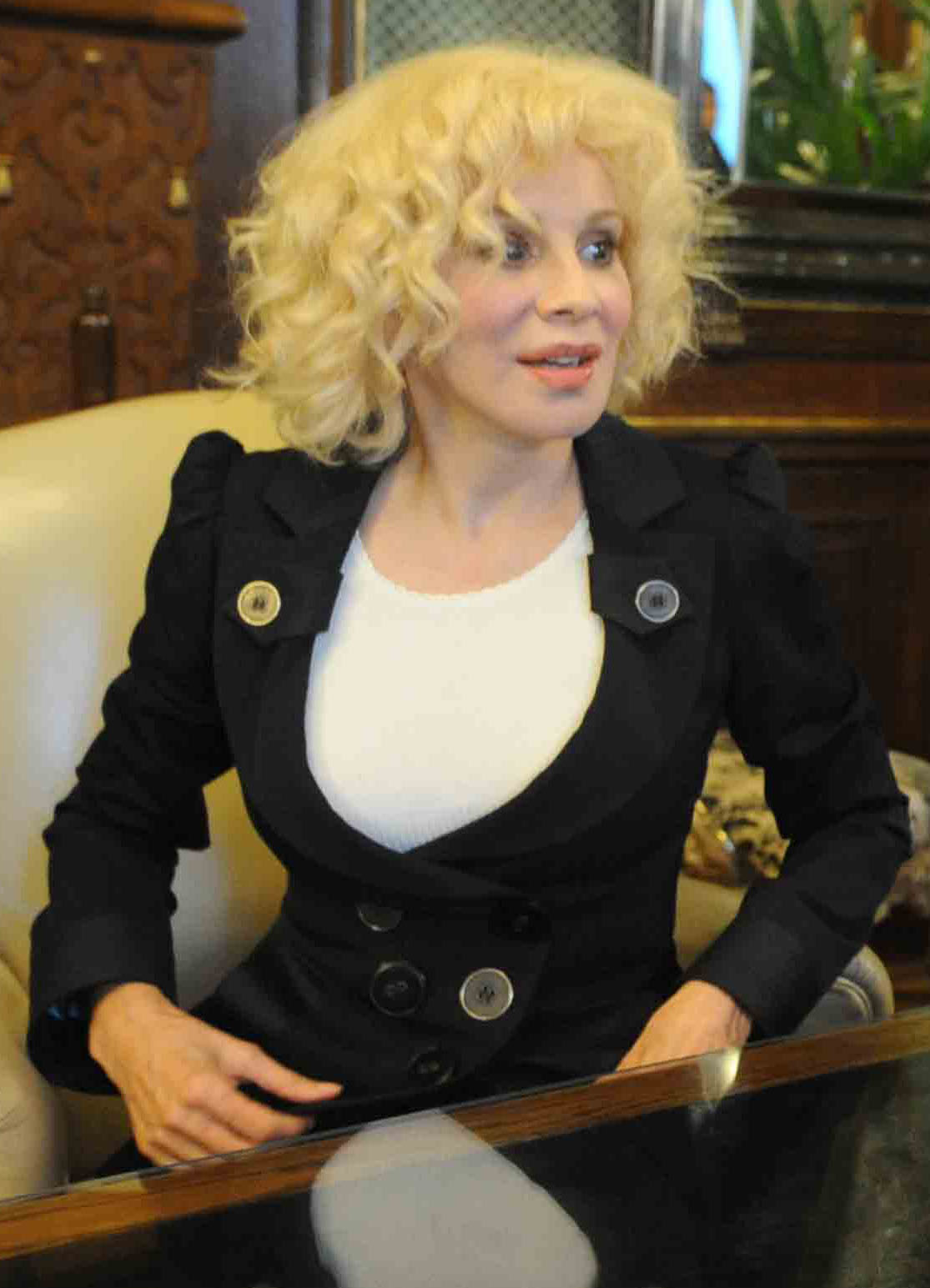
Nacha Guevara.

Mar del Plata también cuenta con grandes personalidades del deporte como el tenista Guillermo Vilas, que nacido en la capital argentina, vivió en Mar del Plata desde pequeño, aprendiendo allí a jugar tenis. En 2012 y por iniciativa del periodista Eduardo Puppo, se inauguró una estatua de Vilas que engalana los jardines del Club Náutico de Mar del Plata, lugar que lo vio hacer sus primeros pasos en el deporte. Además, destacan el tenista Horacio Zeballos, los hermanos Juan Curuchet y Gabriel Curuchet, el remero Cristian Rosso, el tirador campeón mundial y medallista olímpico Carlos Enrique Díaz Sáenz Valiente, el piloto Christian Ledesma, el siete veces campeón mundial de pelota vasca Juan Miró, la jugadora de hockey sobre césped Inés Arrondo, el jugador de vóley Martín Conde, la patinadora Nora Vega, los futbolistas Emiliano Dibu Martínez, Juan Esnáider, Germán Burgos, Fabián Cubero, Emiliano Buendía, Lucas Martínez Quarta, Walter Erviti, Matías Vuoso y José María Minella y los basquetbolistas y miembros de la selección nacional Marcos Mata, Selem Safar y Patricio Garino.

### Equipamientos culturales

#### Museos

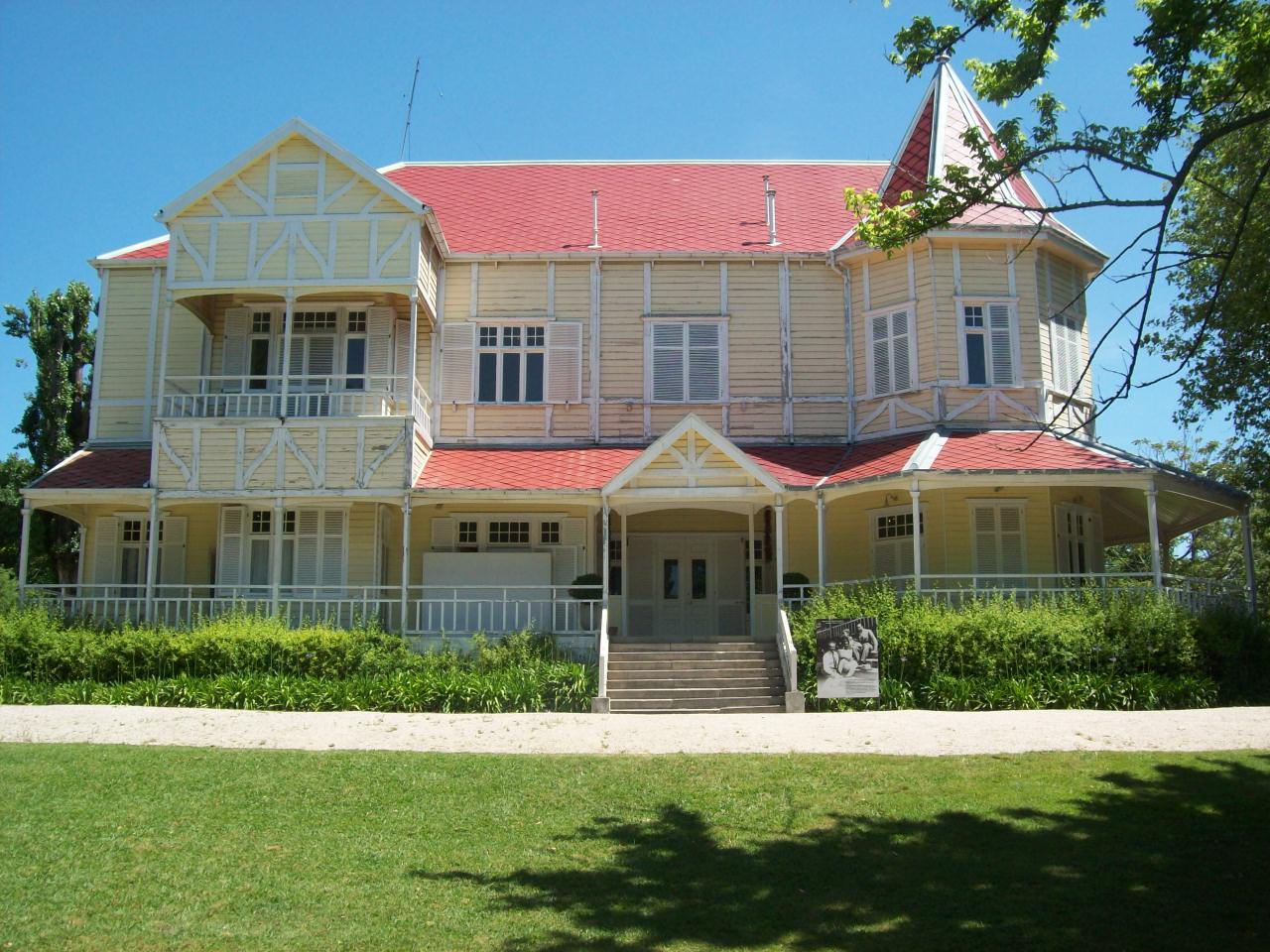
Villa Victoria.

|  | - Museo Histórico Municipal Don Roberto T. Barili cuenta con muestras permanentes de Mar del Plata y su evolución urbana y social - «Centro Cultural Victoria Ocampo. Villa Victoria está instalado en la antigua casa perteneciente a la poeta Victoria Ocampo fue convertida en un lugar de puertas abiertas para escritores nacionales y del extranjero. - Museo Arqueológico Guillermo Magrassi. - Museo Casa Bruzzone |  | - Museo MAR de Arte Contemporáneo - Museo de la Fuerza de Submarinos cuenta con un archivo de imágenes de la construcción de la Base Naval, así como de maquetas y piezas de la misma. - Museo de las Comunicaciones dispone de exposiciones de objetos relacionados con la historia de la comunicación: télex, telégrafo, fono postal, buzones, guías telefónicas y material fotográfico. - Museo Malvinas Argentinas se encuentra una exposición de material relacionado con la guerra de las Malvinas. - Museo del Hombre del Puerto |  | - Museo del Mar cuenta con una colección de 30 000 caracoles. El museo surge a partir de la idea de brindar una obra dedicada al avance del conocimiento del océano. El Museo está cerrado al público desde septiembre de 2012. - Museo Municipal de Arte Juan Carlos Castagnino cuenta con una colección de 450 obras plásticas de artistas nacionales marplatenses, pinturas, dibujo, grabado, fotografía y escultura. - Museo Naval - Museo Municipal José Hernández |

- Museo Histórico Municipal Don Roberto T. Barili

Ubicado en la calle Lamadrid 3870; cuenta con muestras permanentes: Mar del Plata y su evolución urbana y social 1856/1950; Del Arcón a Villa Mitre; Arte e Industria en la Prehistoria; Exposición de material bibliográfico; El Rincón de Alfonsina. Este museo está conformado por aportes de familias propias de la ciudad intentando salvaguardar la identidad local. Asimismo cuenta con actividades educativas, tales como visitas guiadas, actividades culturales, exposiciones fotográficas, charlas, cursos y conferencias.

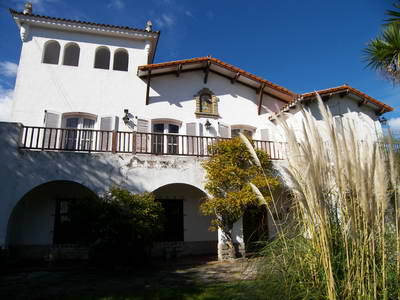
Museo Histórico Municipal Don Roberto Barili.

El archivo de este museo cuenta con documentación desde las épocas de la fundación de la ciudad hasta la actualidad. El acervo documental está constituido por los siguientes fondos: Municipalidad del Partido de General Pueyrredón (contiene expedientes desde 1880 hasta la actualidad), Juzgado de Paz (formado por expedientes desde 1884 en adelante, Fondo del Departamento Judicial de Mar del Plata (provenientes del fuero Civil y Comercial desde 1955 hasta 1991), Fuero Penal (de 1955 hasta 1980), Fuero de Menores (desde 1955 a 1970), Fuero Laboral (de 1950 a 1955), Secretaría de Educación del Partido General Pueyrredón (informes estadísticos desde 1910 a 1930) y Colección-Archivo privado de Félix de Ayesa.
La biblioteca cuenta con alrededor de 2000 obras arquitectura, historia, cultura, biografías, turismo, estadísticas, geografía, educación, deportes de la ciudad; junto con trabajos de investigación de la Universidad Nacional de Mar del Plata. La mapoteca cuenta con 80 documentos especiales: planos urbanos y suburbanos desde 1874, mosaicos trazados, cartas náuticas y topográficas de las distintas estancias. La fototeca cuenta con 3300 placas de vidrio, 10 000 fotografías en papel fotográfico, 12 000 negativos flexibles y 1700 diapositivas estereoscópicas.
La casa donde se encuentra el museo fue donada en 1979 por María Delfina Astengo de Moores (sobrina de la familia Mitre) a la Municipalidad de Gral. Pueyrredón. Este museo se encuentra alojado aquí desde el 10 de febrero de 1981. Originalmente esta propiedad tenía una extensión de tres manzanas. La construcción data de 1930 y el arquitecto responsable de la misma fue Guillermo Fernández Haitze. Declarada de Interés Patrimonial por Ordenanza Nro 10075/95 del Concejo Deliberante de General Pueyrredón.
- Centro Cultural Victoria Ocampo, ubicado en la calle Matheu 1851, está instalada en la antigua casa perteneciente a la poeta Victoria Ocampo, construida para Francisca Ocampo de Ocampo. Una vez heredada por Victoria Ocampo esta casa de veraneo fue convertida en un lugar de puertas abiertas para escritores nacionales y del extranjero.

Tanto Villa Victoria como Villa Ocampo, en San Isidro, habían sido donadas en vida por su propietaria a la UNESCO. Esta organización decide rematar la casa de Mar del Plata con el objetivo de poder solventar los gastos de la vivienda de Buenos Aires, es allí cuando la Municipalidad de General Pueyrredón adquiere esta casa en subasta pública e instala allí el Centro Cultural Victoria Ocampo.
La propiedad fue declarada de Interés Patrimonial por Ordenanza N.º 10075/95 del Concejo Deliberante de General Pueyrredón.
- Museo del Mar

El «Museo del Mar» se encuentra ubicado en Avenida Colón 1114. Este museo surge como homenaje a Benjamín Sisterna, coleccionista de caracoles dedicando sus últimos 40 años de vida a esta actividad en la ciudad de Mar del Plata.
El museo, inaugurado el 22 de septiembre de 2000, cuenta con una colección de 30 000 caracoles. Originalmente el museo surge a partir de la idea de brindar una obra dedicada al avance del conocimiento del océano, posibilitando el material necesario a personas de todas las edades.
El museo no está destinado solamente a la exposición de caracoles marinos, sino que puede encontrarse además acuarios de diferentes tamaños, una sala de arte contemporáneo con exposiciones, una sala de conferencias y auditorio de usos múltiples, una biblioteca especializada, el Sea Shop Aurantium, con artesanías marinas de todo el mundo, y un café temático, Gloria Maris, cuyo nombre corresponde a la denominación científica de una de las piezas del museo preferida por su fundador.
La planta baja del museo está destinada a dar charlas a los visitantes donde se les da una introducción y explicación de todo aquello que van a ver y con lo que cuenta el Museo del Mar.

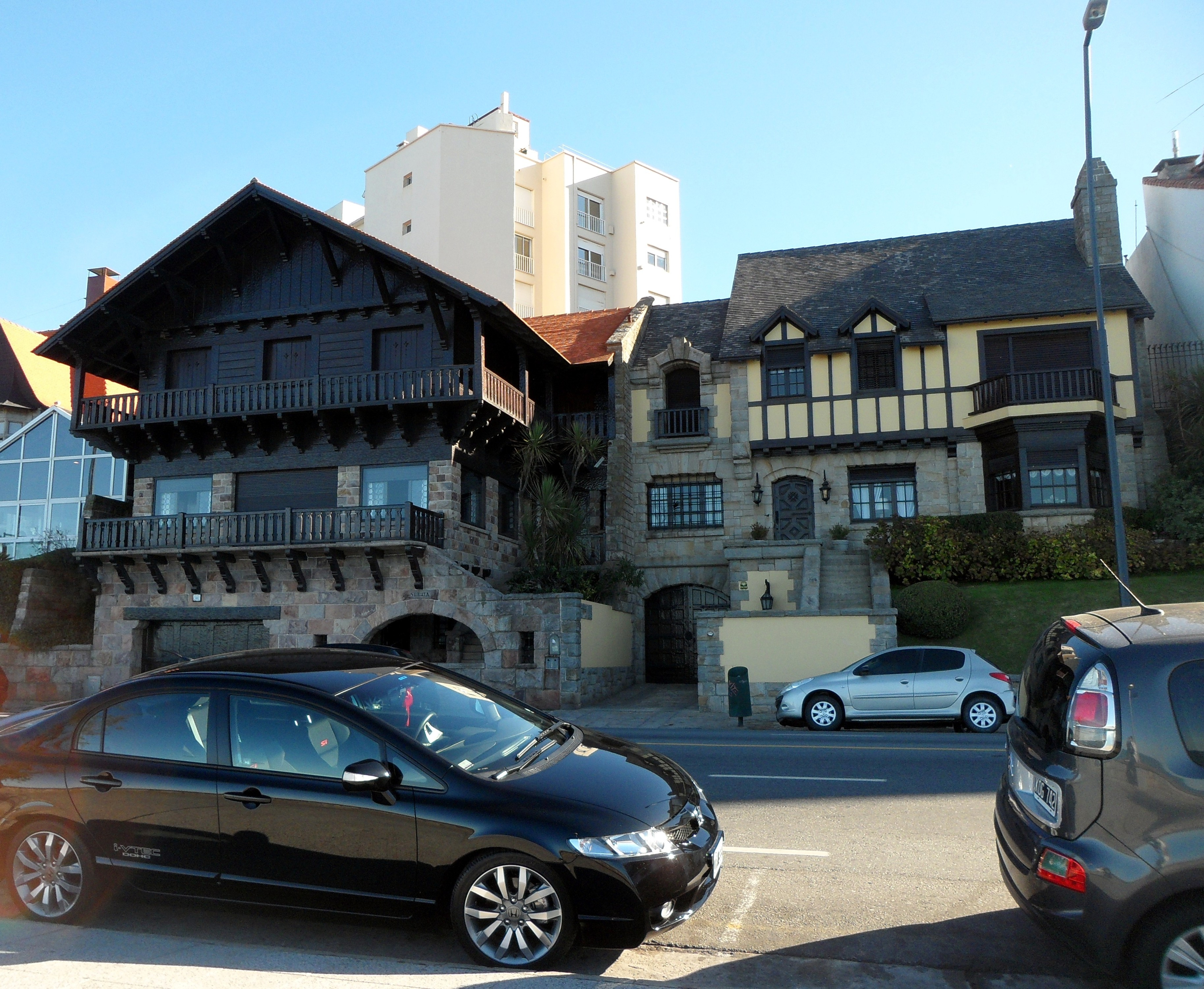
Casonas de principios del, junto con la modernidad de la época.

El Auditorio Benjamín Sisterna es utilizado para realizar permanente actividades organizadas por el museo u otras organizaciones relacionadas, donde se brindan congresos, actividades teatrales, espectáculos recreativos, musicales, cinematográficos, etc. En esta misma planta se encuentra el café Gloria Maris, que tiene la particularidad de estar rodeado por acuarios de agua salada acompañado por vitrinas de caracoles de todo el mundo.
Además, el museo mantiene exposiciones de artistas locales y regionales por medio de la difusión de sus obras en el mismo museo. Además de contar con las ya descriptas exposiciones de caracoles y una biblioteca especializada.
El Nivel de Las Rocas está ambientado con la forma de una caverna inmersa en agua, conteniendo un estanque con organismos marinos. En el Nivel El Cielo se encuentra un mirador interno por el que se pueden visualizar todas las plantas del museo; y por sobre la parte externa, en el nivel superior, se encuentra el mirador del faro desde el que se puede gozar de una visión panorámica de la ciudad.
El Museo del Mar cerró sus puertas el 24 de septiembre de 2012, luego de 12 años de ininterrumpido esfuerzo para brindar a la comunidad un lugar de divulgación de las ciencias del mar y naturales en general, y constante sostén financiero de parte de la familia fundadora del Museo.
- Museo MAR de Arte Contemporáneo

Más de 7000 m² dedicados al arte contemporáneo, el Museo de Arte Contemporáneo de Mar del Plata es una de las obras de patrimonio cultural más importantes que se ha construido en Argentina. Por primera vez un organismo estatal inaugura más de 7000 m² dedicados al arte contemporáneo, un museo planificado y pensado como tal desde su inicio. Concursado y construido en solo tres años. Ubicado a metros de Parque Luro, frente al mar, este nuevo edificio de museo es el más moderno del país. Una imponente construcción de 7000 m² en un predio de 2 hectáreas que fue realizado a partir de un Concurso Nacional de Anteproyectos. Este museo será sede de muestras temporales de artistas nacionales e internacionales de distintas disciplinas y pondrá énfasis en sus actividades de extensión y formación educativas, en asociación con otras instituciones.
- Museo Municipal de Arte «Juan Carlos Castagnino»

El «Museo Municipal de Arte Juan Carlos Castagnino está ubicado en Avenida Colón 1189. La Residencia Ortiz Basualdo es Declarada de interés patrimonial por Ordenanza Nro. 10075/95 del Concejo Deliberante de General Pueyrredón.
El museo se encuentra en la Villa Ortiz Basualdo y comienza a funcionar desde el 9 de julio de 1980. Anteriormente, el museo funcionaba en el Edificio del Correo Central en el séptimo piso, desde 1963 a 1977, bajo la denominación Museo de Bellas Artes «Mar del Plata», siendo su fundador el profesor y reconocido artista plástico Manlio Ceccotti, en este período se constituyó en uno de los Museos de arte más importantes de la República Argentina debido al importante acervo pictórico que supo acopiar Manlio Ceccotti, donde se ven reflejadas todas las corrientes pictóricas que marcaron los rumbos artísticos de Argentina. A partir de su funcionamiento en la actual sede en 1980 se hace cargo el profesor Nicolás Jiménez, reconocido artista gráfico quien le da su impronta vanguardista. A partir de 1983 y hasta la actualidad sus directores han sabido darle una dinámica acorde a los tiempos.
El museo cuenta con una colección de 550 obras plásticas de artistas nacionales marplatenses, pinturas, dibujo, grabado, fotografía y escultura las cuales 130 pertenecen a Juan Carlos Castagnino. Lleva a cabo actividades de muestras permanentes y temporarias, conferencias y cursos referidas al área artística visual y sus expresiones, proyecciones y visitas guiadas a escolares y público en general.

### Teatro
El Galpón de las Artes es un grupo de teatro independiente, de esta ciudad, creado en 1996, que produce obras de teatro, de carácter experimental, tanto para la infancia como para adultos. El mismo grupo administra una sala teatral por la que han pasado más de 150 espectáculos independientes en sus primeros 10 años de existencia.

## Gobierno
La ciudad es cabecera del Partido de General Pueyrredón, sus principales autoridades son el intendente que ejerce el Poder Ejecutivo, el Concejo Deliberante a cargo del Poder Legislativo. El actual intendente es Guillermo Montenegro.
La Municipalidad se encuentra en la calle Hipólito Yrigoyen 1627. En ese mismo edificio, en el ala izquierda se ubica el Concejo Deliberante. Mientras que el Tribunal de faltas está constituido en la calle Mitre 1435.
La seguridad está a cargo de la Policía de la Provincia de Buenos Aires y en el puerto de la Prefectura Naval Argentina. Igualmente, la Policía Federal Argentina cuenta con una delegación local y con la obligación de combatir los delitos de índole federal. En el aeropuerto local el control corre por cuenta de la Policía de Seguridad Aeroportuaria.
La municipalidad se encarga de organizar y controlar el tránsito vehicular destinando para ello un cuerpo de policías de tránsito.

## Deportes

### Fútbol
En el ámbito futbolístico, la ciudad cuenta con tres clubes de convocatoria que compiten en torneos de AFA: el Club Atlético Aldosivi, el Club Atlético Alvarado y el Club Atlético Kimberley.

### Básquet
Otro deporte muy practicado en la ciudad es el basquet, que cuenta con un representante en la máxima categoría del país: Peñarol, este último, pentacampeón de la misma. Los partidos entre Peñarol y Quilmes en los que ambos se enfrentan entre sí son considerados el clásico del básquet nacional ya que sus hinchas han desarrollado una gran rivalidad deportiva. Además, hay clubes importantes del básquet como Unión o Kimberley, formadores de jugadores profesionales.Peñarol es el equipo profesional más exitoso de la ciudad, ya que además de obtener cinco títulos nacionales (1993/94, 2009/10, 2010/11, 2011/12 y 2013/14), posee dos Ligas de las Américas (2007/08 y 2009/10), título internacional más importante a nivel continental.Por su parte, Quilmes obtuvo dos títulos nacionales de segunda división, en 1998/99 y en 2010/11.

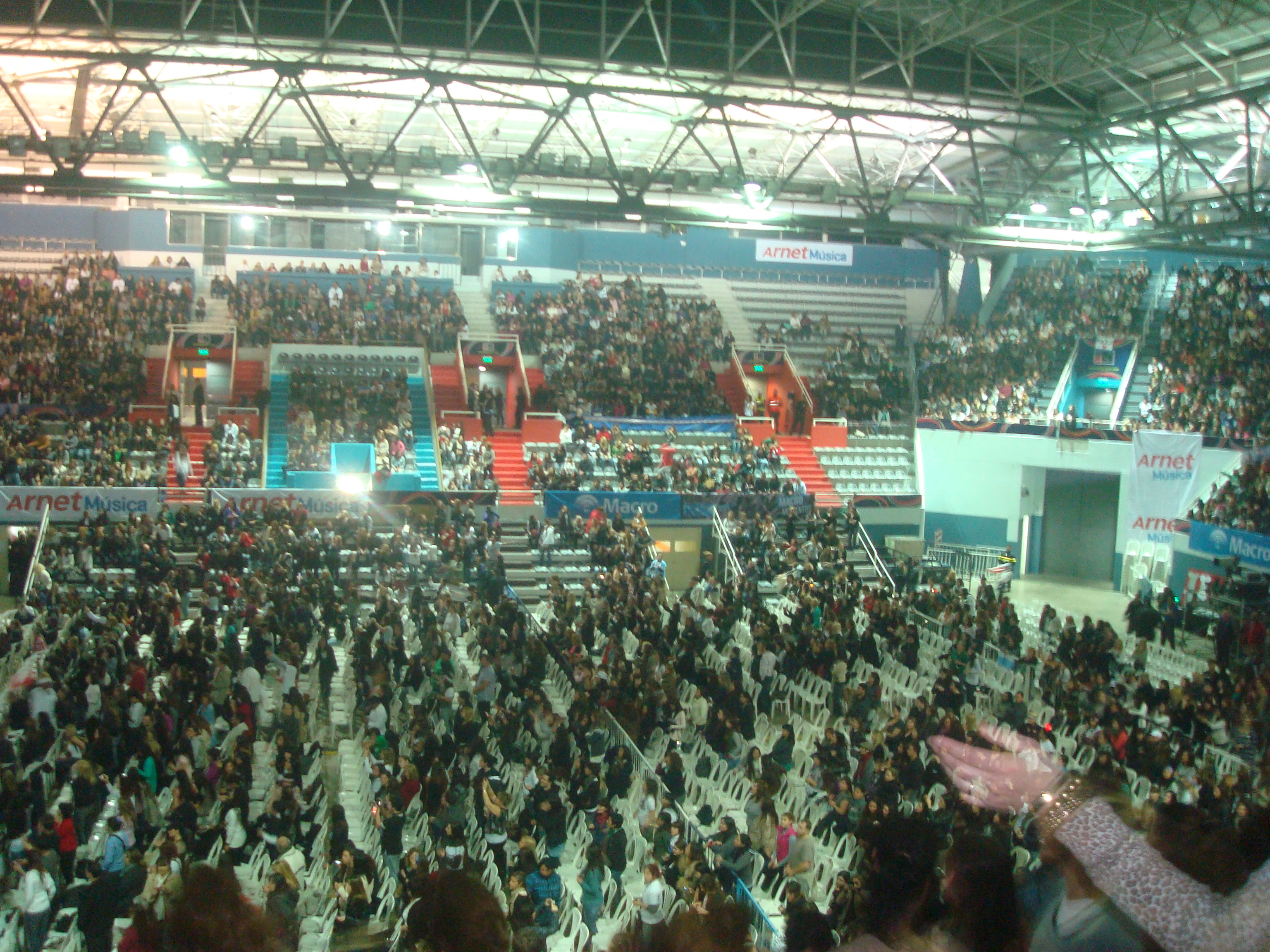
Estadio Polideportivo

### Automovilismo
Mar del Plata ha sido la cuna de varios pilotos que han hecho historia en el deporte motor nacional e internacional.
En esta ciudad nació Christian Ledesma, Campeón 2007 de Turismo Carretera y 2004 de TC 2000 con Chevrolet. Además compitió en Fórmula 3 Sudamericana y realizó un test de Fórmula 3000 Internacional (Hoy GP2).
Lionel Ugalde es otro marplatense que se destaca. Fue campeón de TC Pista en 2003 en el primer año que participó logrando el pase al Turismo Carretera dónde compitió sobre un Ford Falcon íntegramente preparado en Mar del Plata por su propio equipo. Hoy compite con la marca Torino.
Otro piloto nacido en la ciudad que se ha destacado es Juan Manuel Landa, subcampeón 1992 de Turismo Carretera a bordo de una Dodge.

### Equipos deportivos en categoría nacional
| Equipo                    | Deporte  | Categoría actual           | Estadio                      |
| ------------------------- | -------- | -------------------------- | ---------------------------- |
| Peñarol                   | Básquet  | Liga Nacional de Básquet   | Polideportivo Islas Malvinas |
| Quilmes                   | Básquet  | Liga Argentina             | Polideportivo Islas Malvinas |
| Unión                     | Básquet  | Liga Argentina             | Polideportivo Islas Malvinas |
| Kimberley                 | Básquet  | La Liga Federal            | Gimnasio Valentín Pérez      |
| Aldosivi                  | Fútbol   | Primera División           | José María Minella           |
| Alvarado                  | Fútbol   | Primera B Nacional         | José María Minella           |
| Kimberley                 | Fútbol   | Torneo Federal A           | Estadio Jose Alberto Valle   |
| Club Atlético Once Unidos | Voleibol | Liga de Voleibol Argentina | Once Unidos                  |
| Banco Provincia           | Futsal   | Primera División "D"       | Gimnasio Banco Provincia     |

### Otros deportes
En 1995, el Seleccionado masculino de la Asociación Amateur Marplatense de Hockey sobre césped, obtuvo el Campeonato argentino de Caballeros Mayores disputado en esta ciudad.
En las últimas décadas, se empezaron a practicar nuevos deportes en la ciudad atrayendo a turistas practicantes de disciplinas como el surf, el bodyboard y el skateboarding. Los mismos se practican a lo largo de toda la costa marplatense y producen una importante movilidad deportiva, comercial y ecológica.
En los años 1980, se empezaron a instalar numerosas pistas de paddle debido al notable aumento de la afición a este deporte que derivó en una profesionalización y provocando a su vez que la ciudad sea considerada por algunos medios como la «capital mundial del paddle».

#### Federaciones
Mar del Plata es sede de la federación nacional de bandy. También es sede de la ASABAL (Asociación Atlántica de Balonmano). Los equipos que la integran son: Jaya Handball, Punto Sur, Once Unidos, Acha, Urquiza, Talleres, Handball Norte, Handball Pompeya, CEF San Antonio de Olavarría, Altamira de Necochea y Maipú.

### Campeonatos mundiales y competencias internacionales
Mar del Plata fue subsede del Campeonato Mundial de Fútbol de 1978, sede de la final de la Copa Davis 2008 de tenis, y sede de los «XII Juegos Deportivos Panamericanos» del 11 al 26 de marzo de 1995, entre los acontecimientos deportivos más importantes celebrados en el país. Para el Mundial de 1978 se construyó el Estadio Mundialista, posteriormente llamado «José María Minella». Se inauguró oficialmente el 2 de junio de 1978, con el partido entre Italia (2) y Francia (1). Posteriormente se jugó el partido Suecia (1) vs Brasil (1) el 3 de junio, Italia (3) vs Hungría (1), el 6 de junio, Brasil (0) vs España (0) el 7 de junio, Francia (3) vs Hungría (1) el 10 de junio y Brasil (1) vs Austria (0) el 11 de junio.
En 1993, el Estadio José María Minella fue sede de la Copa Artemio Franchi, disputada por las selecciones de fútbol de Argentina y Dinamarca. Con Maradona como capitán, la selección albiceleste ganó el título por penales.
En 2008 se disputó la final de la Copa Davis 2008 de tenis. En la final España derrotó al equipo argentino. En 1981, la ciudad fue sede de un torneo de la ATP, que ganó el tenista local Guillermo Vilas ante el paraguayo Víctor Pecci. Vilas fue el número uno del mundo tres años en la clasificación Grand Prix (1974, 1975 y 1977), ganó cuatro Grand Slam y un Masters, y estableció los aún hoy vigentes récords de victorias consecutivas en un año y de torneos ganados en una temporada (Nadal ha necesitado de tres temporadas para batir ese récord).

### Juegos Panamericanos
En cuanto a los Panamericanos, fue la sede donde se llevaron a cabo los juegos; además, hubo subsedes donde se realizaron distintas disciplinas en las ciudades de Buenos Aires, Paraná, Santa Fe, Tandil, Necochea y Miramar; estas últimas fueron partícipes solo en softbol, fútbol y mountain bike, respectivamente.
Participaron 5.144 atletas provenientes de 42 países en 34 deportes. Por aquel entonces, la ciudad contaba con alrededor de 800.000 habitantes para dar lugar a un espectáculo deportivo de tal envergadura.
En esta edición se jugaron por primera vez en los Panamericanos 37 nuevas disciplinas entre las cuales se incluían bádminton, esquí náutico, karate, raquetbol, squash, triatlón, pelota y taekwondo femenino; se incrementó el número de medallas de oro en juego de 75 y 248 en total.
La delegación argentina alcanzó el cuarto lugar entre los países participantes, con una totalidad de 159 medallas: 40 de oro, 45 de plata y 74 de bronce; mientras que el primer puesto, el segundo y el tercero fueron para Estados Unidos con 425, Cuba con 238 y Canadá con un total de 177, respectivamente.

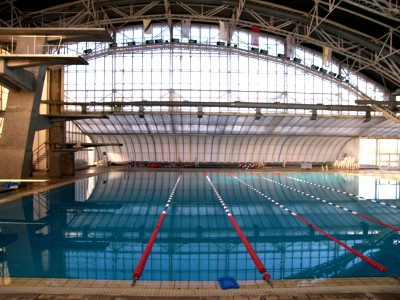
Complejo Natatorio.

En pocos meses, Mar del Plata convirtió el viejo Campo de Deportes en un complejo deportivo, el Parque Municipal de Deportes «Teodoro Bronzini», perfectamente dispuesto a dar la bienvenida a estos juegos. Entre los escenarios principales se encuentra el Estadio José María Minella, subsede también del Campeonato Mundial de Fútbol de 1978, en el que se llevó a cabo la ceremonia inaugural de los Juegos y las eliminatorias, semifinales y final de fútbol. Este estadio tiene una capacidad para 34 465 espectadores. Para la ocasión, fue restaurado el Patinódromo de la ciudad, que fue construido en 1969 por iniciativa de la Asociación Marplatense de Patín. Se agregaron dos tribunas cabecera y su capacidad es entonces de 7500 personas; se reubicaron sanitarios y vestuarios (sauna e hidromasajes, sala de primeros auxilios, consultorios médicos, vestuarios, talleres de mantenimiento y baños) debajo de esas tribunas. El sector antiguo corresponde al área vip, la sala de prensa, controles de pista y cómputos, sala de jueces, gimnasio. En este Patinódromo se llevaron a cabo las competencias de patín carrera y hockey sobre patines.
Los nuevos escenarios construidos fueron el Estadio Polideportivo, el gran Complejo Natatorio y el Complejo Velódromo-Cancha de Hockey sobre Césped. Este último está materializado en forma de elipse, que acompaña la circulación de público, el circuito de aeróbica y de bicicletas. Cuenta con dos plantas, la más alta para circulación dentro del Complejo Deportivo y en la inferior, las instalaciones de la Cancha. Por otro lado, el Velódromo tiene una capacidad de 2400 espectadores y la cancha de hockey de 1000.
La pista de atletismo del complejo había sido inaugurada con motivos de los Juegos Iberoamericanos. Posee una pista principal de 400 metros, de 8 calles de anillo y 9 en la recta principal. Las modificaciones para este evento fueron importantes, debido al estado en el que se encontraba el mismo. Se colocó, en una de las cabeceras, material sintético en un largo de 20 metros, donde se realizaron las competencias de jabalina y el salto en alto. En la otra cabecera se ubicó un foso de agua, una corredera de garrocha (pértiga) y la principal de jabalina. Paralela a la recta principal se encuentra en 60 m de largo, el cajón de arena para salto en largo y triple y el salto con garrocha. El nuevo diseño se complementa con 4 arcos de lanzamiento, uno de peso y 3 con reducción de jaula de protección para disco y martillo. La pista de atletismo tiene una capacidad para 8.000 espectadores.
Las disciplinas de remo y cabotaje se llevaron a cabo en la Laguna de los Padres, para lo que se requirió el dragado previo. La pista tiene una longitud de 2000 m con tribunas naturales debido a la conformación natural de la laguna.
Fueron también pequeñas subsedes de los Juegos las dependencias del Club A. Quilmes (en levantamiento de pesas, lucha y taekwondo), el Club Once Unidos (boxeo y karate) el Club Náutico (en tenis, yachting y windsurf), el Centro de Educación Física N.º 1 (en tenis de mesa), la Villa Marista (en tiro al arco); además de algunos circuitos callejeros de la ciudad para prueba de ciclismo y triatlón. El «Vivero Dunícola» Florentino Ameghino de la ciudad de Miramar participó como sede para la realización de las competencias de mountain bike.

| Predecesor: La Habana | Ciudad Panamericana 1995 | Sucesor: Winnipeg |

### Juegos Suramericanos
Buenos Aires fue sede de los VIII Juegos Suramericanos en 2006 y se designó a Mar del Plata como ciudad subsede.

## Educación

### Básica y media
El sistema educativo del Partido de General Pueyrredón cuenta con 178 establecimientos de educación inicial, de los cuales sólo 42 son de dependencia estatal, mientras que el resto 136 son establecimientos privados. Por otro lado para el nivel primario básico cuenta con 163 organizaciones educativas, 77 públicas y 86 privadas. Mientras que la escuela polimodal funciona con un total de 98 establecimientos, 35 escuelas con dependencia pública y 63 de carácter privado.
En cuanto a la educación superior de la región, existen tres instituciones estatales, mientras que se conforman de acuerdo con las diferentes especializaciones un total de 25 organizaciones privadas que dictan carreras de este nivel educativo. Resulta notorio el predominio de la educación privada, en desmedro de la educación pública y gratuita, que con los años y la desinversión ha quedado relegada.

### Educación superior
Durante los años 50 y 60, el crecimiento de la ciudad lleva a que el Ministerio de Educación de la Provincia de Buenos Aires encomiende a la UCIP la organización de la primera Asamblea para constituir la Comisión Cooperadora de la Universidad Provincial; fue así que por Decreto N.º 11723 del 19 de octubre de 1961, el Poder Ejecutivo de la Provincia de Buenos Aires creó, dependiente del Ministerio de Educación, la Universidad de la Provincia de Buenos Aires. Esta organización, junto con la Universidad Católica «Stella Maris», fundada en 1957, darían lugar en 1975 a la fundación de la actual Universidad Nacional de Mar del Plata.
Además de esta Institución, se han radicado en la ciudad otras universidades e instituciones, tanto de gestión pública como privada. Entre ellas, se encuentran la sede Mar del Plata de la Universidad CAECE, radicada en el año 1997 en la tradicional esquina de Gascón y Olavarría, la Universidad Tecnológica Nacional, la Universidad FASTA y la Universidad Atlántida Argentina. También existe la carrera de periodismo general en los institutos terciarios ÉTER y DeporTEA.

## Religión

### Libertad de culto
Aunque el estado argentino reconoce, en el artículo 2 de la Constitución de la Nación Argentina un carácter preeminente a la Iglesia católica que cuenta con un estatus jurídico especial y diferenciado con respecto al resto de iglesias y confesiones, al igual que en todo el país, la libertad de culto del habitante marplatense está garantizada por el artículo 14 de la Constitución Nacional.

### Principales seguidores
La mayor parte de los marplatenses se declaran profesantes de la religión católica. El obispo de Mar del Plata, cuya diócesis forma parte de la Arquidiócesis de La Plata, es Gabriel Antonio Mestre.
En la catedral de los Santos Pedro y Cecilia se veneran las reliquias, un trozo de la Cruz de Cristo y de santos mártires.

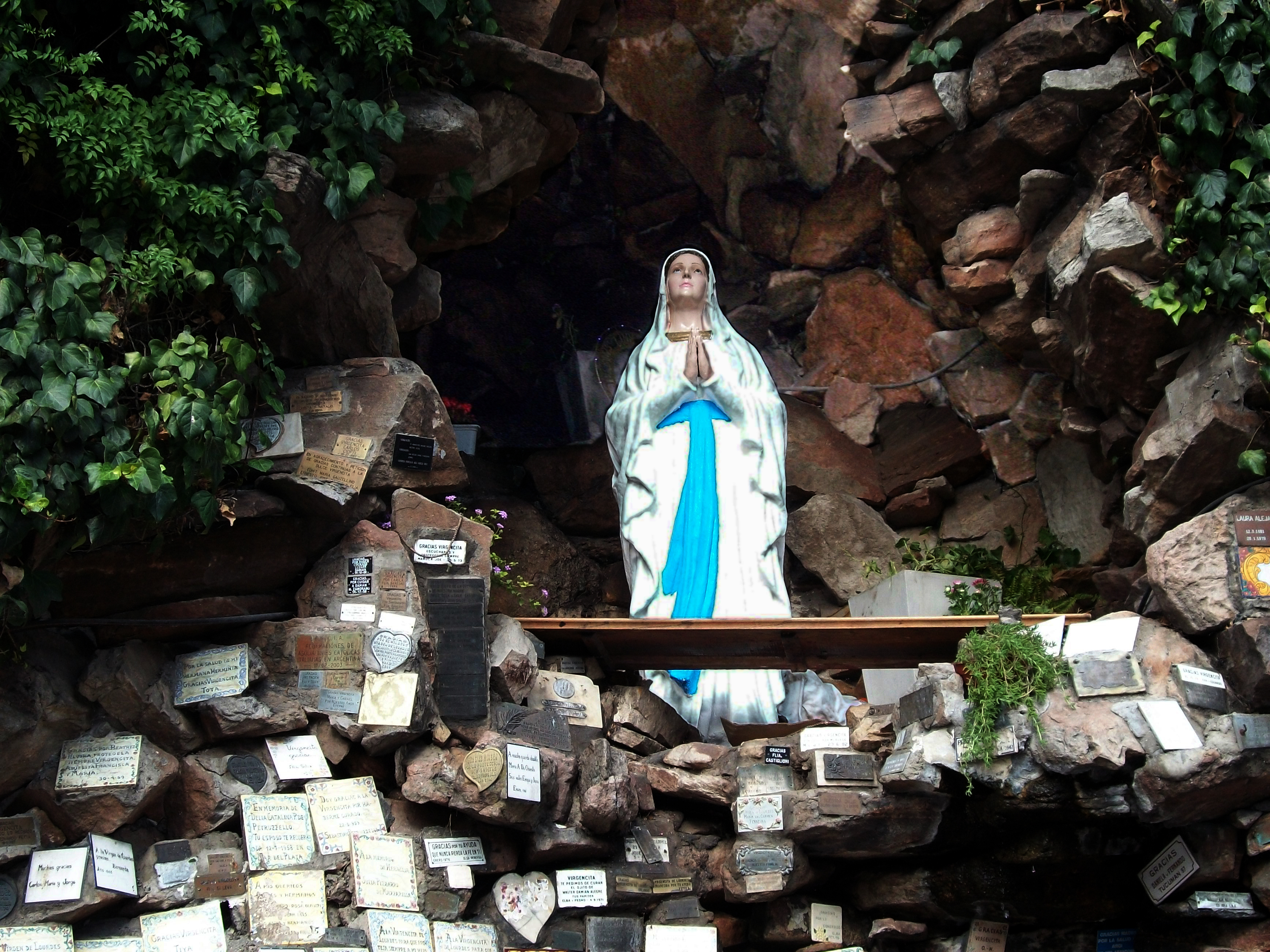
Gruta de Lourdes en el Puerto de Mar del Plata.

Cada 22 de noviembre se celebra el día de Santa Cecilia la patrona de Mar del Plata y patrona de la Música, con una fervorosa y tradicional procesión, que estuvo presente desde el comienzo de la ciudad y fue centro de reuniones de los pioneros para planificar los destinos de esta ciudad.
En el Puerto de Mar del Plata un lugar de devoción religioso es la Gruta de Lourdes.
Otro evento religioso muy importante es durante el cierre de la Fiesta Nacional de los Pescadores del 29 de enero. La fiesta termina con misa en la iglesia Sagrada Familia. Y como cierre una procesión exhibiendo la imagen de San Salvador, Patrono y Protector de los Pescadores, la tradicional procesión con la imagen hasta la banquina de los pescadores y ofrendas florales en el monumento al pescador y luego una procesión náutica y bendición de los frutos de mar y comienzo de la procesión náutica con ofrendas de flores al mar en homenaje a los pescadores muertos en altamar.
Siendo un importante aglomerado urbano del país, también hay presencia evangélica, judía y musulmana.
La comunidad judía se encuentra reunida mediante la Sociedad Unión Israelita Marplatense (SUIM), la cual nuclea aproximadamente 230 familias judías residentes en la ciudad.

## Medios de comunicación
En la ciudad se editan dos diarios, los dos matutinos y circulan los siete días de la semana: La Capital perteneciente al multimedios del mismo nombre y El Atlántico y además se reciben los diarios nacionales.
Desde la ciudad emiten hacia una gran parte de la provincia de Buenos Aires los canales 8 (Grupo Neomedia), 10 (estación afiliada comercialmente a El Trece) y una repetidora de la TV Pública.
Dos empresas se encargan de proveer el servicio de televisión por cable en la localidad: Flow y La Capital Cable (de Multimedios La Capital).
Hay tres radios en la banda de AM, LU9 Radio Mar del Plata, Lu6 Emisora Atlántica y la AM 1620 -las tres propiedad del Multimedios La Capital (Mar del Plata)- y una numerosa oferta de emisoras FM que proporcionan programación para todas las edades.

## Clubes

### Radio Club Mar del Plata LU2DT
Desde el 18 de septiembre de 1948, esta institución dicta cursos de radioaficionados, participa en eventos sociales colaborando con las comunicaciones y también ha prestado servicio en momentos que las comunicaciones habituales de la ciudad han sido afectadas por las inclemencias meteorológicas. Se encuentra en la calle Brown 4255.

## Ciudades hermanas
- Viana do Castelo, Portugal (desde 2025)[159]
- La Plata, Argentina (desde 2012)
- Tandil, Argentina (desde 2009)
- Florianópolis, Brasil
- Varna, Bulgaria (desde 2024)[160]
- La Cruz, Chile (desde 2001)
- Viña del Mar, Chile (desde 2001)
- Tianjin, China (desde 2001)[161]
- La Habana, Cuba (desde 1998)[162]
- Alicante, España (desde 2000)
- La Coruña, España (desde 2000)
- Palma de Mallorca, España (desde 2009)
- Torrelavega, España[162]
- Vitoria, España (desde 2008)
- Fort Lauderdale, Estados Unidos (d. 2001)
- Acireale, Italia (desde 1996)
- Bari, Italia (desde 2000)
- Isquia, Italia (desde 2010)[163]
- Porto Recanati, Italia (desde 1998)
- San Benedetto del Tronto, Italia (d. 2010)
- Sant'Angelo in Vado, Italia (desde 1998)
- Sorrento, Italia (desde 2007)[164]
- Tornareccio, Italia (desde 2024)[165]
- Isla Mujeres, México (desde 2001)[166]
- San Juan del Sur, Nicaragua (desde 2009)
- Miraflores, Perú (desde 2021)[167]
- San Petersburgo, Rusia (desde 2010)[168]
- Cantón de Friburgo, Suiza (desde 1994)
- Montevideo, Uruguay (desde 2009)[169]
- Tovar, Venezuela (desde 2006)